# Site archéologique de Volubilis
Vous lisez un « article de qualité » labellisé en 2020.
Pour les articles homonymes, voir Volubilis.
Volubilis (en berbère : ⵡⴰⵍⵉⵍⵉ, Walili - en arabe : وَلِيلِي Walīlī) est le vestige d'une ville romaine construite sur l'ancien site d'une ville punico-berbère, qui fut capitale du royaume de Maurétanie, située sur le plateau de Volubilis dans la plaine du Saïss, dans le Nord marocain, sur les bords de l'oued Rhoumane, rivière de la banlieue de Meknès, non loin de la ville de Moulay Driss Zerhoun.
Partiellement découverte de nos jours, la cité antique éclôt à partir du IIIe siècle av. J.-C. en tant qu'établissement punique et se développe rapidement à partir du moment où elle entre dans le giron romain, pour dépasser une superficie de 42 hectares.
La parure monumentale de la ville se développe particulièrement au IIe siècle, à la suite de l'enrichissement économique de la région. Située dans une région aux riches potentialités agricoles, cette ville vivait du commerce de l'huile d'olive. En effet dans ses ruines de nombreux pressoirs à huile sont présents. Cet enrichissement se traduit également dans l'architecture privée par la construction de vastes villas pourvues de belles mosaïques, la cité apparaissant comme « un centre de rayonnement de la civilisation romaine en Maurétanie Tingitane » selon Brahmi.
La région, jugée indéfendable, est abandonnée par les autorités impériales romaines en 285. La ville, communauté urbaine christianisée, puis cité musulmane, continue d'être habitée pendant sept siècles. La dynastie idrisside y est fondée au VIIIe siècle. Au XIe siècle, le site est abandonné et la population est transférée à 5 km de là, vers la cité de Moulay Driss Zerhoun. La ville ne subit pas de dégradations importantes semble-t-il jusqu'à un tremblement de terre au milieu du XVIIIe siècle. Par la suite, les ruines sont utilisées comme carrière, en particulier pour les constructions de Meknès.
Identifié plus tardivement au XIXe siècle, le site fait partie du patrimoine protégé du Maroc depuis 1921. Le site fait l'objet de fouilles archéologiques depuis le début du XXe siècle et la moitié seulement en est dégagée à ce jour. La qualité des trouvailles et du site a abouti à son classement sur la liste du patrimoine mondial par l'UNESCO. « Exemple éminent d'un ensemble architectural illustrant l'organisation de l'administration punique, pré-romaine et romaine en Afrique, [Volubilis] est aussi le lieu de permanence des sociétés qui ont habité le Maghreb extrême » selon Limane, Rebuffat et Drocourt.

## Géographie, géologie et toponymie

Localisation de Volubilis au sein de la partie occidentale de l’Afrique romaine.

### Toponymie
L'origine du nom de la ville, « très controversée », viendrait du latin volubilis signifiant « qui a un mouvement giratoire, qui tourne » selon Félix Gaffiot. Le dictionnaire latin Lewis & Short donne également une explication similaire.
Son nom berbère est Walīlī, Oualili, ou Walīlā,, désignerait la fleur de liseron ou le laurier-rose, particulièrement abondant aux abords de l'oued Khoumane. On pourrait aussi rapprocher le nom berbère du nom latin puisqu'il existe une racine libyque pan-berbère WLLY signifiant aussi « tourner, tournoyer ».
La ville est relativement peu mentionnée dans les sources antiques et médiévales.
Selon l'historien Jehan Desanges, une tribu berbère, les Ouoloubiliani de Maurétanie tingitane seraient a l'origine du nom Volubilis. La tribu résidait dans une zone proche de la cité.
Le mot est mentionné dans les Épîtres d'Horace : labitur, et labetur in omne volubilis aevum (« Alors que l'eau du fleuve éternellement coule »). En latin classique, le "v" de « volubilis » se prononçait comme un "w", rapprochant la prononciation latine de celles en langues berbères et arabes modernes.
L'historien français Charles-Joseph Tissot a découvert que ce que certaines sources en arabe appelaient « Qasr Fara'on » (en arabe : قصر فرعون soit le Palais du Pharaon) correspondait à Volubilis. Ce terme est encore utilisé de nos jours par les locaux, parfois abrégé El Ksar (en arabe : لقصر), signifiant « Le Palais ». Ainsi, les ruines de ksar Farâoun désignent en fait les ruines de Volubilis.

### Géographie
Le site archéologique de Volubilis est situé sur la commune rurale de Oualili, qui dépend de la préfecture de Meknès et de la région de Fés-Meknès. Il est situé sur le plateau portant du même nom : le plateau de Volubilis. Le site, dénommé Ksar Faraoun en arabe par Léon l'Africain, se trouve à 30 km environ de Meknès,  et à 3 km de Moulay Idriss, et est proche d'un massif rocheux, dominé par le Zerhoun, haut de 1 025 m, et haut à proximité de la ville de 500 à 800 m dont le grès et le calcaire ont fourni des matériaux de construction. Le sol est en outre riche en marnes utilisées pour la poterie et les constructions en briques crues. La ville elle-même se trouve à environ 390 m d'altitude, sur un plateau situé en surplomb de 60 m du plateau d'El Gaada. Le climat est continental et les précipitations annuelles sont de 650 mm. Les versants du Zerhoun sont encore utilisés pour la pâture du bétail mais également pour la culture des céréales, l'implantation de vignes et d'oliveraies.

### Choix du site dicté par une géographie propice

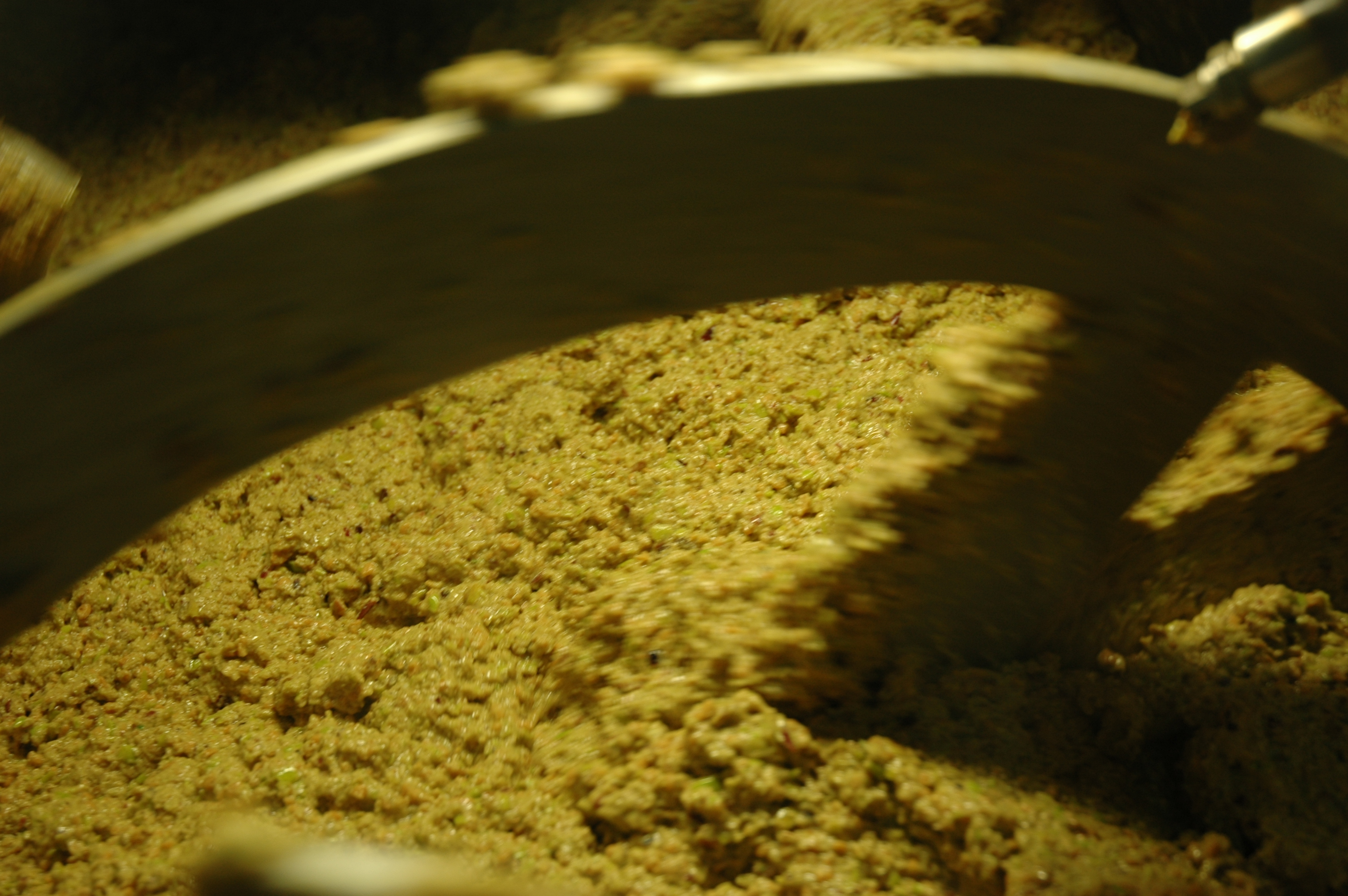
Pâte d'olive lors du processus d'élaboration de l'huile. Cette industrie est le pilier de la prospérité de la cité volubilitaine au Haut-Empire romain.

Plusieurs éléments favorisent l'installation de communautés humaines importantes à cet emplacement. Tout d'abord, la région a un climat méditerranéen et bénéficie de pluies abondantes qui s'ajoutent aux sources pour assurer une disponibilité suffisante à une communauté urbaine de « plusieurs milliers d'habitants »,. La plaine de Volubilis est pourvue également de deux oueds, l'oued Fertassa et l'oued Khoumane. La région porte au Moyen Âge le nom de « région des rivières ». Puis, le site est également facile à défendre, à proximité du Zerhoun. Dernier élément, le territoire de la future cité et ses abords immédiats sont particulièrement favorables à l'agriculture,. La plaine dans laquelle est située la cité est très fertile et les oliviers en constituent encore un élément caractéristique du paysage. La diversité des sols permet la culture de légumes, de légumineuses, de vergers, de vignes ; cependant les cultures essentiellement pratiquées dans l'Antiquité étaient celles du blé, de l'orge, et de l'olivier. L'élevage est de plus répandu sur les collines du site. L'exploration archéologique de l'arrière-pays volubilitain a permis de lister 325 sites antiques, sur une zone de 30 km de long sur environ 40 km de large.
| Vue d'un paysage typique des abords de Volubilis |
| Alentours de Volubilis.                          |

| Exemple de paysage caractéristique d'un oued                                                            |
| Exemple d'un oued (ici de l'oued de Tensift) au Maroc dans l'ancienne province de Maurétanie tingitane. |

| le sommet Zerhoun dans le paysage de la région |
| Zerhoun en arrière-plan.                       |

## Histoire

### Des origines à l'annexion par Rome

Présence carthaginoise en Maurétanie.

#### Des origines aux guerres puniques
Le site de Volubilis, avec « toutes les caractéristiques d'un refuge naturel, du type de l'éperon barré » est occupé dès le Néolithique, mais il naît en tant qu'entité urbaine à l'époque maurétanienne, où la ville joue le rôle de capitale du royaume de Maurétanie, aux IVe – IIIe siècle av. J.-C. et se développe surtout au IIe siècle av. J.-C. Les vestiges les plus anciens, essentiellement haches polies, meules et également polissoirs, sont rares et trouvés hors contexte archéologique. Des fouilles entreprises sous le quartier sud de la ville pourraient apporter la preuve d'une installation néolithique.
Les Phéniciens puis les Puniques fréquentent très précocement les côtes africaines à partir du Ier millénaire av. J.-C. et leur civilisation pénètre l'intérieur des terres à partir de comptoirs, dont Lixus et Tanger. Les Puniques de Carthage fréquentent la zone géographique à partir du IVe siècle av. J.-C. : avec les échanges commerciaux, la langue et les institutions puniques pénètrent dans l'actuel Maroc. Quatre inscriptions en langue punique ou néo-punique ont été découvertes sur le site, malheureusement fragmentaires. Des inscriptions en langue libyque ont également été retrouvées, mais non encore déchiffrées.
Au nord du Maroc actuel, la ville intègre au IIe siècle av. J.-C. le royaume indigène de Maurétanie qui se développe, même si les frontières en sont encore floues. La région est influencée par la civilisation grecque au travers de la diffusion des objets. Cette influence grecque passe d'abord par Carthage, avant d'être le fait de Grecs présents à la cour numide.
Les techniques de constructions et les artéfacts retrouvés soulignent cette même influence. Cependant la cité, comme la Maurétanie, combat Carthage aux côtés de Massinissa, allié des Romains. Dans les guerres puniques, les rois maurétaniens jouent « un jeu complexe d'alliances et de retournements ». Baga s'allie à Massinissa contre Carthage. La cité reste à l'écart des circuits commerciaux méditerranéens jusqu'au règne de Bocchus, mais à la fin du IIe siècle av. J.-C., la situation évolue grâce à des importations, entre autres, de céramiques, de vin de Campanie, d'huile et de garum.

#### Une cité d'un royaume allié de Rome

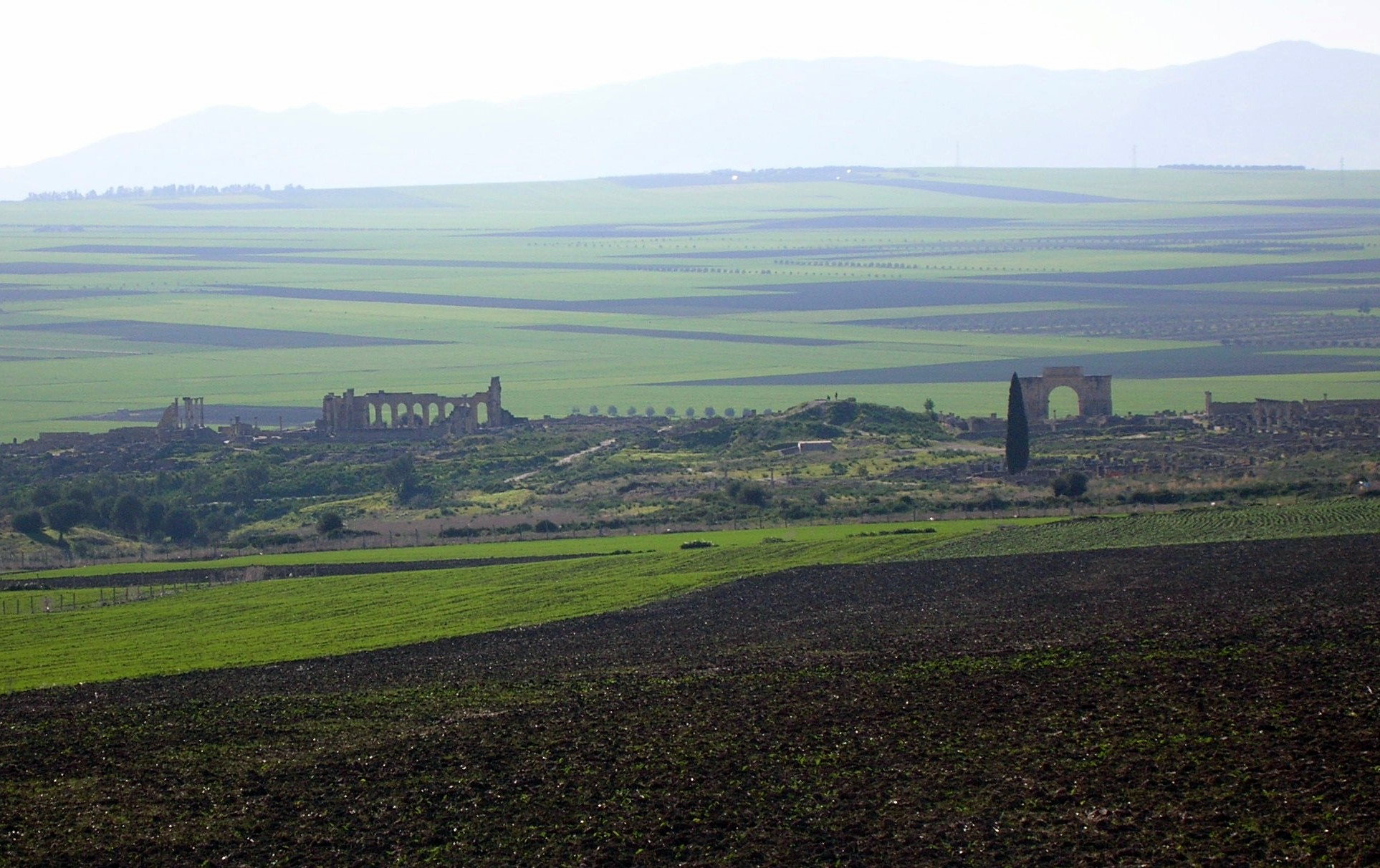
Vue d'ensemble.

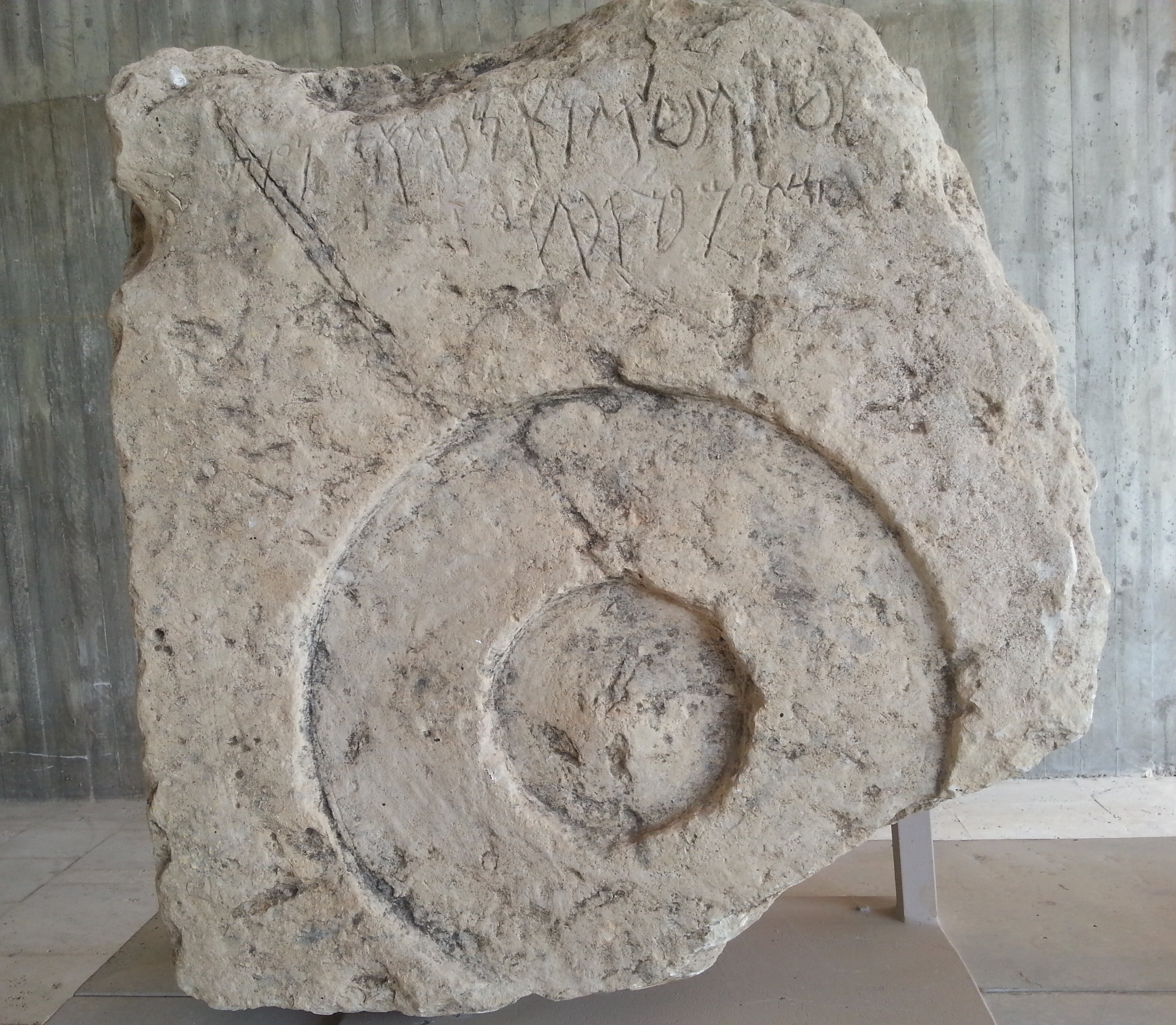
Inscription fragmentaire découverte en surface dans le secteur du tumulus de Volubilis. Fin du Stèle funéraire portant un motif identifié à un bouclier. Il ne subsiste de l'inscription que les deux dernières lignesː stèle qu'a voué [...] fils de [...] le suffète qui est mort dans une vieillesse heureuse à l'âge de 90 ans. Il est originaire de QFGWD.

Le royaume maurétanien est unifié après la chute de Carthage en 146 av. J.-C. à l'issue de la troisième guerre punique. Le roi Bocchus, à la charnière du IIe et du Ier siècle av. J.-C., est également par la suite un allié de Rome contre Jugurtha, « dernière tentative d'un prince numide d'échapper à l'emprise romaine en Afrique ». La Maurétanie de Bocchus s'étend vers l'est du fait de l'intégration d'une partie du royaume de Jugurtha.
Les fils de Bocchus Ier, Bogud et Bocchus, se partagent le royaume de leur père. Alliés tous deux de Jules César, ils prennent des partis différents après les Ides de mars et sont donc partie prenante à la guerre civile romaine. Bogud, allié de Marc Antoine, est tué en 38 av. J.-C. et le royaume de Maurétanie est réunifié. À la mort de Bocchus II en 33 av. J.-C., le royaume sans souverain est administré par Rome qui installe des vétérans dans les colonies de Tingis, Banasa, Zilil et Baba.
Le roi de Numidie Juba Ier met fin à ses jours et son fils, le futur Juba II, est emmené à Rome où il est élevé au sein de la cour. Il y reçoit « une éducation gréco-romaine très complète » et devient un des grands savants de son temps, écrivant en grec ancien. La langue punique, attestée au IIe siècle av. J.-C., se maintient dans sa composante néo-punique à partir de 100-80 av. J.-C jusque sous Juba II. Placé sur le trône en 25 av. J.-C. par Auguste, il est en 19 av. J.-C. marié à Cléopâtre Séléné, fille d'Antoine et de Cléopâtre, et sa capitale est Iol, actuelle Cherchell, « creuset où se mêlaient les cultures indigène, punique, grecque et romaine ». Jérôme Carcopino (suivi par Prévot et d'autres) pense que Volubilis est une résidence royale pendant son règne,, mais cette situation ne dure pas et les indices d'une telle qualification sont ténus, avec les œuvres d'art uniques que sont le portrait de Juba ou celui de Caton. Le souverain soutient Rome dans la répression de révoltes numides.
Le couple royal s'engage à « représenter fidèlement les valeurs de Rome, à les propager et à s'en faire les garants ». Le mode de vie romain se serait développé à partir des couches sociales privilégiées dans les deux siècles de la Pax Romana. La majeure partie de la population reste autochtone.
Ptolémée, son fils, lui succède en 23 apr. J.-C.. Le royaume tenu par un « Roi allié et ami de Rome », cette dernière profitait tout à la fois du commerce et de la sécurité pour deux provinces importantes, la Bétique et l'Afrique proconsulaire.

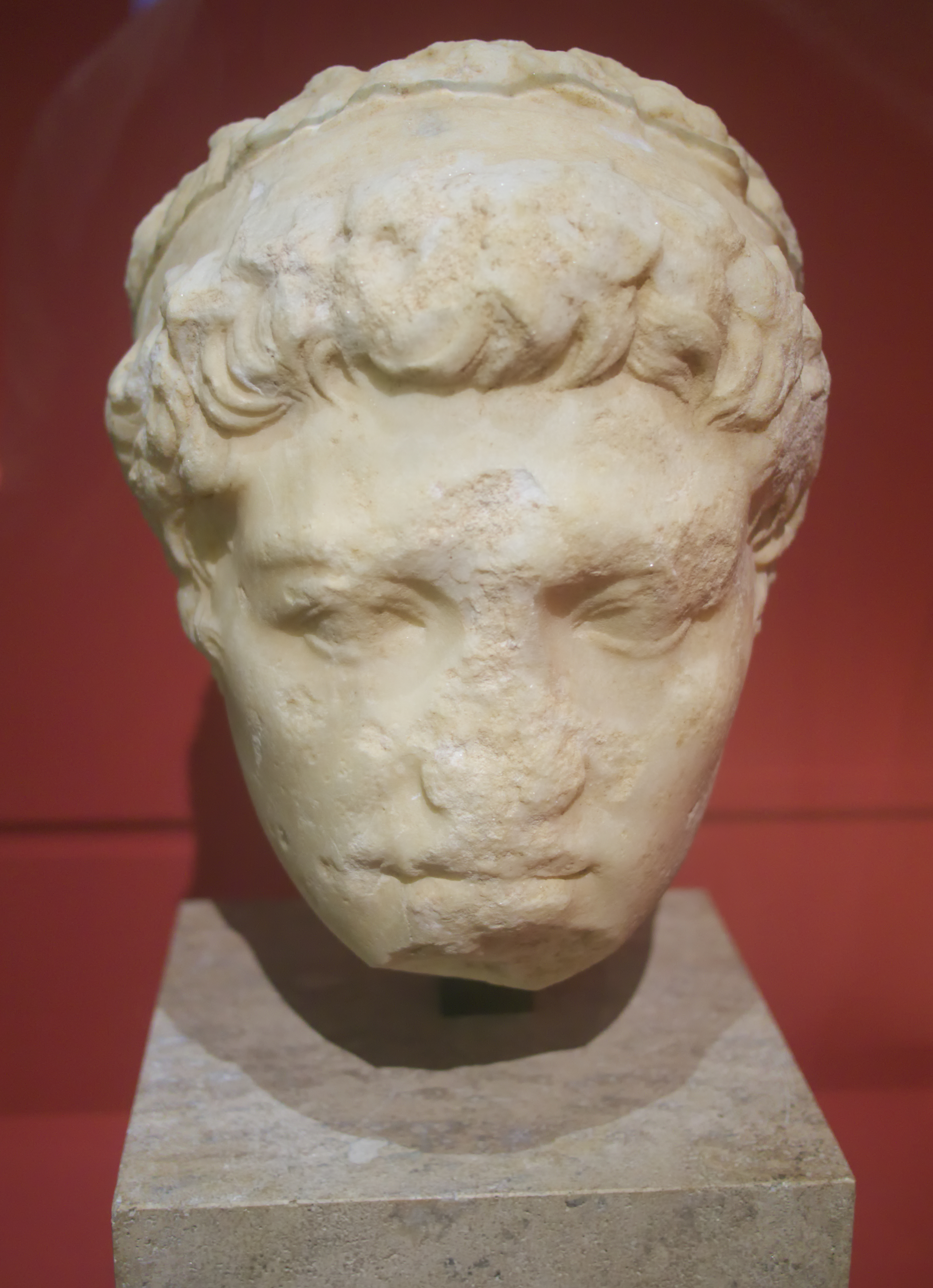
Tête de Juba II en marbre provenant de Cherchel.

La ville, qualifiée d'oppidum par Pline l'Ancien (au début du « livre V » de son Histoire Naturelle), se développe sur plus de 10 hectares. Elle est protégée, sous le règne de Juba II, par une enceinte en briques crues, avec des maisons de même matière à l'intérieur. La cité royale maurétanienne avait peut-être à cette époque une superficie de 12 hectares. La cité maurétanienne est prospère, dispose de monuments importants et le commerce est attesté par les découvertes archéologiques : céramique campanienne importée, amphores italiques Dressel « 18 », monnaies de Gadès et monnayage local en particulier sous Juba II. La cité est ouverte aux influences extérieures durant cette phase de son histoire, punique puis romaine, ce qui facilite peut-être la romanisation ultérieure. Après l'annexion de la Maurétanie à l'Empire romain, un tumulus est élevé sur l'angle nord-est de l'enceinte. C'est certainement un monument commémoratif érigé à la mémoire des soldats morts au cours de la guerre contre Ædemon. Avant la provincialisation de la Maurétanie tingitane, Volubilis est une cité montrant des traits de romanisation : certains des magistrats comme le fameux Marcus Valerius Severus, portent des noms romains et sont inscrits dans la tribu romaine Galeria,, ce qui indique l'obtention de la citoyenneté romaine.

### Volubilis sous le contrôle direct de Rome

#### Alliée indéfectible de Rome

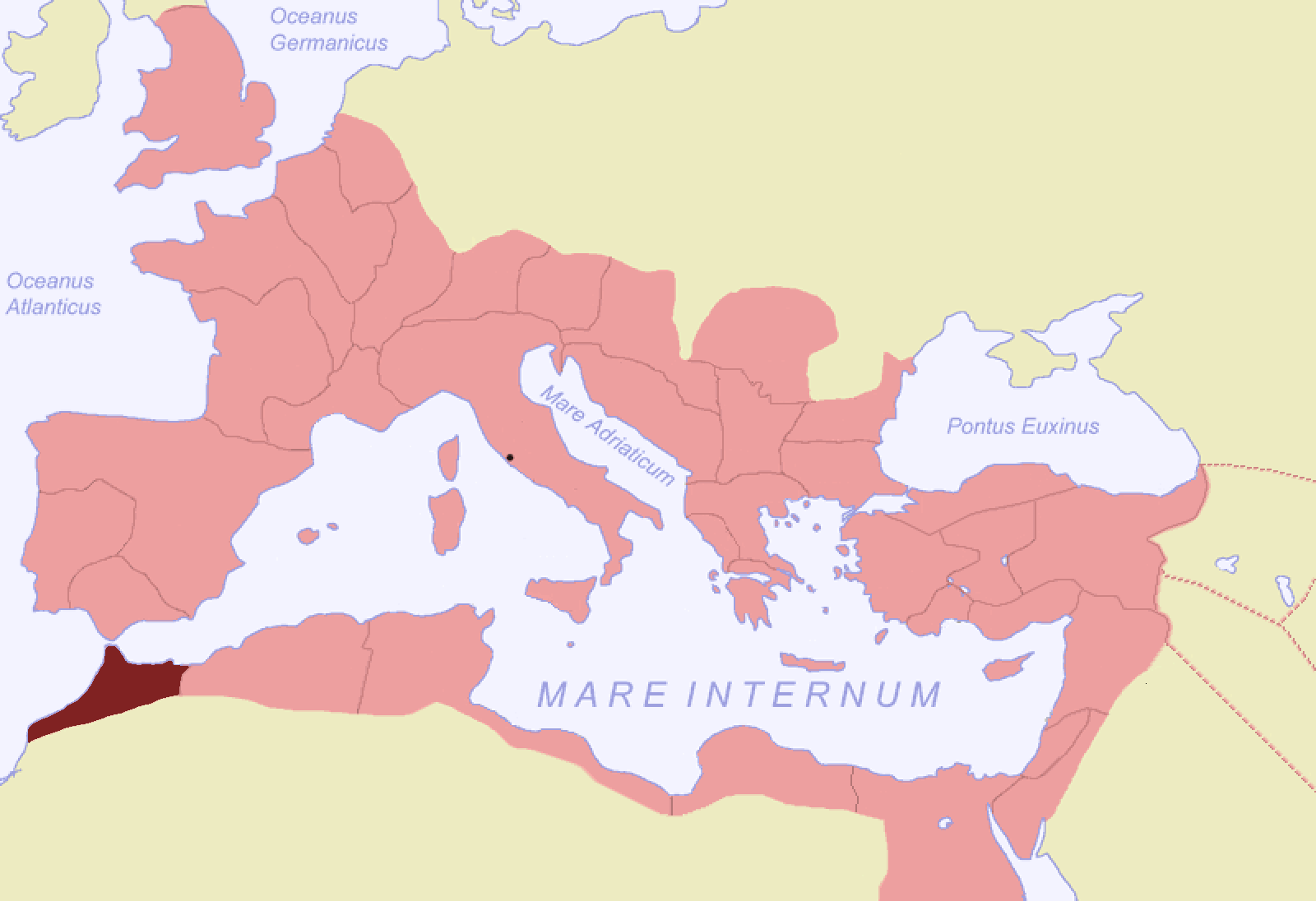
Position de la Maurétanie tingitane dans l'Empire romain.

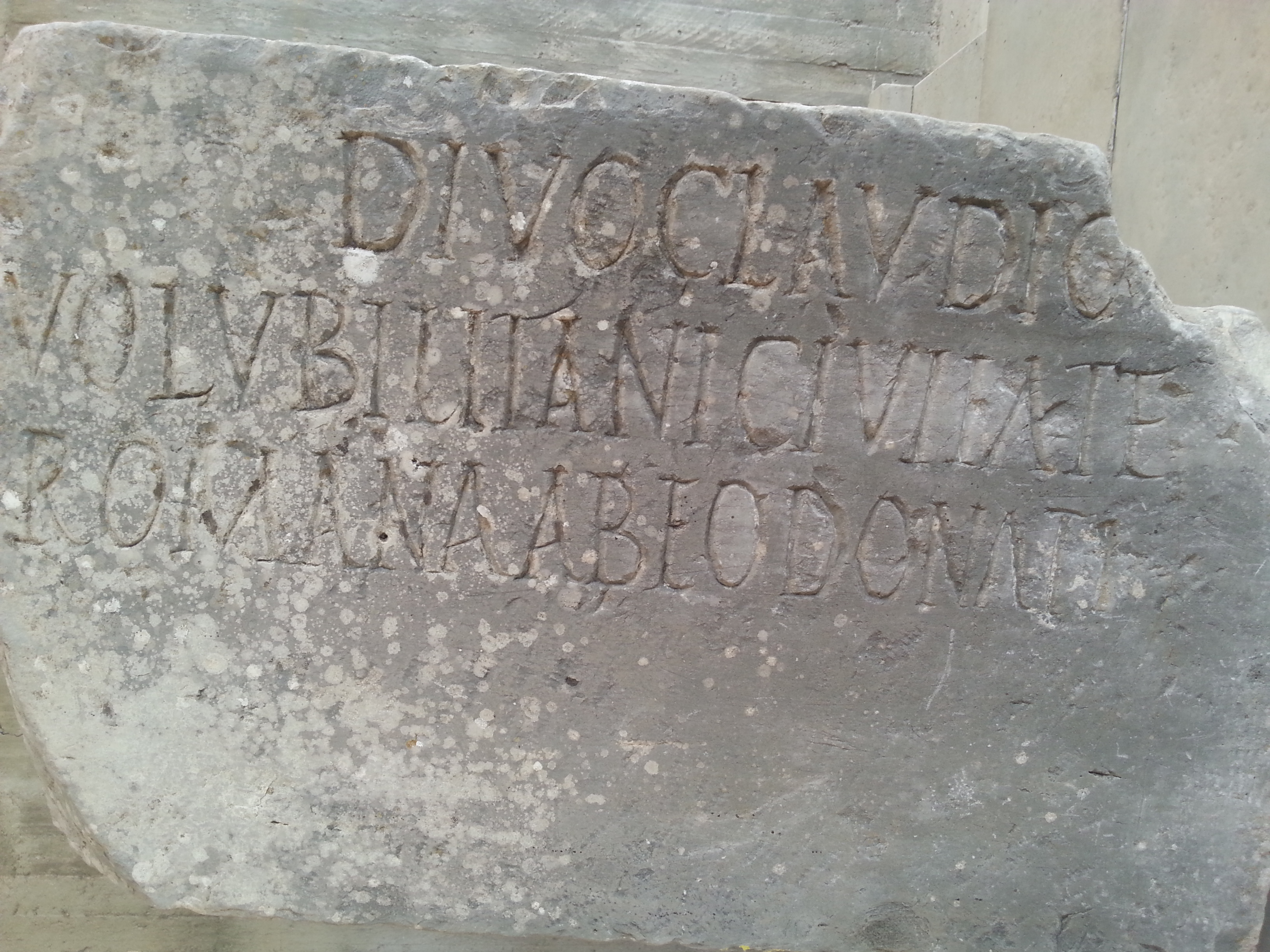
Inscription qui rappelle la transformation de Volubilis en municipe romain, sous le règne de Claude, qui confère aux habitants de Volubilis la citoyenneté romaine. Base de statue inscrite sur deux faces, trouvée en 1923 dans une salle à l'est de l'area du capitole, calcaire.

L'empereur Caligula fait assassiner le roi maurétanien Ptolémée en 40 apr. J.-C.. S'ensuit une révolte contre l'Empire menée par Aedemon, affranchi de Ptolémée. Volubilis se range alors résolument dans le camp des Romains en créant une milice d'auxiliaires qui contribue à l'anéantissement de la révolte. 20 000 hommes, légionnaires et auxiliaires, sont nécessaires pour mater la révolte qui occasionne des destructions comme peuvent en témoigner des traces archéologiques. La révolte se poursuit après la mort d'Aedemon et « l'ancien royaume maurétanien [est] livré à l'anarchie ». L'appui de Volubilis à Rome lui coûte cher et la cité demande à un notable local, Marcus Valerius Severus, de plaider sa cause auprès du nouvel empereur, Claude et d'obtenir une récompense du fait « de leur loyalisme et de leur aide militaire ». Cet appui témoigne d'un processus de romanisation antérieur à la mainmise totale de Rome.
Fin 42 apr. J.-C. ou début 43 apr. J.-C., l'Empire romain annexe le royaume de Maurétanie qui est divisé en Maurétanie tingitane (avec Tingis comme capitale) à l'ouest et Maurétanie césarienne à l'est (avec Iol Caesarea comme capitale). La province est gouvernée par un procurateur de l'ordre équestre nommé par l'empereur. Volubilis est récompensée de sa loyauté par l'empereur Claude qui lui attribue en 44 le statut de municipe romain, : tous les habitants libres de Volubilis, antérieurement pérégrins, sont désormais des citoyens romains,. La cité obtient sans doute d'autres avantages, en particulier dans le domaine du droit du mariage (statut de citoyen pour enfants avec femmes pérégrines), des successions, et également des avantages fiscaux pendant dix ans.
Cette évolution du statut de la cité entraîne un programme de travaux importants et des changements majeurs sur les plans institutionnel et religieux. L'occupation romaine est cependant ténue, les conquérants prenant essentiellement appui sur le réseau urbain hérité de l'époque punique et des créations coloniales augustéennes. Volubilis devient dans l'Afrique romaine « l'élément le plus avancé du dispositif [faisant] face aux tribus semi-nomades », avec trois camps associés et des tours, et elle est reliée à la capitale de la Tingitane, Tingis,. La cité déborde l'enceinte dès la seconde moitié du Ier siècle et des quartiers sortent de terre au IIe siècle. À la fin de ce siècle et au début du IIIe siècle, sous les Sévères, une activité édilitaire importante touche les monuments publics.

#### Cité prospère intégrée à la romanité

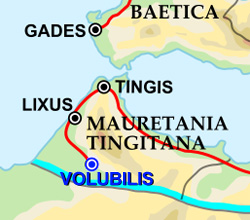
Volubilis dans la Maurétanie tingitane en 125.

La ville s'enrichit grâce à l'exploitation de son arrière-pays et en particulier l'oléiculture et le commerce de l'huile, bien que située aux marges du monde romain et loin des côtes : la cité volubilitaine est « emblématique [des] cités prospères de l'Afrique romaine ». Le mode de vie romain se diffuse par l'adhésion des élites présentes, qui intègrent les institutions municipales mises en place sur le modèle romain, et connues par des inscriptions : des décurions, deux duumvirs annuels et deux édiles chargés de missions spécifiques (marchés, jeux, voirie). Ces élites se font bâtir des demeures pourvues de tout le confort de la vie romaine. La romanisation intègre « les fonds punique et berbère ». Autonome, la cité est dirigée par des élites locales favorisées par le pouvoir romain qui s'attache ainsi leur fidélité.
Ces élites accompagnent le développement de la parure monumentale du cadre urbain, « marques les plus évidentes de la romanisation » : un forum, quatre édifices thermaux publics et des maisons sont construits. Un aqueduc apporte l'eau des sources du djebel voisin jusqu'à deux fontaines publiques, les thermes et les maisons. Deux puits et une citerne complètent ce réseau. Les maisons se couvrent de toits à double pente en tuiles romaines. Un temple avec ses lieux d'offrandes et de sacrifices se construit sur les pentes du tumulus. En 168-169, la construction est limitée par l'édification d'un rempart avec huit portes, dont la porte de Tanger, et une quarantaine de tours. La superficie de la ville est alors de 42 hectares. Des édifices publics sont agrandis, d'autres sont bâtis. Des maisons richement décorées de mosaïques sont dotées de thermes privés. On trouve de nombreuses installations commerciales et artisanales. Un portique borde le decumanus maximus (voie principale) depuis la porte de Tanger jusqu'au-delà de l'arc de triomphe, dédié à Caracalla pour le remercier d'avoir accordé une remise des arriérés d'impôts à la province, remise connue par l'édit de Banasa.
Ces faveurs garantissent une forte prospérité pour les grandes familles, c'est une période de grands projets architecturaux qui marque l'apogée de la ville au début du IIIe siècle,. Hormis la cité et l'espace protégé par les fortins, Volubilis avait une zone d'influence dans laquelle vivaient des tribus berbères dont celle des Baquates.

La province de Maurétanie tingitane sous le Haut-Empire romain
Localisation de Volubilis dans le limes africanus au sud de la province romaine de Maurétanie tingitane.
Villes et principales pistes en Maurétanie tingitane.
Colonies et municipes romains en Maurétanie tingitane.

### Après l'époque romaine

#### Cité livrée à elle-même

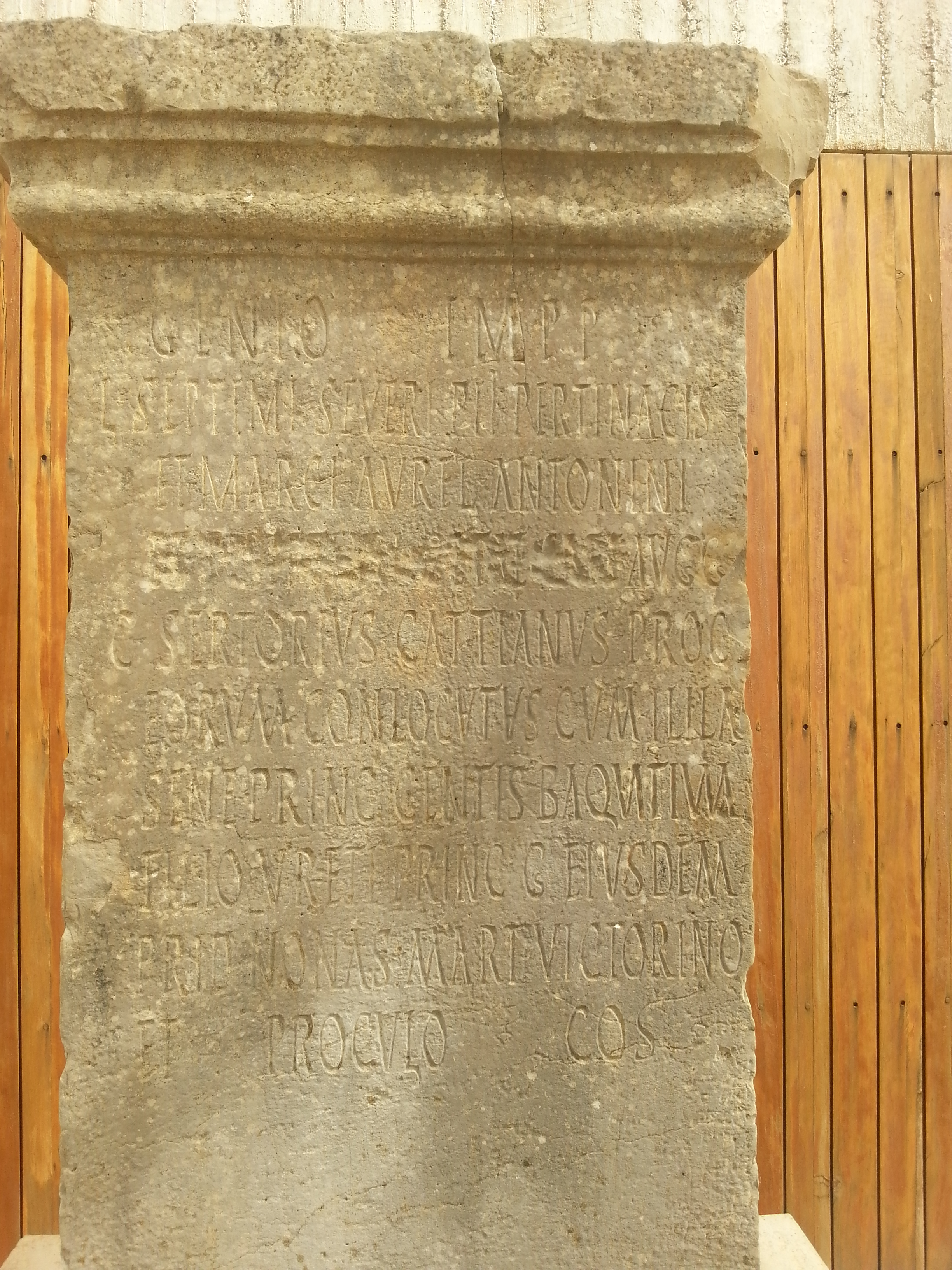
Autel de la paix, découvert en 1952 et daté du 06 mars 200. Le procurateur associe Septime Sévère et ses fils Caracalla et Géta, dont le nom a été martelé par la suite.

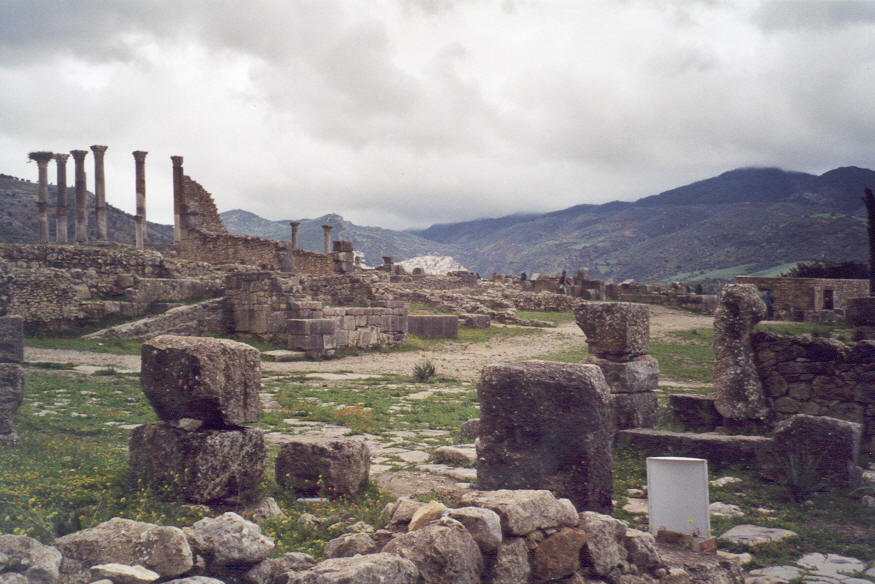
Les ruines de Volubilis avec au fond à flanc de colline (la tache blanche) le village de Moulay Idris où se trouve le tombeau d'Idriss Ier.

Le site connaît un fort ralentissement de l'activité édilitaire après les Sévères. Les dernières traces d'une activité municipale sont constituées par deux autels et une base de statue dédiée à Probus, empereur dont le règne prend fin en 282. Les deux autels dits de paix sont conservés au musée de site de Volubilis : le premier est daté entre janvier 140 et décembre 140 et date du règne d'Antonin le Pieux ; réalisé sur une pierre de remploi, il s'agit d'une dédicace à l'empereur d'un Baquate latinisé, Aelius Tuccuda,. Le second est daté du 6 mars 200 et le procurateur évoque Septime Sévère et ses fils, ainsi que deux princes baquates, dont Ililasen, fils d'Uret,. Douze inscriptions évoquent les relations régulières entre Romains et Baquates lors de colloquia et permettent de renseigner l'aire d'influence de Volubilis. Le prince baquate fait reconnaître son pouvoir tout en faisant allégeance à Rome et à ses divinités. Les découvertes épigraphiques faites dans l'édifice dit palais de Gordien témoignent du déclin de la cité et de la chute finale. En effet, une série de traités sont signés avec les chefs berbères locaux, et leur nombre augmente au fur et à mesure que la ville devient plus vulnérable, et que les membres d'une tribu prennent plus d'assurance. Au temps du dernier traité, juste quelques années avant la chute de la ville, les chefs berbères étaient considérés comme des égaux de Rome, et cela est un signe de la perte de pouvoir de Rome dans la région. Les deux derniers autels inscrits retrouvés, de 277 et 280, évoquent « une paix fédérée et durable », vœu pieux car Volubilis est tombée quelque temps plus tard.
Vers 285, après la grave crise du troisième siècle, les autorités impériales romaines — armée et administration — décident d'évacuer la ville et toute la région au sud du Loukkos et de se replier sur Tanger. La province romaine est alors réduite de plus de moitié. Cette décision « participe plus d'une stratégie impériale de repli général en Afrique du Nord que d'une aggravation de l'insécurité locale », basée également sur une localisation excentrée ainsi qu'un moindre enjeu économique et stratégique. L'évacuation touche aussi les cités de Banasa et Thamusida. Les circonstances précises restent méconnues. La Tingitane est rattachée alors administrativement à l'Espagne sous Dioclétien. Les quartiers sont toujours habités au IVe siècle.
Les habitants, « romanisé[s] mais berbère[s] d'origine », « sont livrés à eux-mêmes » et l'activité de la cité se réduit. La ville change et des transformations urbaines ont lieu, mais la transition n'est pas brutale. Le retrait des Romains se traduit aussi par des changements de mode de vie. L'aqueduc n'est plus correctement entretenu et la ville se déplace : les habitants abandonnent les parties hautes pour se rapprocher de la rivière,, dans un nouveau quartier. Les maisons, d'abord entretenues dans le style romain par des matériaux de remploi, sont peu à peu modifiées. Les institutions municipales tombent peu à peu en désuétude ; la vie politique et municipale n'est pas connue à ce moment de l'histoire de la cité volubilitaine. Des témoins de liens ténus avec l'Empire romain ont été découverts en fouilles, comme des monnaies des empereurs Constantin II, Constance II, Gratien et Théodose. L'invasion des Vandales, venus d'Espagne en 429, et débarqués près de Tanger avec leur chef Genséric, marque la fin de la période romaine.
La ville semble subir un tremblement de terre à la fin du IVe siècle. L'habitat se déplace vers l'ouest à la fin du VIe siècle au plus tard et l'enceinte est construite ou réparée. Le latin reste en usage dans la ville au VIIe siècle, jusqu'en 681. Encore à la fin du VIIIe siècle, « la ville de Volubilis [est] une des plus importantes agglomérations du Maroc ».

#### Déclin et fin de la cité
L'histoire médiévale du site est très lacunaire, présentant des sources arabes « brèves, discontinues et souvent confuses ». Les premières mentions arabes sont datées de la fin du IXe siècle, alors que le site est déjà abandonné. L'archéologie a permis de livrer des monnaies datées de Hassan Ibn Numan et Moussa Ibn Noçaïr, à la charnière des VIIe siècle et VIIIe siècle.
Vers 600, l'habitat se replie progressivement sur la pente ouest, à l'intérieur d'une enceinte construite vers la fin du VIe siècle avec des matériaux de remploi. Les fortifications sont prolongées du côté de l'oued Khoumane. L'histoire de la ville à cette époque est peu documentée.
On construit de nouvelles maisons et le nouveau rempart, dit aussi enceinte tardive, grâce à des blocs prélevés sur les édifices des autres quartiers. Dans la première moitié du VIIe siècle, la zone autour de l'arc devient une nécropole chrétienne,.
En 681, la conquête islamique se répand dans tout le Maghreb, mais Volubilis va cependant obtenir une certaine indépendance au VIIIe siècle à en juger d'après les monnaies préidrissides. Un quartier est occupé par les nouveaux maîtres du Maghreb au bord de l'oued car de nouvelles populations s'installent. Les habitants de la cité se convertissent peu à peu à la religion musulmane, et une monnaie locale est frappée ici de 722 à 789. L'époque islamique a livré des thermes et également des cimetières. Les sources arabes témoignent de l'« islamisation précoce de la cité antique ».
En 788 ou 789, Idrîs Ier, un descendant de Hasan surnommé Az-Zakî (vertueux) fils aîné d'`Alî et de Fâtima fille de Mahomet, s'enfuit pour échapper aux persécutions abbassides. Il s'installe à Volubilis, peut-être alors dominée par les Awraba, et la ville lui sert de base pour ses expéditions militaires dans le processus de création du royaume idrisside,, « signe d'un rayonnement local que n'avait pas éteint l'abandon officiel ». La cité s'étend à l'est, et des monnaies d'argent et de bronze y sont frappées de 789 à 825. Le quartier général des Idrissides s'installe non loin de l'oued Khoumane. Idris Ier est assassiné en 791, « peut-être empoisonné par un émissaire du Khalife Haroun er Rachid, inquiété par cette fulgurante ascension ». Avec la fondation de Fès par Idrîs Ier (789), ou par Idris II en 808, Volubilis perd encore de son importance en abandonnant son rôle de capitale. L'archéologie rend compte d'une faible activité économique.

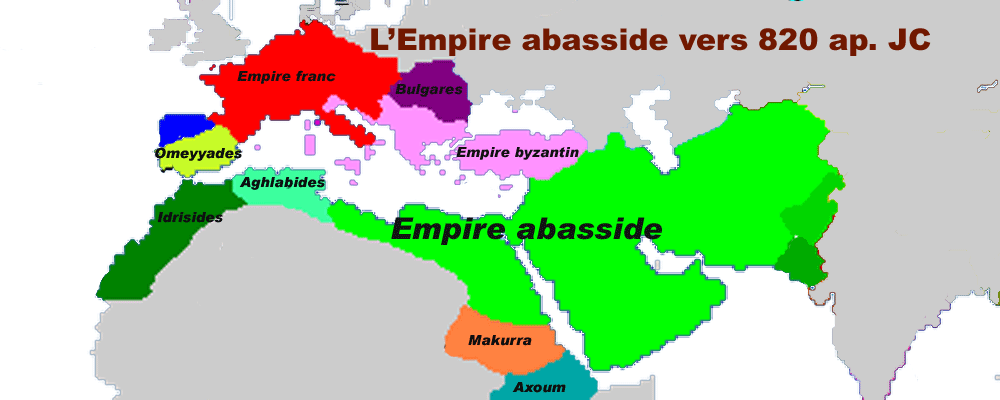
Carte de l'empire abbasside vers l'an 820.
Idrissides
Dynastie abbasside
Aghlabides
Makurie islam dès le siècle 14
Royaume d'Aksoum

En 818, Volubilis accueille des Andalous chassés de Cordoue, et rescapés d'un massacre. Ceux-ci s'installent en bordure de l'oued Khoumane. Le site continue d'être occupé de façon permanente jusqu'au XIe ou XIIe siècle, jusqu'à l'époque almoravide de manière significative jusqu'au XIVe siècle.
Au XIIe siècle, la ville est en ruines selon Ibn Saïd al Gharnati. Sous les Mérinides, la ville est lieu d'un pèlerinage dédié à Idris Ier à la suite d'une apparition en 1318-1319, et le site est réoccupé. Le site est appelé Ksar Pharaoun (château du pharaon) à partir de la seconde moitié du XIVe siècle. Jean Léon l'Africain l'appelle ainsi en 1550 dans une Description de l'Afrique. Le corps d'Idris Ier est transféré à Moulay Idriss Zerhoun. Le site est sans doute occupé après les Mérinides mais sans laisser de traces archéologiques, attestant « une perte de vitesse après la décadence mérinide ».
La ville romaine sert de carrière pour les matériaux de construction. En effet, durant le règne du « roi bâtisseur » Ismaïl ben Chérif, entre la fin du XVIIe siècle et le début du XVIIIe siècle, tout le marbre et autres piliers encore utilisables dans la ville antique de Volubilis sont pillés et transportés à la cité impériale de Meknès. Cette récupération est relatée par la tradition qui évoque également la construction du mausolée de Moulay Idriss à Zehroun. Le site est encore occupé au XIXe siècle, mais très faiblement.

### Redécouverte, fouilles et mise en valeur du site

#### Sources antiques et modernes

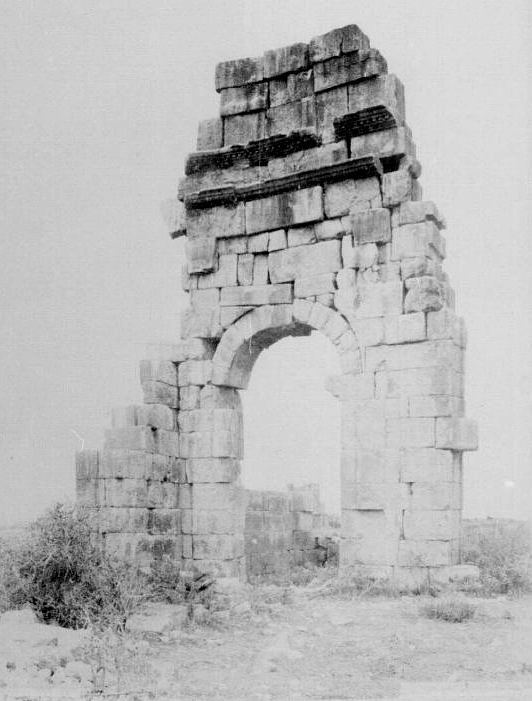
Les ruines de la basilique en 1887, photographie de Henri Poisson de La Martinière (1859-1922).

Dans les sources antiques, Volubilis est mentionnée sous la forme Volobilis par Pomponius Mela, un historien et géographe romain du Ier siècle, dans son œuvre De situ orbis libri III ou De chorographia, et par Claude Ptolémée, un astronome romain vivant à Alexandrie au IIe siècle dans son livre Géographie. Pline l'Ancien, écrivain et naturaliste romain, la dénomme Volubile oppidum et la localise près de Banasa. Le guide de voyage de l'époque romaine, l'itinéraire d'Antonin évoque sa localisation entre Tocolosida au sud et Aquæ Dacicæ au nord et la considère comme une colonie romaine appelée Volubilis Colonia.
Jean Hardouin, jésuite et érudit français de la fin du XVIe siècle et du début du XVIIe siècle qui édite l'Histoire naturelle de Pline l'Ancien, considère à tort que la ville de Fès et Volubilis sont la même ville Volubilis Colonia.

#### Des premiers voyageurs à l'identification

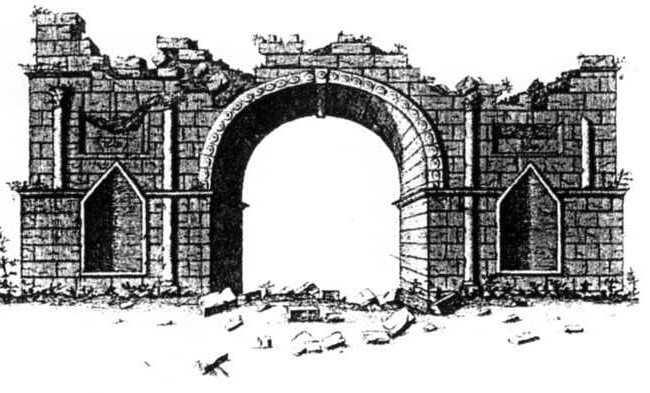
L'arc de Volubilis selon la gravure réalisée par Henry Boyde au début du XVIIIe siècle.

Les ruines font l'objet des premières descriptions vers 1720 par le biais de gravures effectuées par des Anglais dont le premier est Henry Boyde, prisonnier d'Ismaël du Maroc, qui représente l'arc de triomphe. John Windus représente le même édifice ainsi que la basilique. D'autres représentations sont réalisées en 1830. Ces gravures laissent entendre une dégradation des vestiges en raison du tremblement de terre de 1755,.
En 1871, le diplomate et archéologue français Charles Tissot visite le site, l'identifie et y travaille à des relevés. Son collègue Henri de La Martinière y procède à des fouilles et à des relevés en 1888 puis en septembre-octobre 1889 dans des conditions de sécurité difficiles du fait de la présence de groupes d'insoumis armés rebelles et de l'absence dans la région de troupes du « sultan de Fès » susceptibles de la sécuriser. Il collecte de nombreuses inscriptions latines et en rapporte 34 estampages d'inscriptions dont deux grecques et un plan de la ville romaine, ainsi que les premières photos en absolu du site et des monuments de Volubilis,. Le terme Volubilitani de l'inscription de l'arc permet alors d'identifier le site archéologique.

#### À partir duXXesiècle, exploration archéologique et mise en valeur du site

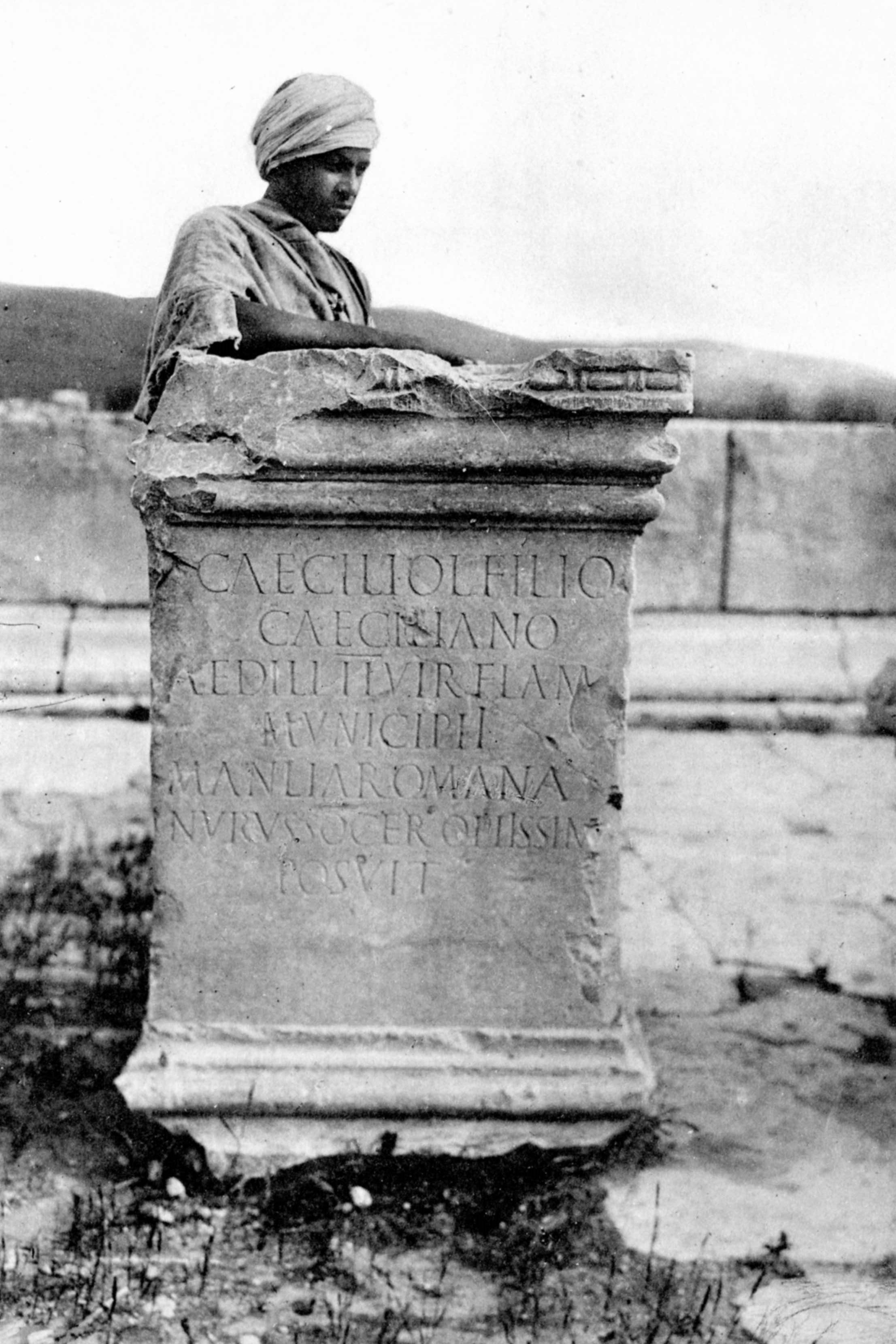
Un socle de statue avec un Marocain à l'arrière-plan, photographie du début du XXe siècle. Ce type de représentation est typique de l'époque.

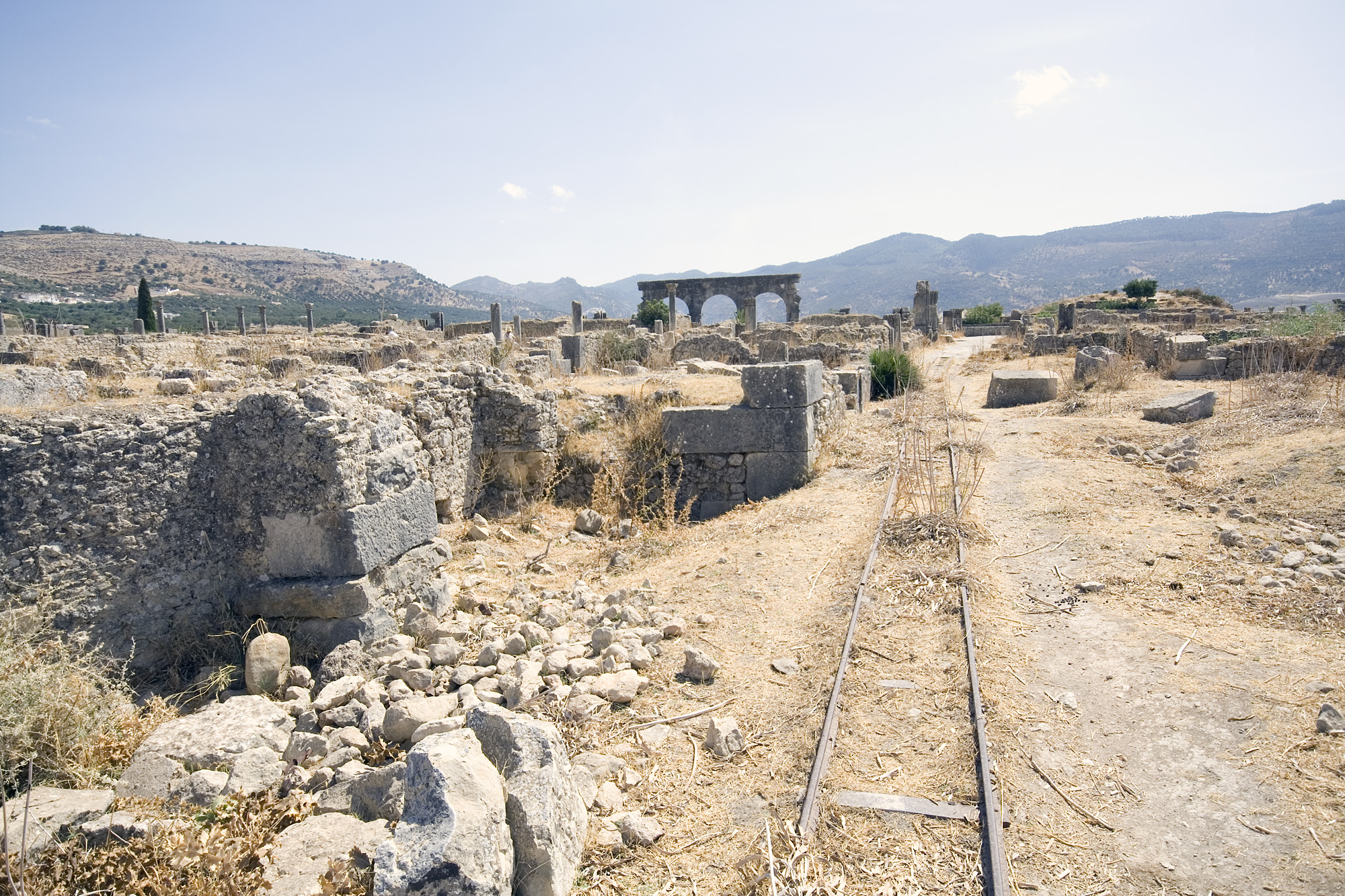
Vestiges de rails d'un système dit Decauville ayant servi lors des fouilles.

La cité est partiellement fouillée et aménagée à partir de 1915, sous le protectorat français, année qui voit l'installation du Service des Antiquités sur le site de Volubilis : le site de l'arc et de la basilique est dégagé en particulier par l'apport de la main-d'œuvre constituée de prisonniers allemands. En octobre 1915, la direction des fouilles est confiée à Louis Chatelain, directeur du Service des antiquités du Maroc auquel succède Raymond Thouvenot dans les années 1930. Alors que les premières fouilles s'intéressaient au centre monumental, le second s'intéresse aux fouilles des demeures. Les premières fouilles négligent les structures tardives et sont confuses pour « les niveaux post-romains », les archéologues étant pressés de parvenir aux « ensembles monumentaux et [aux] œuvres d'art ». Les méthodes utilisées lors de ces fouilles anciennes sont insuffisantes pour percevoir l'évolution de la cité. En effet, il n'y a pas eu de fouilles stratigraphiques systématiques ce qui pose problème pour l'étude de l'évolution urbaine. De même, les couches les plus récentes ont été négligées lors des fouilles anciennes qui ont souffert d'un « dégagement hâtif », rendant difficile la connaissance de l'histoire de la cité durant l'antiquité tardive et le Moyen Âge islamique. On rencontre le même problème sur bien d'autres sites fouillés, en particulier à Dougga dans l'actuelle Tunisie.
Sous l'Indépendance, les fouilles sont réalisées par des archéologues marocains et des collaborations étrangères, et s'intéressent au quartier tardif. Des fouilles ont lieu dans les années 1960 et 1970, mais ces travaux négligent la céramique commune. Ce fait rend difficile l'étude céramologique sur le site pour la période tardive, sans étude stratigraphique. Les fouilles stratigraphiques d'un secteur à l'est de la ville tardive ont lieu à la fin des années 1980 et au début des années 1990. De nouvelles fouilles maroco-anglaises ont lieu au sud de l'enceinte et des thermes islamiques dans les années 2000. La céramique collectée lors de ces fouilles s'étale jusqu'au XIXe siècle.
Aujourd'hui, ce sont 40 hectares de vestiges qui s'étendent au milieu des oliveraies et des champs, les zones fouillées représentent au début du XXIe siècle moins de la moitié du site. Selon Morel Deledalle, la surface fouillée est d'« un dixième de la superficie de son territoire » et concerne la partie orientale de la ville. Quelques monuments prestigieux ont été restaurés pendant le XXe siècle, l'arc, la basilique et le Capitole. Le site est classé le 14 novembre 1921.
La qualité de conservation remarquable des mosaïques et l'exceptionnelle préservation du site ont incité le Maroc à proposer le site au classement international en juillet 1995 et l'UNESCO à le classer au patrimoine mondial de l'humanité lors de la session réunie à Naples le 6 décembre 1997,,.
En 1965, 3 mosaïques provenant du site de Banasa (l'ancienne colonie romaine Julia Valentia Banasa située sur une voie romaine de la Maurétanie Tingitane, au Nord-Ouest du pays) ont été ajoutées aux vestiges conservés à Volubilis. Les mosaïques des deux sites sont les mieux datées, de 40 au milieu du IIIe siècle. Cependant, la conservation des œuvres pose toutefois problème : auparavant protégées, elles sont désormais exposées au soleil, au vent, aux lichens et aux visiteurs qui peuvent les fouler librement ; les interventions ont également pu les dégrader et les tesselles ont parfois été arrachées. Ces fleurons du site, ont été laissées in situ et non protégées, ce qui occasionne une dégradation du fait des précipitations mais également du fait « des restaurations catastrophiques qui leur ont été infligées ». Des mosaïques ont été étudiées pour comprendre les mécanismes de dégradation, et certaines ont pu être remises en place. Le sol sur lequel est posé les mosaïques est responsable pour partie de leur état, les sols calcaires offrant une base stable mais le vertisol posant davantage de problèmes de conservation.

## Société, institutions et vie religieuse de la cité
Pour la recherche historique l'épigraphie est la « source quasi exclusive d'informations sur la vie municipale et la société », et permet également d'appréhender la vie religieuse dans la cité.

### Société hiérarchisée et inégalitaire

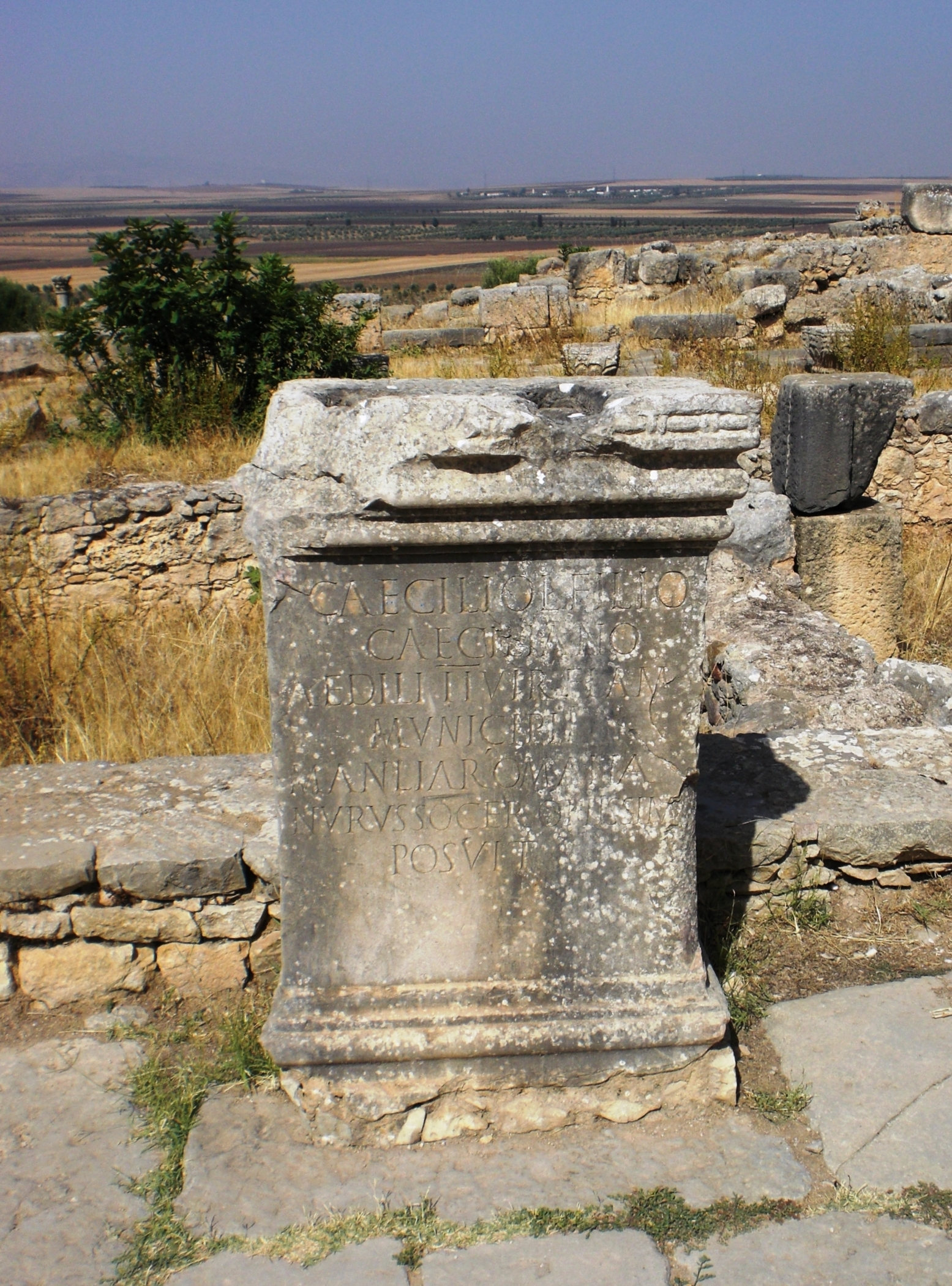
Socle de statue.

La population de la ville n'est pas connue précisément et les spécialistes divergent : elle aurait atteint à son apogée un nombre de 15 000 à 20 000 habitants selon Limane Rebuffat et Drocourt, plus de 10 000 habitants selon Panetier et Limane et jusqu'à 12 000 habitants selon Golvin. Volubilis compte donc à son apogée de 12 000 à 15 000 habitants et la majorité de la population est pauvre et diverse, même si dans leur grande majorité les Volubilitains sont des autochtones. Il y a également des Orientaux dans la cité, Grecs d'Asie mineure, Juifs, Syriens et Arabes. 10 % de la population au maximum est d'origine européenne, espagnole surtout mais aussi gauloise, italienne ou balkanique. Cette prédominance de l'élément autochtone peut expliquer la persistance de la cité longtemps après le retrait des autorités impériales. 10 % de la population est servile. Seuls 488 habitants de la ville sont connus par les inscriptions, dont 417 citoyens, Italiens immigrés ou Maures romanisés.
Le droit de cité et les avantages liés ne concernent que les urbains et non les populations berbères extérieures à la ville. Les paysans de l'arrière-pays ne sont guère connus, tout comme les tribus berbères dont « il serait tentant d'en faire des réfractaires à la romanisation ». Les classes sociales privilégiées sont propriétaires et exploitent les richesses de la cité, comme le blé et l'olive. Elles ont accès à un cursus honorum : six Volubilitains connus ont intégré l'ordre équestre, un a pour sa part intégré le Sénat de Rome. Leur cadre de vie contient des produits de luxe importés d'autres régions de l'Empire. Cependant, la population reste dans sa grande majorité africaine, comme en témoigne une influence régionale dans le plan des maisons qui reprend un plan africain.
Les documents épigraphiques et les sources littéraires mentionnent certaines tribus berbères semi-nomades. La tribu berbère des Baquates est la plus présente jusqu'à la fin de la présence romaine, même si les Berbères sont peu romanisés. Les autels de paix indiquent des relations diplomatiques avec les autorités provinciales, les tribus conservant leur autonomie en échange de la sécurité pour la province. Des tribus peuvent cependant également s'allier et générer de l'insécurité dans la région.

### Institutions locales

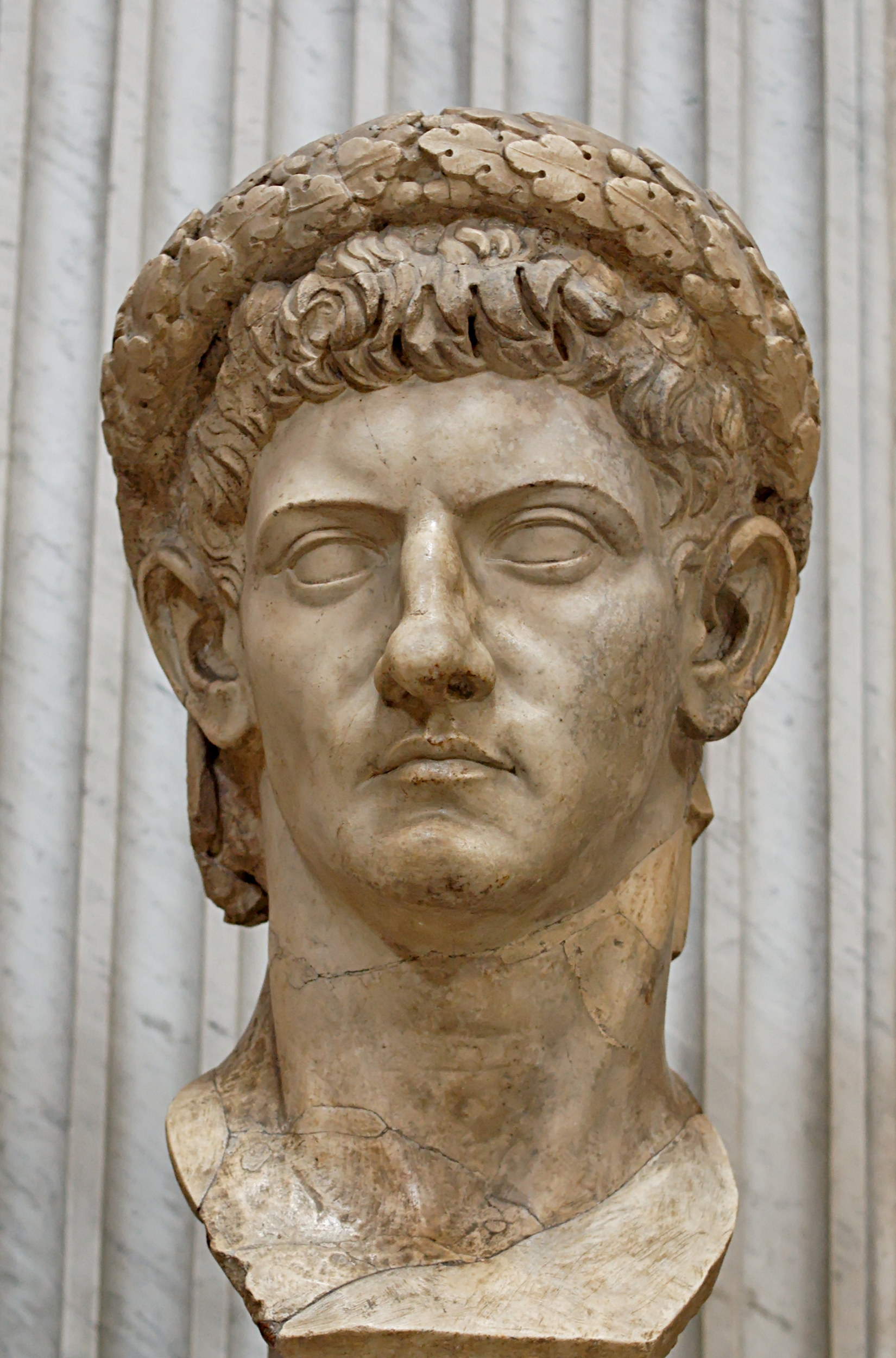
Buste de Claude en Jupiter. Marbre, œuvre romaine, vers 50. Rome, musée Pio-Clementino. L'empereur donne la citoyenneté romaine aux habitants libres de la cité.

Appartenant aux royaumes de Maurétanie, la cité est gérée dès le IIIe siècle av. J.-C. par des suffètes, des magistrats suprêmes, comme à Carthage et dans les villes punicisées d'après l'inscription dite des suffètes, datée entre 150 av. J.-C. à 50 av. J.-C. et étudiée par Février,. Cette inscription a permis de déterminer que ces magistratures, peut-être héréditaires, étaient en usage vers 250 av. J.-C.. Le défunt de l'inscription, Swytmkn, était suffète ainsi que six de ses ancêtres. La stèle fait partie d'un groupe de quatre découvertes sur un tumulus. Cet usage perdure jusqu'à la veille de l'annexion romaine, et même un peu après. L'institution des suffètes existe à Volubilis à partir du IIIe siècle av. J.-C. et perdure longtemps après la conquête, conservant « un aspect de l'administration punique ».
Il y a des édiles avant le statut municipal octroyé par Claude, et les institutions romaines étaient déjà présentes par les colonies de vétérans. En 44 apr. J.-C. les pérégrins intègrent en nombre la tribu Claudia, alors que de nombreux habitants sont déjà citoyens romains dans les tribus Quirina et Galeria. La décision de Rome donne un « cadre officiel » à la romanisation dans la cité.
Les grandes familles locales ont été un soutien fidèle au culte impérial et aux institutions mises en place par Rome, accaparant les charges afin de réaliser leurs ambitions. La cité comporte un collège de décurions, sénat local (ou ordo), anciens magistrats et membres des grandes familles locales, qui est chargé de la vie religieuse et des finances. Deux duumvirs élus pour un an, s'occupent de l'administration générale, de la présidence des tribunaux et des assemblées. Deux édiles sont quant à eux chargés de la voirie, de la police, des marchés et des jeux. Le cursus honorum local comporte également le degré de la questure, premier degré des honneurs, chargé de l'administration financière. Un collège de flamines (hommes) ou flaminiques (femmes), élus pour un an, sont chargés du culte public, dont le premier flamine investi de missions religieuses.

### Vie religieuse à Volubilis
Le changement de statut de la ville en 44 fait évoluer l'organisation religieuse. Les cultes, dont témoigne l'archéologie, indiquent un statut de la cité comme « centre de la romanité », alors même que les fouilles indiquent une continuité dans l'utilisation des monuments dédiés au culte, « dichotomie entre le discours épigraphique et le discours archéologique » selon les recherches de Brahmi. Le latin est utilisé à partir de cette date, mais le sentiment religieux s'exprimait peut-être auparavant par des moyens oraux. Les modifications profondes de l'organisation territoriale ont eu cependant des incidences sur la vie religieuse locale. L'héritage religieux maurétanien perdure même si le cadre religieux de la cité est repensé, et subit des mutations profondes avec le culte impérial et l'introduction de divinités inconnues jusqu'alors : à Volubilis il y a « une interaction entre une religion locale et celle venue de Rome ».
Les vestiges de statues monumentales en marbre et aussi des statuettes de bronze retrouvées dans les demeures témoignent de la religiosité des habitants de la cité, tant publique que privée. Outre le culte à l'empereur et à Rome, étaient répandus les cultes officiels, dont ceux de la triade capitoline, et les cultes orientaux. Dans les maisons, le culte aux Lares était présent. Ont été retrouvées des traces de cultes orientaux, arabes, phrygiens, de judaïsme mais aussi de cultes locaux.

#### Religion officielle
Marcus Valerius Severus est le premier flamine de la cité et donc en relation avec la mise en place de cette institution après la mainmise de Rome sur la ville et sa transformation en municipe. L'inscription mentionnant cet individu est datable d'après le 13 octobre 54. La vie religieuse officielle s'organise alors selon le modèle romain dont la mise en place du culte impérial. Le défunt empereur Claude est qualifié de divus en 54. Jusqu'à la fin du IIIe siècle, et uniquement durant la période durant laquelle Volubilis est cité romaine, six flamines et trois flaminiques sont identifiés. Les institutions cultuelles officielles comprennent, outre le flaminat municipal, un échelon provincial et aussi un sévirat tourné vers la dévotion des affranchis.
De leur vivant, la dévotion aux empereurs et aux impératrices honore leur numina. Une organisation privée aux membres dénommés Cultores Domus Augustæ a été identifiée sur une inscription datée de 158. Sous Antonin le Pieux, l'association, dotée d'une autonomie financière, fait bâtir un temple avec des fonds privés et sur un terrain privé également, qui est restauré à la fin du IIe siècle, vers 199-201. Le temple comprend alors un vaste espace sacré avec un portique et une statue dont des fragments de marbre ont peut-être été retrouvés. L'association cultuelle est reconnue par le pouvoir local. Une sodalité recrutant parmi les affranchis et les esclaves prend en charge le culte de la domus divina, maison de l'Empereur.

#### Panthéon diversifié
La religion domestique rendue à l'intérieur des demeures est connue par 73 autels recensés, et dédiés aux divinités du foyer.
Le panthéon auquel est rendu un culte dans la cité est divers aux IIe et IIIe siècles : gréco-romain, oriental et indigène. Isis et Anubis sont également vénérés. Un culte est rendu en particulier à Mithra dans un lieu de culte dédié selon Christol, à la suite de la découverte d'une inscription mentionnant un militaire dénommé Aurelius Nectoreca. L'armée romaine a été « le vecteur de diffusion du dieu » et ce culte s'arrêta sans doute dans la cité après le départ des troupes romaines. Quelques inscriptions en grec et datées du IIIe siècle évoquent des divinités arabes pré-islamiques, Manaf et Théandrios, dont le culte était organisé par un collège regroupant sans doute des Arabes ou des Syriens hellénisés.
Un autel retrouvé à 150 m hors des murs de la cité évoque une divinité locale dénommée Aulisva, « dieu invincible », consacrée à la fertilité et à la fécondité et proche d'Hercule par ses attributs (dépouille de lion, massue) : cette divinité indigène a fait l'objet d'une Interpretatio Romana et été identifiée avec Consus.
Un bâtiment dénommé Maison à la Disciplina selon une inscription retrouvée laisse penser qu'un culte à une abstraction divinisée était rendu. Le bâtiment avec une cour centrale comprenant un autel était peut-être un collège militaire comme des bâtiments à fonction présumée similaire retrouvés sur le site archéologique de Makthar. Une association funéraire professionnelle est connue par une inscription, les marchands de vêtements ou de tissus, sous la protection de Mercure. Elle devait être financée par des cotisations. D'autres activités professionnelles comme la branche localement très active des oléiculteurs devaient également disposer de leur cadre associatif.
Les camps protégeant la cité ont aussi livré des inscriptions ou des fragments sculptés mentionnant des cultes. Dans le camp d'Aïn Schkour situé à quelques kilomètres de la cité ont été retrouvées des inscriptions évoquant un Génie du lieu, les Nymphes et Frugifer. Le camp de Sidi Moussa bou Fri a livré une inscription mentionnant un Genius Ulpium qui a fait débat, certains spécialistes évoquant une erreur du lapicide, Brahmi considérant que ce génie peut être celui de la gens de Trajan ou de l'empereur lui-même, ou celui de la cohorte des Parthes. Les Génies des lieux sont peut-être soit des créations romaines soit des interprétations de divinités locales préexistantes par les soldats romains, rien n'est certain si ce n'est leur dénomination et les « modes d'expression du religieux ». Le camp de Tocolosida a pour sa part livré une statuette d'Isis.

#### Témoignages judéo-chrétiens

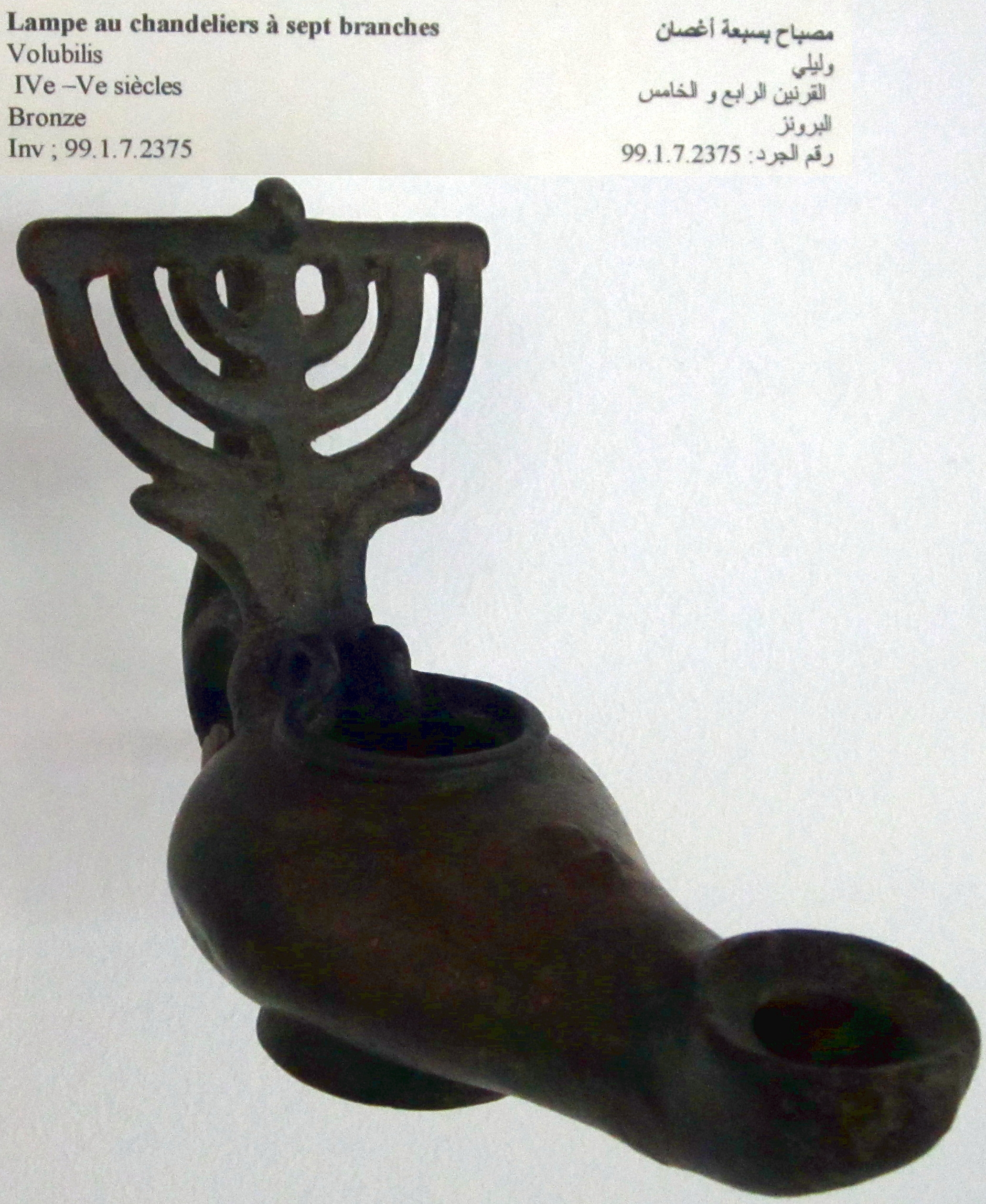
Lampe au chandelier à sept branches,, H 0.11 m L 0.15 m.

Une lampe à huile en bronze figurant un chandelier à sept branches, et destinée à être suspendue a été retrouvée lors des fouilles archéologiques. La lampe ressemble à des lampes aux motifs chrétiens et a conduit les spécialistes à proposer de la dater des IVe – Ve siècles et à donc supposer qu'une communauté juive existait dans la cité volubilitaine à cette époque. La communauté juive aurait été importante à Volubilis selon Frézouls et aurait disposé de son lieu de culte. Six inscriptions juives sont connues dont trois épitaphes datées du IIe – IIIe siècle. Cette communauté perdure après le retrait romain de la cité.
Le site a livré également une statuette de Bon Pasteur d'un berger avec une brebis, datée du IVe siècle et témoignant d'une présence chrétienne. Quatre inscriptions funéraires chrétiennes de la première moitié du VIIe siècle ont également été trouvées sur le site. Un encensoir byzantin des Ve – VIe siècles a aussi été retrouvé dans la ville et est désormais conservé au musée du Louvre.

## Site et ses monuments

### Plan général et infrastructures de la ville

Panoramique
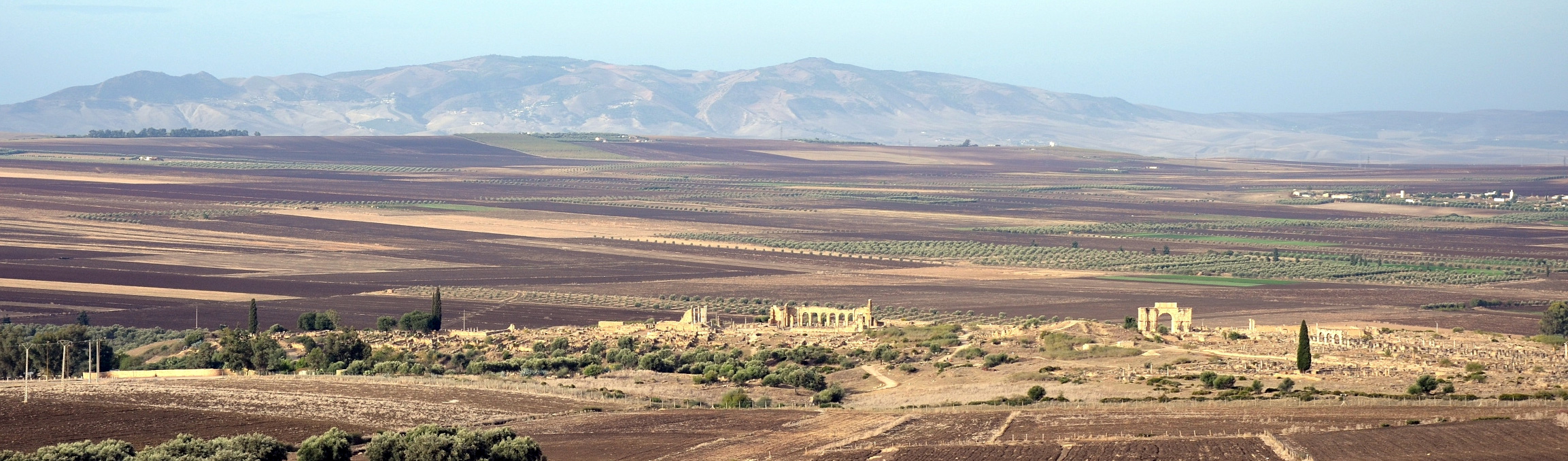

La cité occupe un « plateau triangulaire, facile à défendre ». Les alentours de la cité sont riches en matériaux de construction divers, argile, marnes, molasses, grès et calcaires. L'arrière-pays de la cité utilisé pour ses ressources doit être celui qui est sécurisé par des camps militaires, et il y a « une interdépendance » entre la ville et le territoire qui en dépend, « espace aux limites floues ». Dans les camps militaires se trouvaient des hauts fonctionnaires, procurateurs ou préfets de cohorte.

#### Plan de la cité et enceintes
- Centre monumental
- Quartier de l'arc
- Quartier ouest
- Quartier nord-est
- Quartier sud

Plan général du site antique.
Centre monumental
Quartier de l'arc
Quartier ouest
Quartier nord-est
Quartier sud
A : arc de triomphe - B : basilique - C : capitole
F : forum - T : tumulus - TB : temple B
TC : temple C - TD : temple D
Th : thermes islamiques

La cité royale maurétanienne était peut-être bâtie sur un plan punico-hellénistique, cependant les traces en sont ténues.
L'urbanisme de la cité romaine prend en compte les constructions préexistantes de l'agglomération maurétanienne ainsi que les contraintes topographiques,, donc le plan n'est pas géométrique mais régulier. La surface de la ville lors de son expansion maximale a été estimée à 40 ha.
La cité primitive, selon certains auteurs après Jodin, est située sur un éperon au-dessus de l'oued dans le quartier est, cependant les vestiges qualifiés alors d'enceinte hellénistique sont d'époque romaine selon les études stratigraphiques les plus récentes. La zone la plus anciennement occupée est sans doute dans le quartier central et sud du site archéologique, cependant les limites de la cité maurétanienne demeurent difficiles à préciser. Les archéologues ont dégagé un vestige de rempart de briques crues sous le tumulus et le temple C, cependant son tracé général reste inconnu. Les constructions romaines prennent appui sur la cité maurétanienne, et les lieux de culte reprennent les emplacements affectés au même usage antérieurement. La ville n'est attestée par l'archéologie qu'au IIIe siècle av. J.-C. et elle a pu s'étendre sur 12 hectares à cette époque,.
Le quartier nord-est est construit au Ier siècle sur un sol « sans doute presque vierge de toute occupation lors de l'annexion romaine ». L'urbanisme de ce quartier est cohérent dès le Ier siècle. Une enceinte protège la cité au IIe siècle, en 168-169, selon une inscription découverte dans une porte. Cette enceinte protège l'espace bâti et aussi des zones dégagées présentes à l'est vers l'oued Fertassa, utilisées comme foires aux bestiaux ou jardins. Cette construction est due selon Rebuffat à un enrichissement de la cité et non à un souci de sécurité. L'enceinte après une première modification était longue d'environ 2 600 m, épaisse d'1,50 m et haute de 5 à 7 m, pourvue d'environ 40 tours semi-circulaires. Neuf portes l'ouvrent, dont la porte dite de Tanger qui a été restaurée partiellement en 1969 par Thouvenot et Luquer même si cette restauration ne fait pas l'unanimité (Proposition de restitution alternative par Hallier). C'est une porte à trois baies, dont deux baies piétonnières, munie de chasse-roues et peut-être fermée par une porte en bois. Cette enceinte témoigne de la richesse de la ville.
Trois camps de 100 à 150 m de côté et d'un rayon d'action d'environ 25 km assuraient la sécurité de la cité, localisés à 5 km de cette dernière pour ceux de Aïn Schkour et Tocolosida, et à environ 20 km pour celui de Sidi Moussa. Des tours et des fortins complétaient le dispositif sur les parties hautes du relief. Les forts marquaient en outre la frontière de la province de Maurétanie Tingitane. Les troupes présentes, estimées entre 1 500 à 2 000, étaient des troupes auxiliaires supervisées par un préfet et complétées par des contingents berbères.
L'occupation islamique est la plus importante à l'ouest de la ville, et limitée par une enceinte. La ville tardive n'a qu'une superficie modeste de 15 ha et est protégée par une enceinte de 660 m de long sur 2 m de large, l'enceinte précédente étant réparée au nord et prolongée sur l'angle nord-ouest vers l'oued. Un mur est bâti à l'est, au VIe siècle au plus tard. Des découvertes archéologiques peuvent évoquer un habitat éclaté à l'époque médiévale, « phénomène très répandu dans le monde musulman d'Occident ».

#### Voies de circulation et organisation des quartiers
Les rues de la cité sont assez régulières, en particulier dans le quartier méridional. Le decumanus maximus, « artère la plus animée de la ville », est long de 400 m et large de 12 m. Il est bordé au nord et au sud de portiques et de boutiques, et un collecteur d’égouts se situe au milieu. Il mène de l'arc de triomphe de Caracalla à la porte dite de Tanger et dessert les maisons patriciennes.
Le plan de la ville semble très marqué socialement, avec en particulier la présence des vastes parcelles du quartier nord-est qui accueillent les villas des patriciens. Ce quartier neuf destiné aux vastes demeures patriciennes est bâti au Ier siècle,, il bénéficie d'un plan en damier avec cardo et decumanus. Un aqueduc et un établissement de thermes, les thermes du nord, sont construits dans le quartier vers 60-80 apr. J.-C., qui se développe surtout au IIe siècle. Les decumani ne sont pas reliés par un cardo du fait de la présence d'un aqueduc. Le decumanus maximus est muni de colonnades vers 170.
Le quartier ouest de la cité est méconnu car non encore fouillé. Le quartier sud, moins régulièrement organisé, est destiné aux activités artisanales. En outre, les abords de la cité sont pourvus de fermes le long des oueds et des voies.
La parure monumentale date au maximum au IIIe siècle avec la basilique, le forum, le capitole et l'arc de Caracalla, et est un témoin de « la puissance de la civilisation romaine et [de] la civilisation romaine ».

Infrastructures
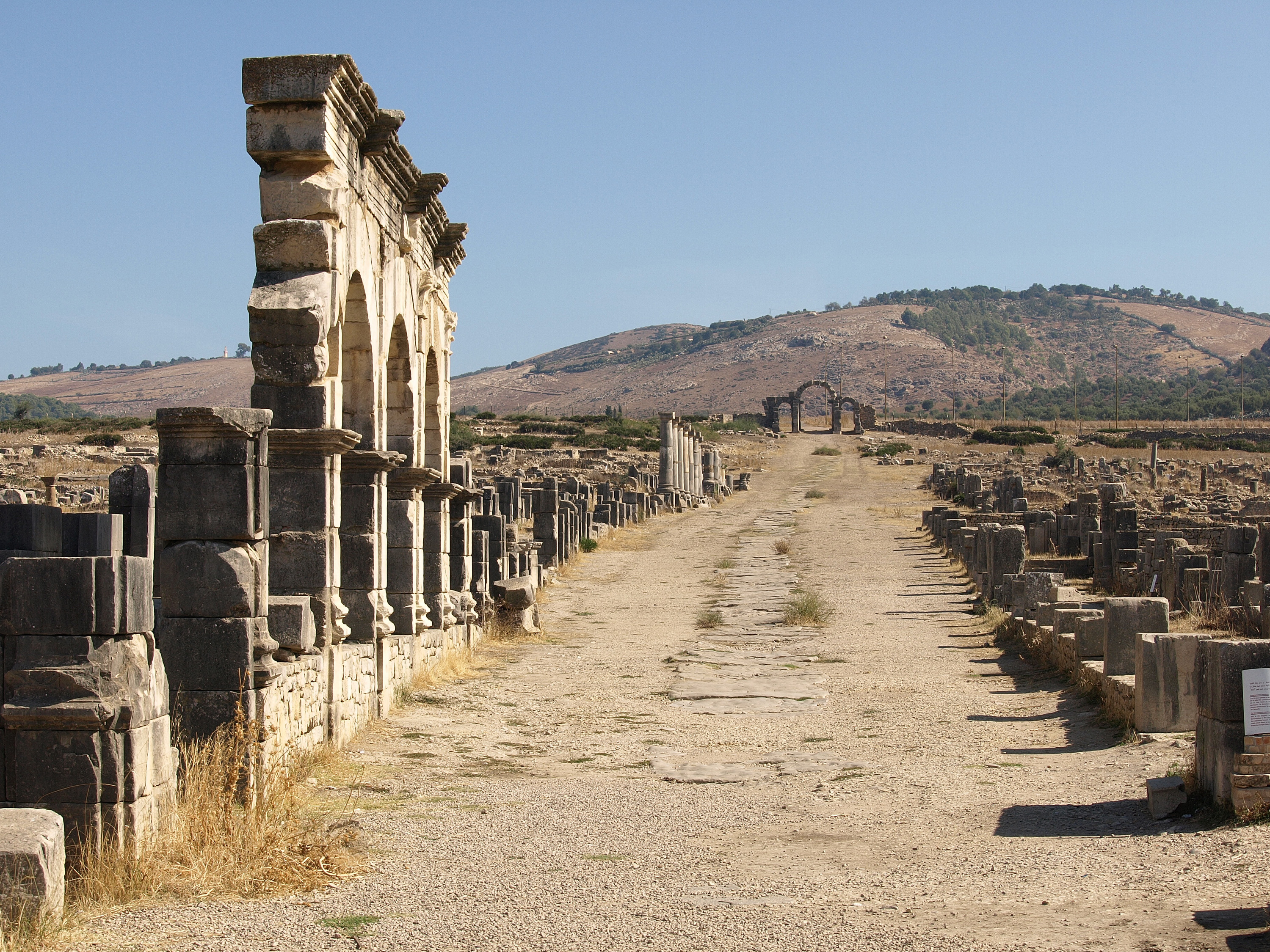
Le Decumanus maximus.
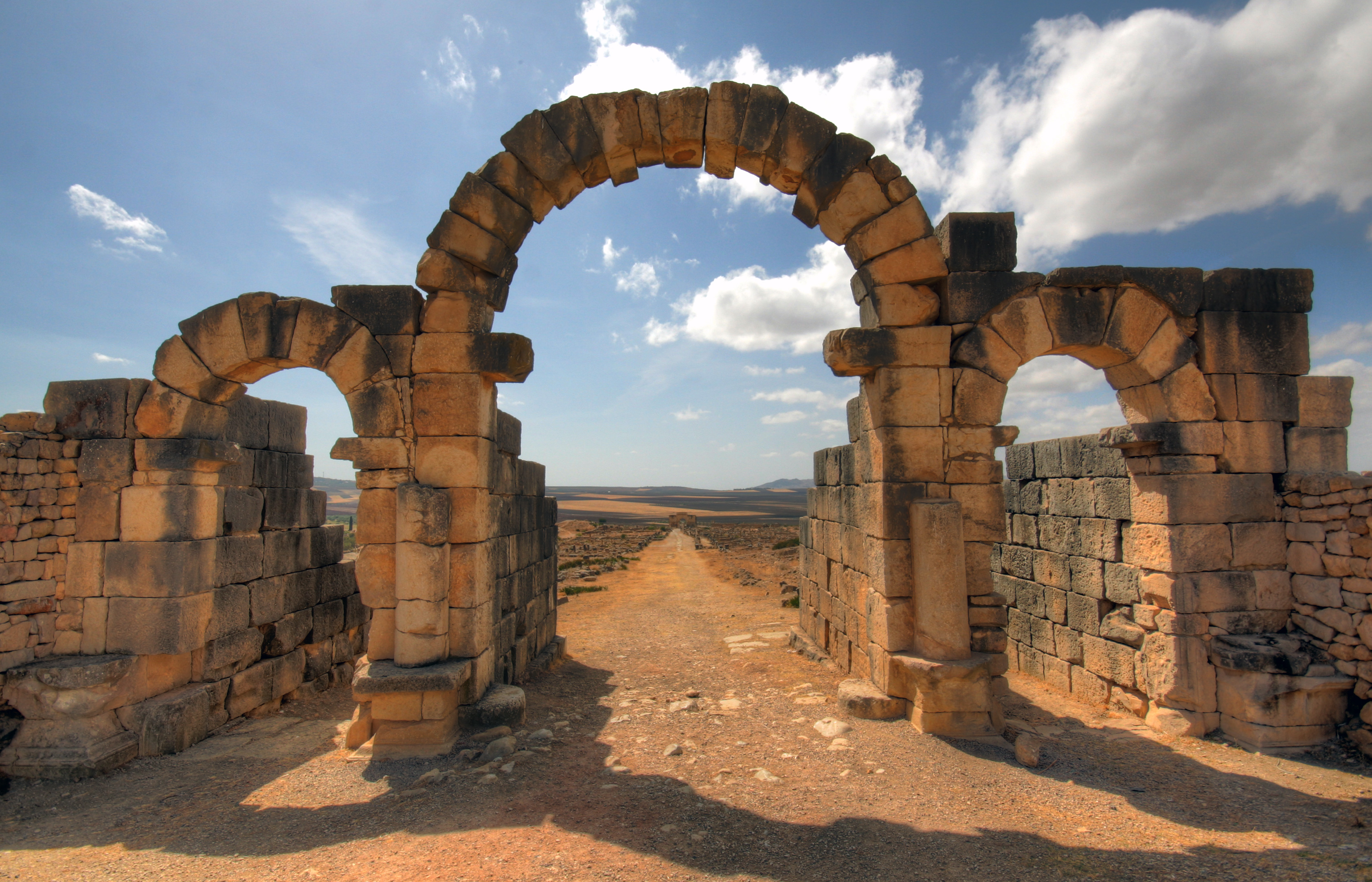
La porte de Tingis.
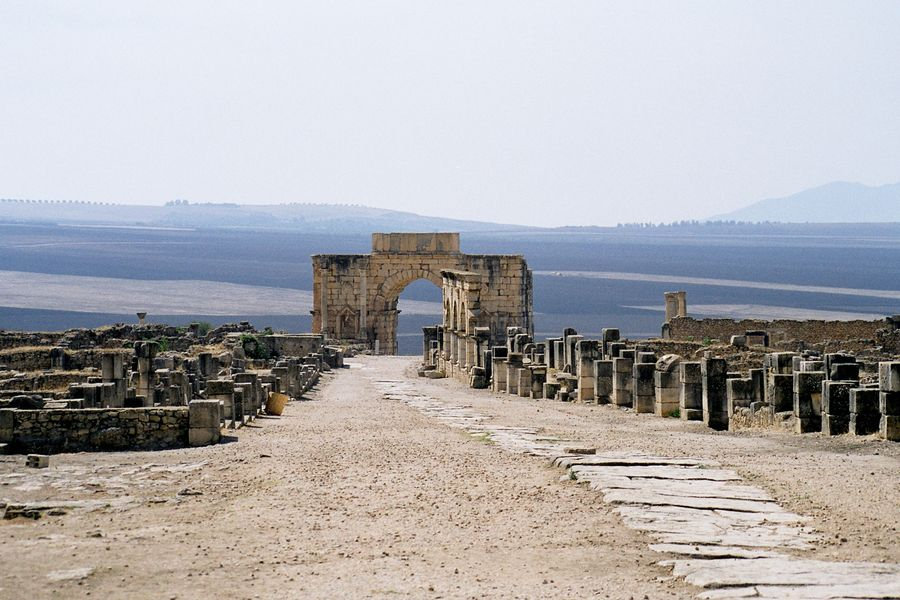
Le Decumanus maximus et l'arc de Caracalla.

#### Alimentation en eau, évacuation des eaux usées
L’alimentation en eau de la cité est suffisante du fait des sources du Zerhoun et des deux oueds, Fertassa et Khoumane. Peu de vestiges de citernes ou de puits ont subsisté jusqu’à nous. Un système complexe de canalisations de plomb ou de terre cuite alimente la cité, qui possède aussi alors des châteaux d’eau, « chambres de distribution et de pression » tant des constructions publiques que privées. Les particuliers doivent acquitter une taxe définie selon la quantité d'eau à laquelle ils ont accès. La perception de cette taxe permet l'entretien du réseau et des équipements.
L'aqueduc est construit à la fin du Ier siècle pour faire face aux modifications liées au mode de vie des populations romanisées. L’aqueduc, qui allait récupérer de l’eau dans un village situé à 1 km de la ville et est surtout enterré, est modifié aux IIe et IIIe siècles. Il traverse l'enceinte puis cette conduite d’eau se divise entre diverses sections et aboutit à deux fontaines. L'aqueduc aboutissant aux fontaines des thermes du nord est bâti sur une maçonnerie et est dépourvu d'arcades. L'eau de l'aqueduc destinée à ces fontaines est filtrée par un système élaboré de bassins de décantation.
La cité possède des latrines mais qui ont laissé peu de traces, si ce n'est une rigole, car les sièges étaient construits en bois. L’égout situé sous le decumanus maximus est haut d'1,20 m et couvert de dalles de calcaire de 0,20 m d'épaisseur collectait les eaux usées, les eaux pluviales et les eaux des fontaines. Les eaux usées rejoignent l'oued Khoumane. L'oued Fertassa sert également d’égout pour des maisons individuelles et les thermes du nord.
Après le retrait de Rome, les installations déclinent et la ville se rapproche alors de l'oued Khoumane, devenu principale source de l'eau de la ville.

### Édifices politiques

#### Forum

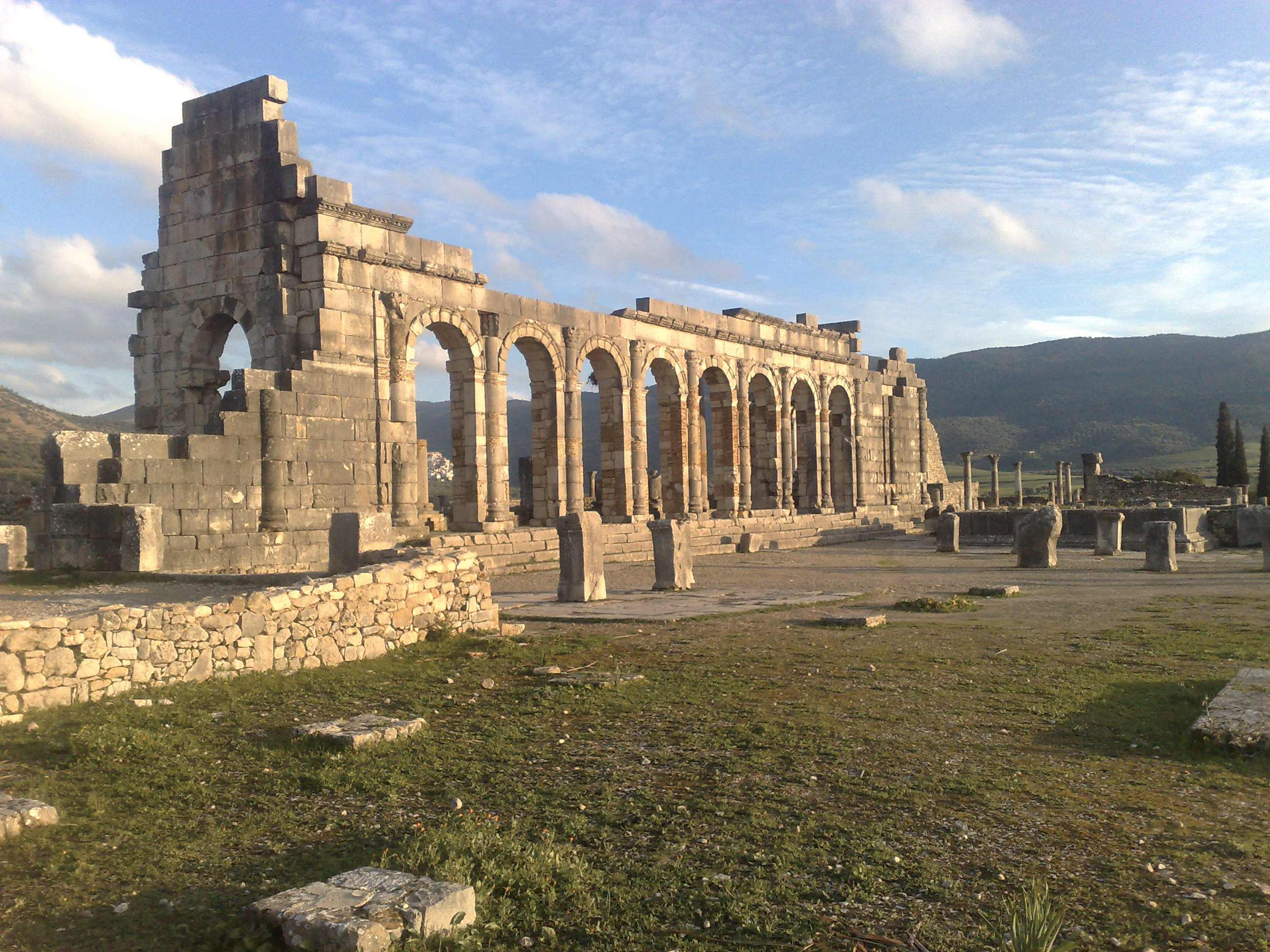
La basilique à gauche et au fond à droite la tribune aux harangues du forum.

##### Caractères généraux, la place et ses abords
- Début Ier siècle av. J.-C.
- Du Ier siècle av. J.-C. au Ier siècle
- Fin du Ier siècle
- Fin du IIe siècle
- Début du IIIe siècle

Hypothèses d'évolution du centre monumental
Début
Du au Ier siècle
Fin du Ier siècle
Fin du IIe siècle
Début du IIIe siècle
A : autel - C : cour - T : temple
Th : tribune aux harangues

Le forum est situé au centre de la cité, et est accessible aux piétons au moyen de deux escaliers. La place ferme au moyen de deux portes. Le centre de la cité a été beaucoup remanié du Ier siècle apr. J.-C. au début du IIIe siècle.
Les constructions publiques de Volubilis antérieures au IIIe siècle sont peu connues, car les monuments visibles actuellement sont bâtis sur leurs fondations sous la dynastie des Sévères. Le forum a lors de son expansion maximale 1 300 mètres carrés consacrés aux fonctions politiques et religieuses : à l'est on trouve la basilique et la curie, et à l'ouest un bâtiment, une place à portiques et un temple.
Les citoyens se rassemblent sur la place dallée, bâtie à la fin du IIe siècle, sur laquelle on trouve une tribune aux harangues devant laquelle on compte nombre de statues d'empereurs et de dignitaires locaux, dont subsistent uniquement les piédestaux,. 14 inscriptions y ont été découvertes, dont deux dédicaces impériales. Les autres sont dédiées à des membres illustres de la cité, principalement issus des grandes familles : le forum de la cité est alors « un lieu de mémoire civique » et un lieu où « les grandes familles (...) accaparaient ainsi l'espace public ».
Dans la partie sud, on trouve l'établissement thermal appelé thermes du Capitole. Peut-être y a t-il eu au sud des thermes une place maurétanienne. Deux constructions publiques importantes du site possèdent des vestiges importants et sont emblématiques du site, la basilique et le Capitole, à finalité religieuse mais dont il ne faut pas omettre l'aspect politique. Le bâtiment ouest est d'abord considéré comme un macellum mais cette interprétation est abandonnée du fait de l'absence de caractères architecturaux des boutiques. Il y a également un espace cultuel au nord-ouest et une place à portiques ; cette place porte des temples et un autel de l'époque maurétanienne.

##### Basilique civile et curie

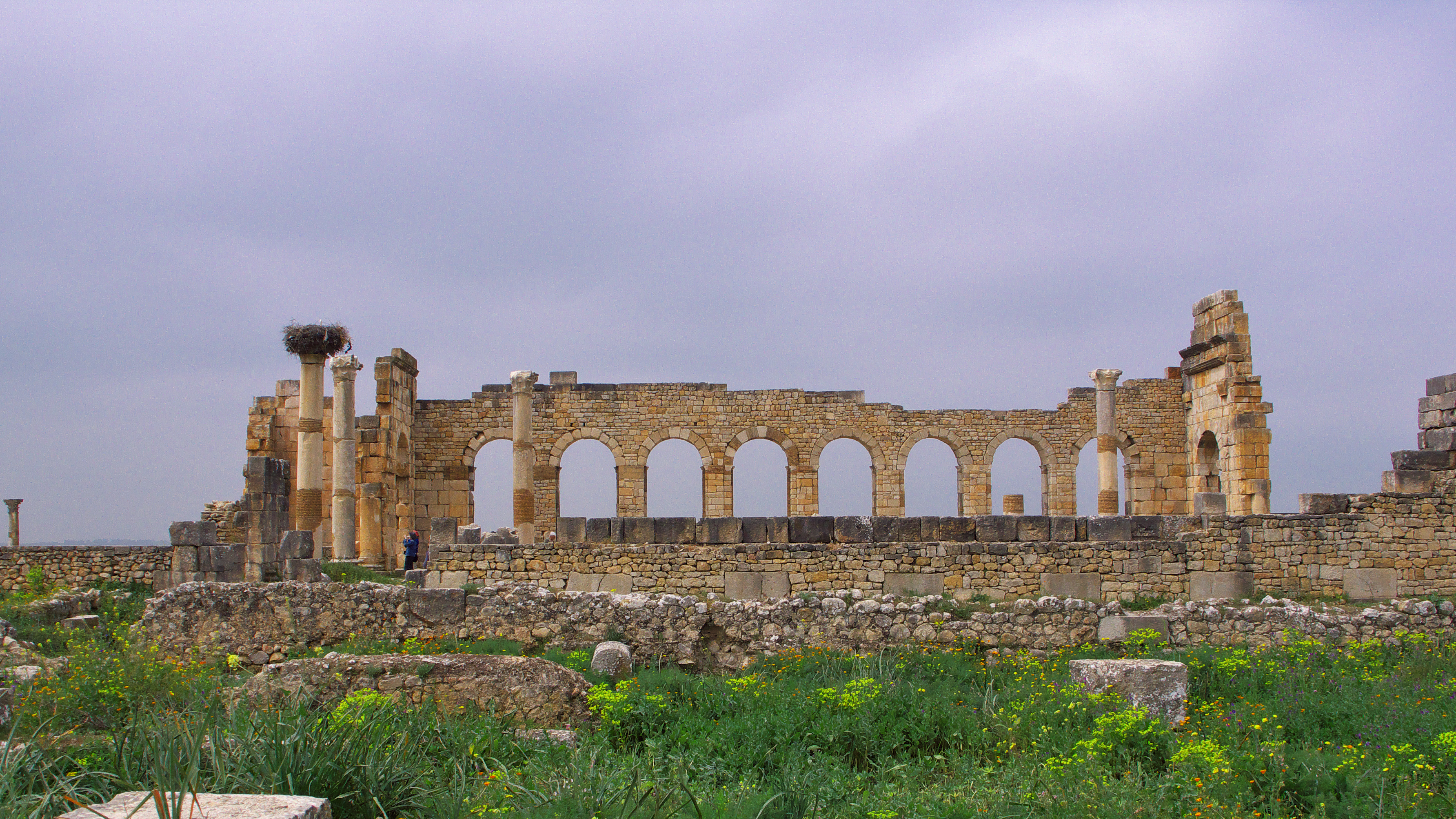
Vue arrière de la basilique et du Capitole.

La basilique, « bâtiment le plus imposant de la ville », a été pour sa part utilisée pour l'administration de justice et le gouvernement de la ville et sa construction a débuté en 210. Achevée pendant le règne de Macrin au début du IIIe siècle ou sous les Sévères, c'est une des basiliques romaines les plus remarquables de l'Afrique romaine. Elle a probablement pris modèle sur celle de Leptis Magna dans l'actuelle Libye.
Les murs sont en opus quadratum et munis d'un enduit stuqué et protègent les occupants tant des chaleurs que du froid. L'une des façades a fait l'objet d'une anastylose par Luquet, celle ouverte par huit baies sur la place publique surmontées d'un arc en plein cintre. Le mur extérieur de la basilique domine la place du forum où se tenaient les marchés. La construction possède à l'origine deux étages et deux galeries supérieures auxquels on accédait par des escaliers en bois. La bâtisse a 42,2 mètres de long et une largeur de 22,3 mètres, et sa hauteur intérieure est de 15 mètres environ. L'intérieur du bâtiment est dominé par deux rangées de colonnes encadrant les absides à chaque extrémité où les magistrats prenaient place et les affaires étaient jugées. Dans ce lieu les affaires économiques devaient également être évoquées. La basilique ouvre par deux portes sur ce qui était sans doute la curie, où les différents magistrats prenaient les décisions liées à « la vie publique et administrative du municipe ».

Constructions publiques
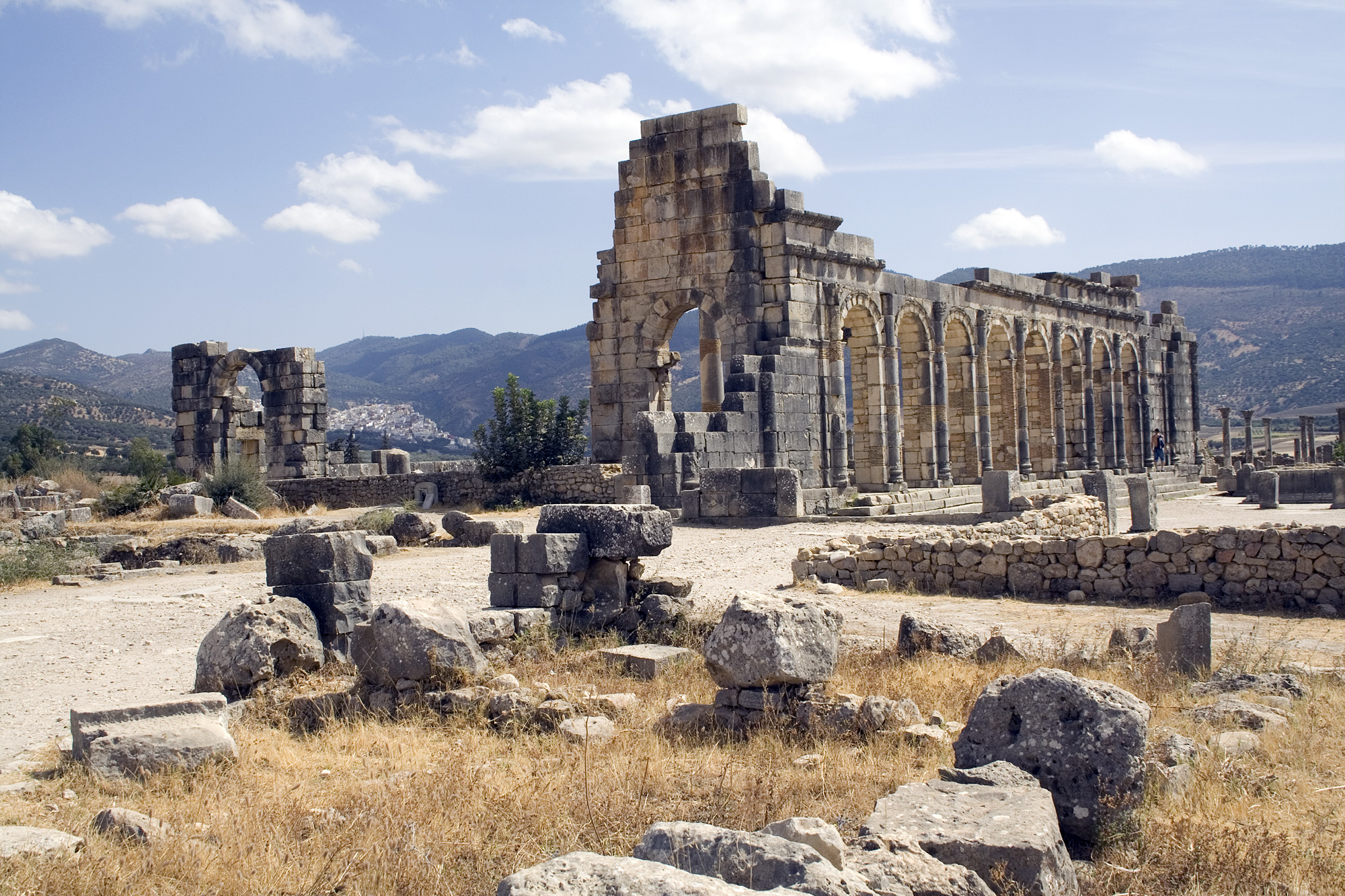
Extérieur de la basilique.
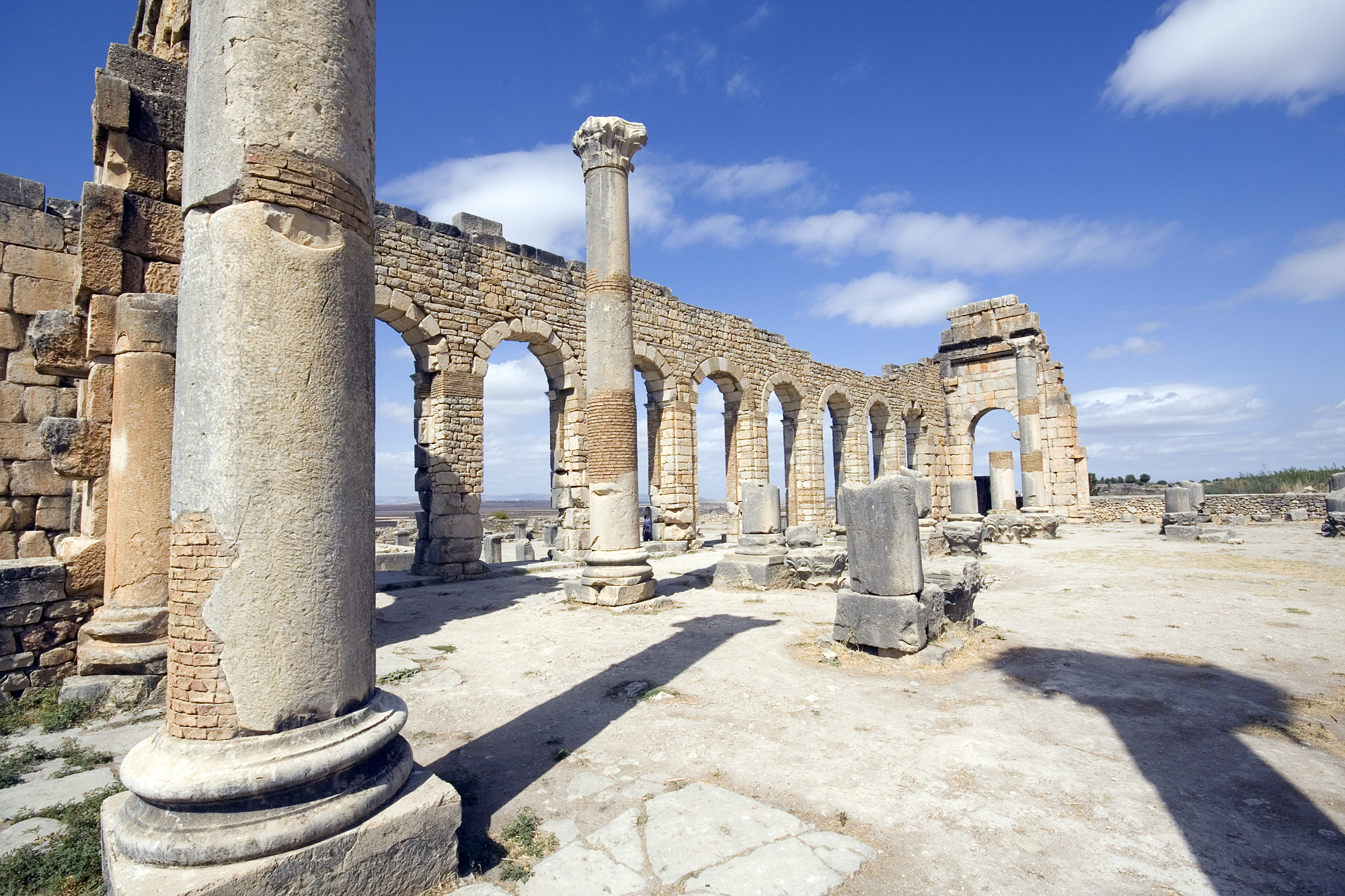
Intérieur de la basilique.
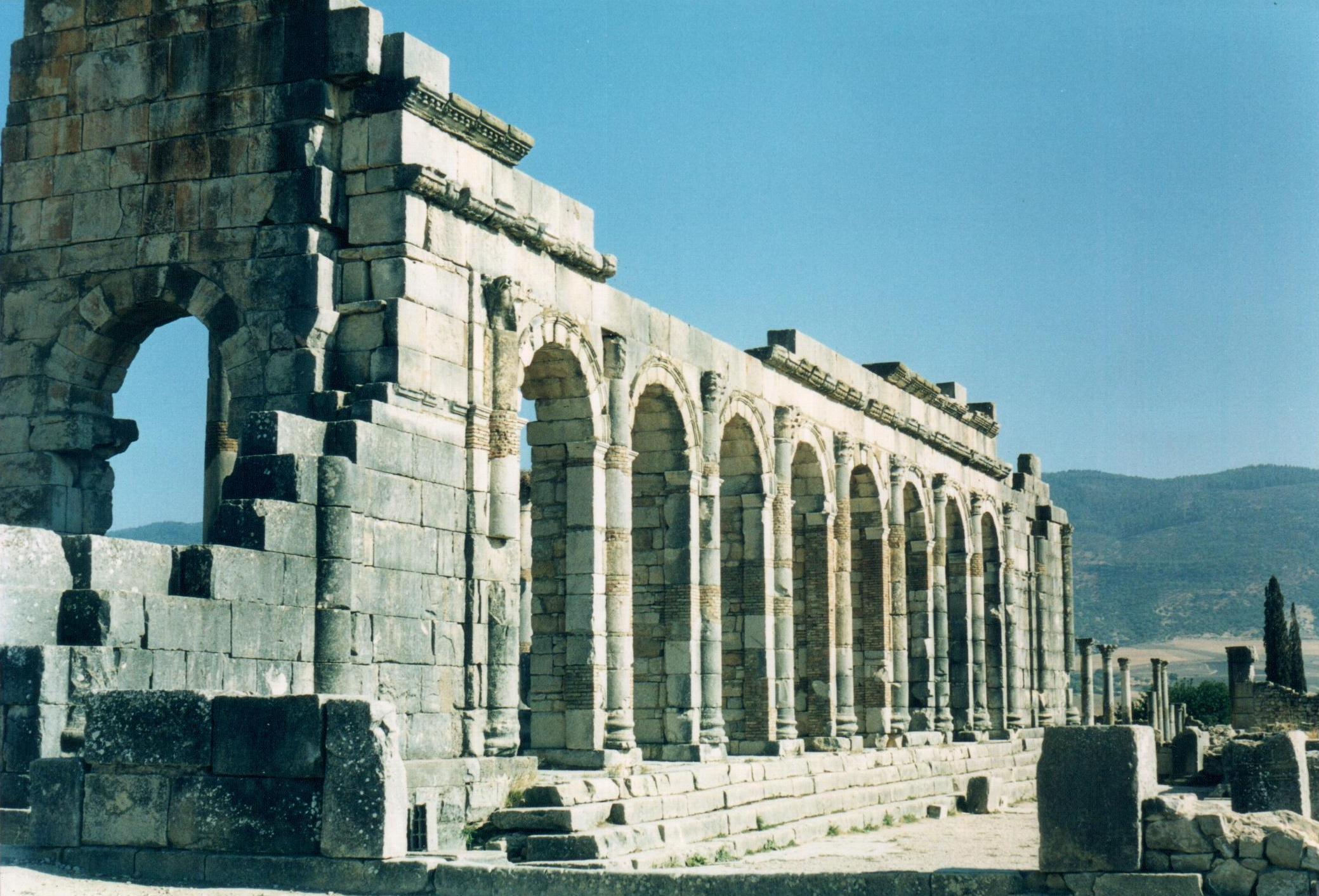
Extérieur de la basilique.

#### Arc de Caracalla

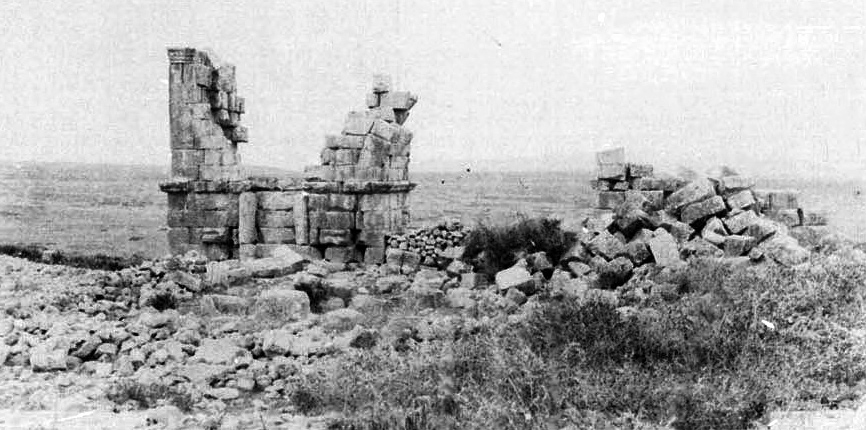
Les ruines de l'arc de triomphe en 1887, photographie de Henri Poisson de La Martinière (1859-1922).

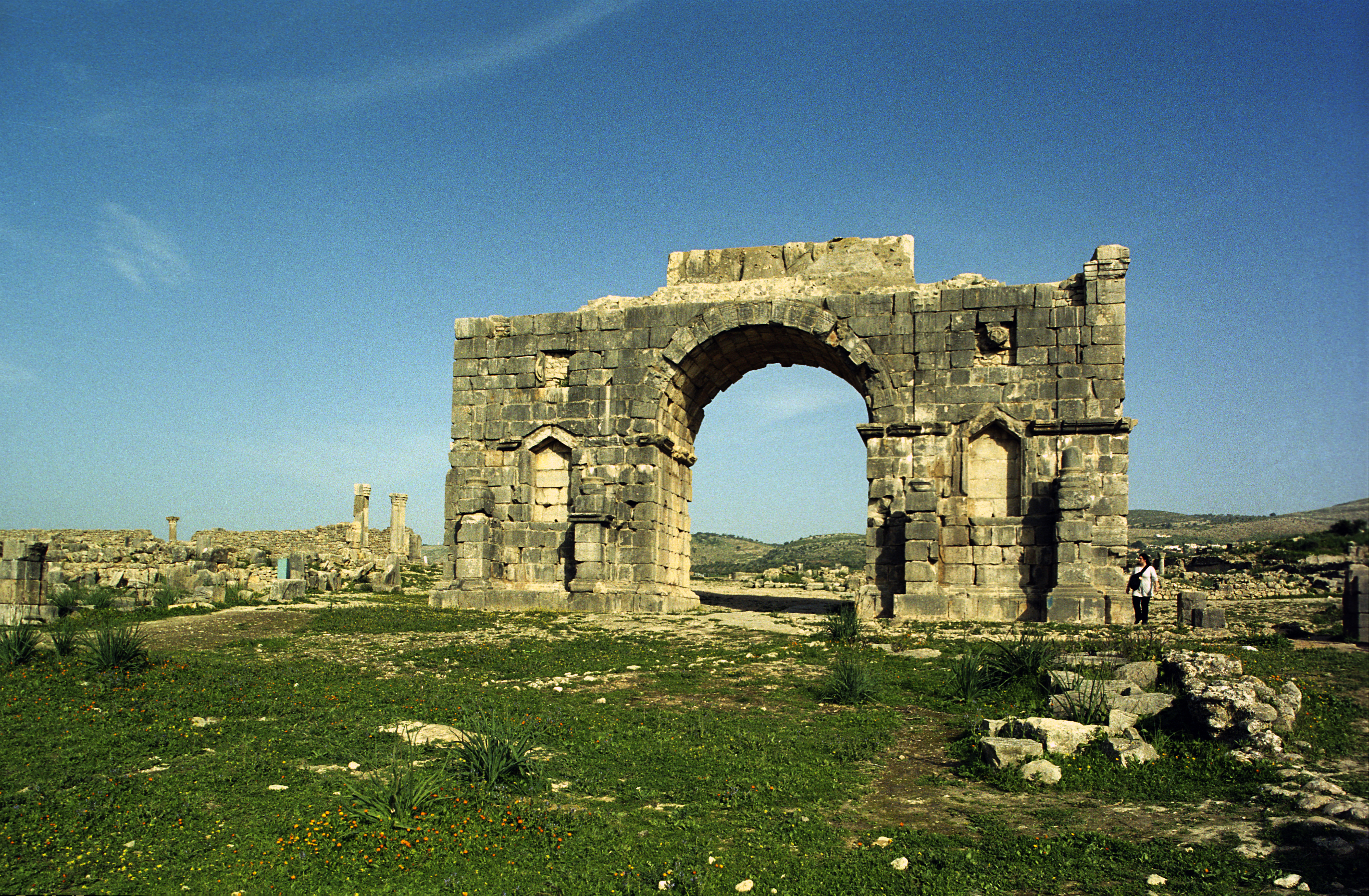
Arc de Caracalla.

L'arc de Caracalla est un des éléments emblématiques du site de Volubilis, localisé à l'extrémité de l'axe principal de la ville, le decumanus maximus. C'est « un monument de la propagande impériale ». Il a été dédié entre le 10 décembre 216 et le 8 avril 217 par le procurateur de la ville, Marcus Aurellius Sebastenus, au nom de la « communauté des Volubilitains », pour honorer l'empereur Caracalla et sa mère Julia Domna à la suite d'une remise d'impôts accordée en 215-216 attestée à Banasa. Caracalla était issu de la dynastie africaine des Sévères et avait récemment étendu la citoyenneté romaine à l'ensemble des hommes libres de l'Empire. L'arc ne fut pas achevé avant la mort de l'Empereur, assassiné par Martialis, et Macrin lui succéda.
L'arc est construit en pierre locale, du calcaire gris du Zerhoun, et est à l'origine couronné par un groupe statuaire de bronze figurant l'empereur et sa mère conduisant un char tiré par six chevaux. L'arc fait désormais 20 m de large et une arche de 8 m de haut sur 6 m de large. La hauteur originale devait être de 14 m. Il n'est pas dans l'axe du decumanus maximus et devait être visible de loin, témoignage du pouvoir de Rome pour les populations maures,. Au pied de l'arc on trouvait des statues de nymphes versant de l'eau dans des bassins de marbre. Des médaillons portaient des représentations des saisons. Caracalla et Julia Domna étaient représentés dans des médaillons qui ont été martelés lorsque ces derniers ont été victimes de la damnatio memoriæ. Le décor de l'arc est « plus simple et plus fruste » que les arcs de Rome. La décoration de l'édifice révèle son origine provinciale : les motifs de saison sont fréquents en mosaïque mais absents des reliefs, ainsi que la technique qui est particulière avec l'usage du relief plat et de la niche en bâtière.
L'arc était en bon état au XVIIIe siècle lorsqu'il fut dessiné par le voyageur anglais Windus, mais il s'est effondré lors du tremblement de terre de Lisbonne de 1755,. Le monument a été fortement restauré par les archéologues français entre 1930 et 1934, mais cette restauration est incomplète et son exactitude est discutée,, en particulier du fait des rapprochements avec les gravures réalisées au XVIIIe siècle. Des bas-reliefs n'ont pas été remis en place et sont au sol ou en remploi dans les bâtiments médiévaux. Ces bas-reliefs comportent des motifs de Victoires et de trophées. L'inscription figurée sur l'arc a été reconstruite sur la façade orientale en 1935, à partir des fragments signalés par Windus en 1722, et qui avaient été en partie dispersés. L'inscription figurait initialement sur les deux façades de l'édifice,.

Arc de Caracalla
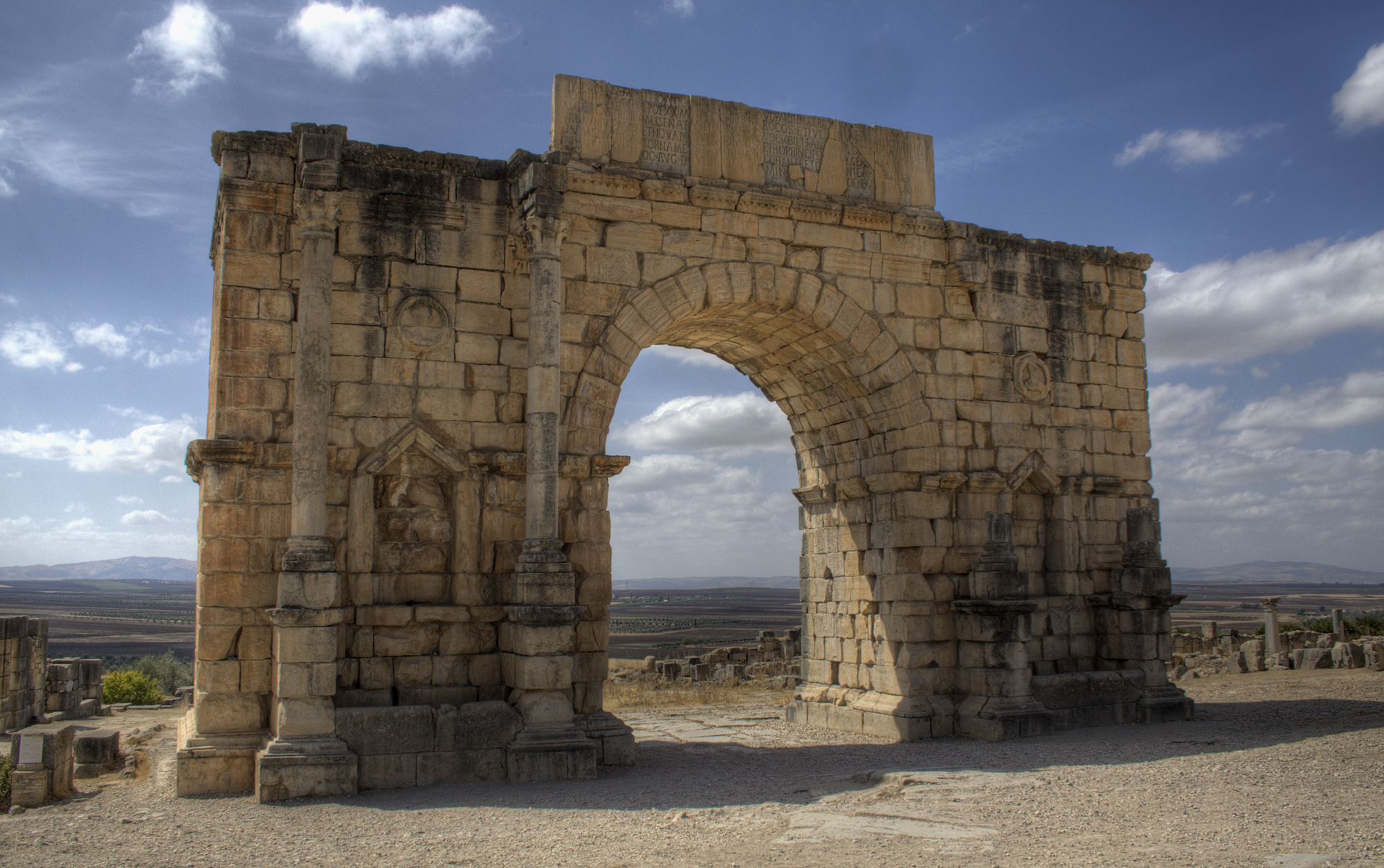
Face nord de l'arc de Caracalla.
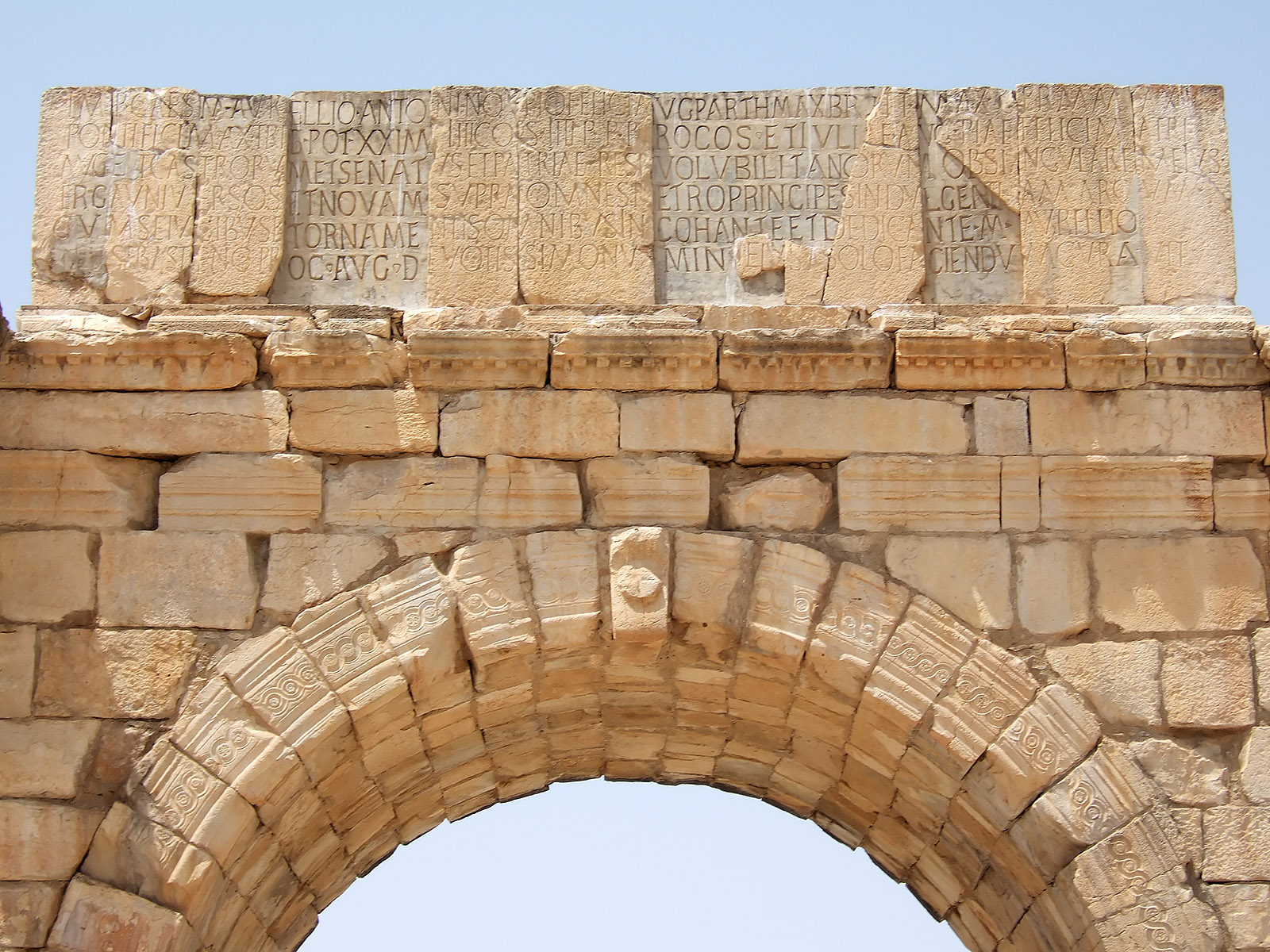
Inscription sur l'arc.
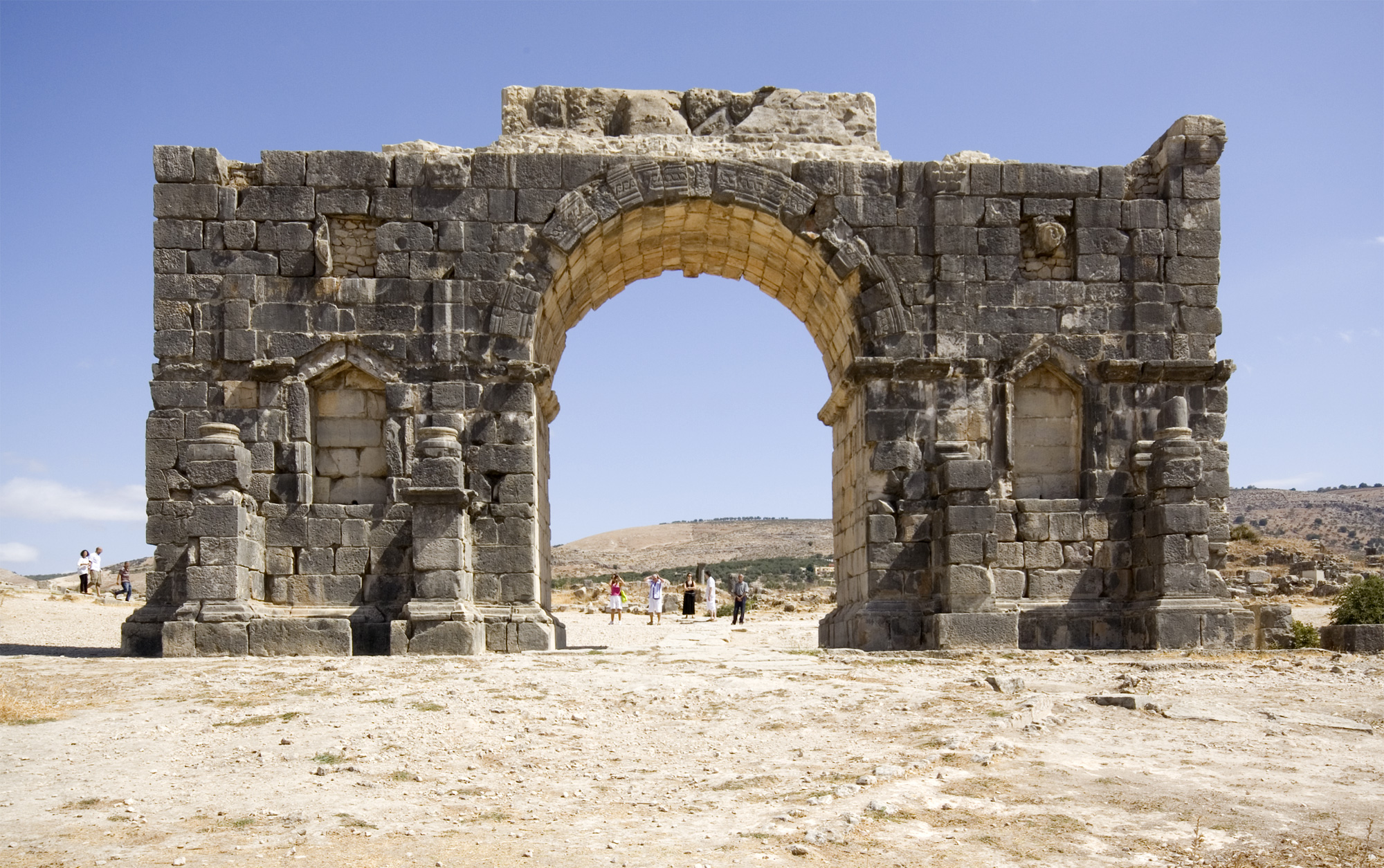
Face sud de l'arc.

### Édifices religieux
L'archéologie a permis de constater une continuité dans l'usage des espaces cultuels dans la cité volubilitaine, même si les divinités ne sont pas identifiées. Les édifices cultuels sont majoritairement d'origine préromaine et leur fonction religieuse perdure avec l'occupation romaine. Il y a selon Brahmi « complémentarité des données » de l'archéologie mettant en évidence des bâtiments anciens et des sources épigraphiques parlantes pour l'époque romaine.

#### Édifices religieux préromains, autel maurétanien et édifice de tradition punique
Des vestiges cultuels de l'époque préromaine ont été reconnus, en particulier des temples et un autel maurétanien.
Le temple dit anonyme A, à ciel ouvert de tradition punique, situé à proximité du capitole, est pour sa part daté du IIIe siècle av. J.-C. et a été détruit au Ier siècle av. J.-C., avant le règne de Juba II. Il faisait environ 40 m de côté et il « devait être à ciel ouvert ». L'autel ou le podium de tuf de cet édifice primitif existe toujours dans l'aile orientale du capitole. L'accès se faisait au travers d'une porte munie de pilastres. Behel considère cet édifice de 1 600 m2 comme punique et daté du IIe siècle av. J.-C.. Ce type de temple à ciel ouvert était fréquent à l'époque punique en particulier ; il a été reconnu dans les fouilles du sanctuaire de Thinissut (Bir Bou Regba). À l'intérieur de cette enceinte sacrée, on trouve un petit temple avec une cella construite sur un podium peu élevé. Des stèles et des ossuaires ont été retrouvés dans une grande favissa.
815 stèles rectangulaires (ou 903) avec un fronton ont été découvertes, de 15 cm de large sur 20 cm de haut, de grès ou de marnes. Ces stèles sont anépigraphes, avec des motifs de personnages accomplissant des actes religieux ou en prière, et avaient sans doute un rôle d’ex-voto. Certaines possèdent des motifs spécifiquement africains comme un arbre sur un trépied ou un emboîtement de triangles, avec des scènes d'offrandes et de prières ou religieuses mais au sens peu précis. La croyance n’est pas identifiable par les stèles, cependant; le dépôt est sans doute antérieur à la dernière reconstruction datée du IIIe siècle. « Une nouvelle religion se serait substituée à la précédente » sur le site, à laquelle se lient des vases retrouvés avec des os brûlés de petits animaux. Les stèles néo-puniques sont de styles divers, gravées ou peintes, avec des représentations de personnages ou d'actes religieux. Cette thèse est contestée par Morestin. Ce niveau préromain est avéré par des découvertes de monnaies et d’une inscription néo-punique de la fin du IIe siècle av. J.-C.. Cet espace à ciel ouvert aurait été celui d'un tophet et les stèles semblent avoir été déplacées. L'espace est fermé au Ier siècle. Deux autres périodes sont identifiées par l'usage de grès et de calcaire.
L'identification de ce sanctuaire ne fait pas l'unanimité. Ponsich évoque une divinité locale. Le culte rendu ici en premier lieu l'aurait été pour un genius loci peut-être dénommé Aulisua et divinité de la fertilité et de la fécondité. Les rites étaient proches de ceux du culte de Baal selon l'étude iconographique des stèles qui sont réutilisées en remploi jusqu'au IIe siècle apr. J.-C..
L'autel maurétanien du temple, en tuf, est intégré aux annexes orientales du Capitole lors de l'époque romaine et préservé.
Les fouilles ont révélé également des temples jumelés, répertoriés « G13/H13 » en tuf fin, datés des IIe - début Ier siècle av. J.-C. et situés au nord-ouest du forum, dans le quartier ouest, sous l'enceinte tardive. Un des podiums fait 75 m2,. Leur plan est classique.
Brahmi date ces temples jumelés entourés d'une enceinte de la seconde moitié du Ier siècle av. J.-C. Trois marches en sont conservées. Les édifices sont conçus en galets de l'oued pour les fondations et en calcaire détritique pour les élévations. Le lieu fait l'objet de divers travaux qui le modifient et il est utilisé jusqu'au IIe – IIIe siècle apr. J.-C., peut-être en particulier pour le culte impérial. Le temple D est selon Brahmi consacré au culte impérial.

#### Temples d'époque romaine
La zone du capitole est complexe et a fait l'objet d'aménagements successifs dont l'évolution est difficile à identifier.
Les vestiges du Capitole se tiennent toujours derrière la basilique, et un autel est présent dans la cour qui lui fait face.
Le temple possédait une simple cella. Le bâtiment était essentiel à la vie civique locale, car il était consacré aux trois divinités principale du panthéon romain, Jupiter, Junon et Minerve. Des assemblées civiques se tenaient devant le temple pour implorer l'aide des dieux ou les remercier pour des succès dans des entreprises civiques comme lors des guerres. La disposition du temple, faisant face au mur arrière de la basilique, est quelque peu inhabituelle et il a été suggéré qu'il peut avoir été construit au-dessus d'un lieu saint existant. Une inscription trouvée en 1924 rapporte qu'il a été reconstruit en 218, sous le règne de Macrin. L'inscription dédicatoire est datée de 217 ou 219.
Il a été en partie reconstitué en 1955 et une restauration plus substantielle a eu lieu en 1962, avec une reconstruction de 10 des 13 marches de l'escalier, des murs de la cella et les colonnes. Au fond de la cella, se situaient des niches abritant les statues des divinités de la Triade capitoline. Face à l'escalier, se trouvait un autel destiné aux sacrifices, et des portiques bordaient l'aire sacrée. L’édifice a été bâti sur un lieu de culte à ciel ouvert daté du IIe siècle av. J.-C..
Il y avait cinq autres temples dans la ville, dont le plus important est le temple B supposé temple de Saturne qui se trouve sur le côté oriental de Volubilis, « isolé de la zone urbaine par un petit ravin creusé par l'oued Fertassa », et a été utilisé du Ier au IIIe siècle apr. J.-C.. Il n'a intégré la ville qu'au moment de la construction de l'enceinte de Marc-Aurèle. Il est différent des autres lieux de cultes du site. Il semble avoir été construit au-dessus d'un temple punique consacré probablement à Ba'al Hammon, selon un modèle connu par les travaux de Le Glay selon Ponsich.
Le sanctuaire possède un mur qui l'entoure et délimite le téménos, ainsi qu'un portique à trois côtés bâti au IIe siècle apr. J.-C.. Une restauration a lieu au moment de la construction de l'enceinte de Marc Aurèle. Le plan est celui des « sanctuaires africains de tradition locale ». L’édifice était vaste, avec 3 200 m2. 3 côtés étaient pourvus d’un péristyle qui abritait la foule des fidèles. Des salles annexes, aux missions peu claires, complétaient chacun des côtés. Sur le côté est 17 bases d’autels secondaires ont été retrouvées, 3 autels principaux occupant le milieu de la cour et deux citernes sur les côtés.

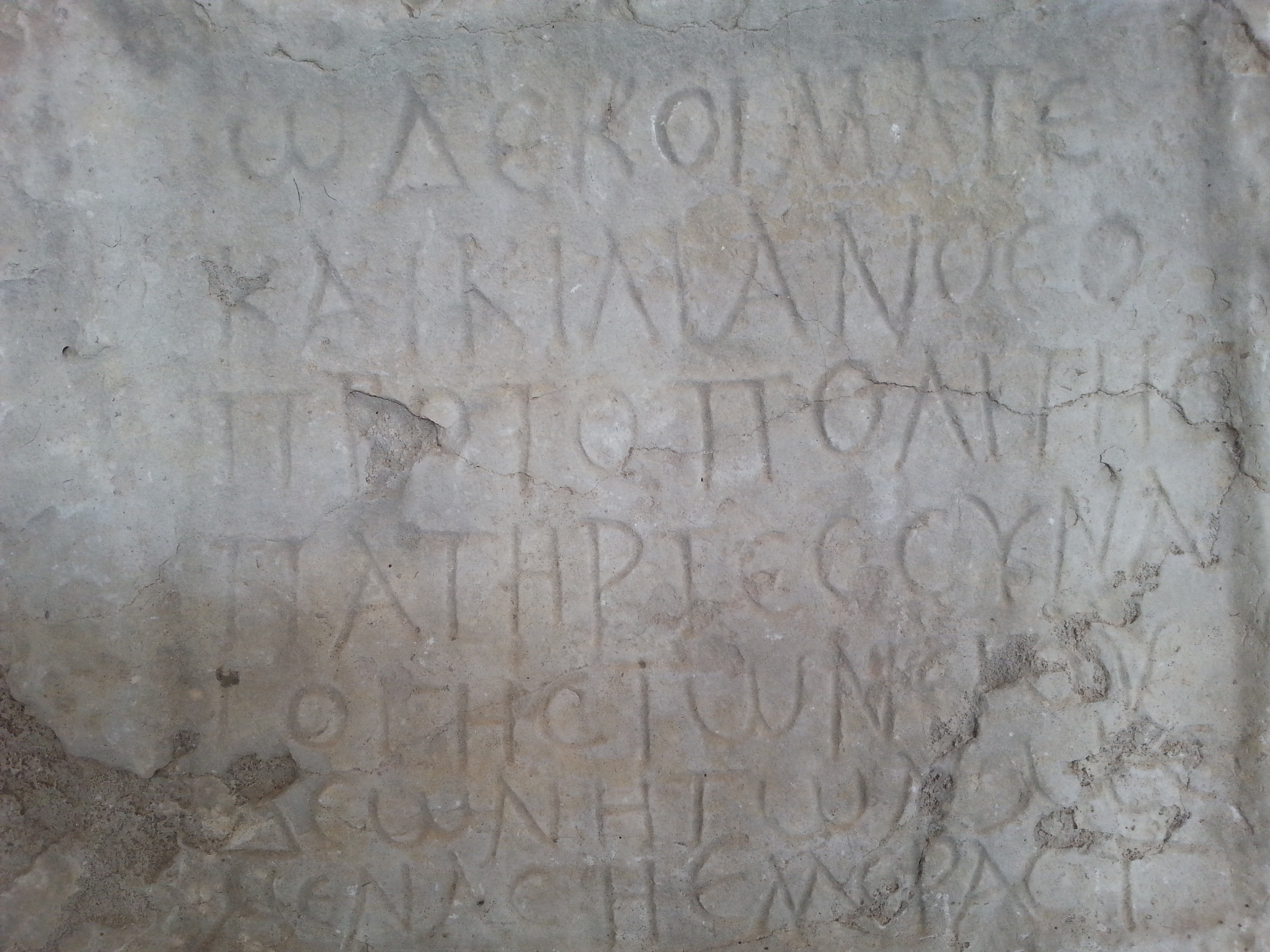
Inscription funéraire au nom en grec de Caecilianus, mort à l'âge de quarante-cinq ans, huit mois, trois jours. Le défunt est qualifié de chef de la communauté juive de Volubilis et père de sa synagogue. Calcaire, IIIe siècle.

Le complexe du lieu de culte appelé temple C est localisé près du tumulus et non loin de la basilique, du début du IIIe siècle, a une superficie de 600 m2 environ pour un édifice stricto sensu modeste puisque de 7,50 m sur 4,50 m. Le temple comporte un triportique. L’édifice a été détruit précocement après le départ des Romains et l’espace réutilisé en partie par des habitations. Le temple a d'abord été considéré comme tardif, cependant la datation est revue plus précocement par certains spécialistes et est peut-être datée d'avant l'occupation romaine du site.
En outre, il y avait selon Frézouls dans la cité une synagogue, attestée par l'inscription, datable du IIIe siècle de Cæcilianos protopolitès et « père de la synagogue ». Aucun lieu de culte juif n'a toutefois été retrouvé dans l'emprise de la zone fouillée jusqu'à maintenant.

Temples
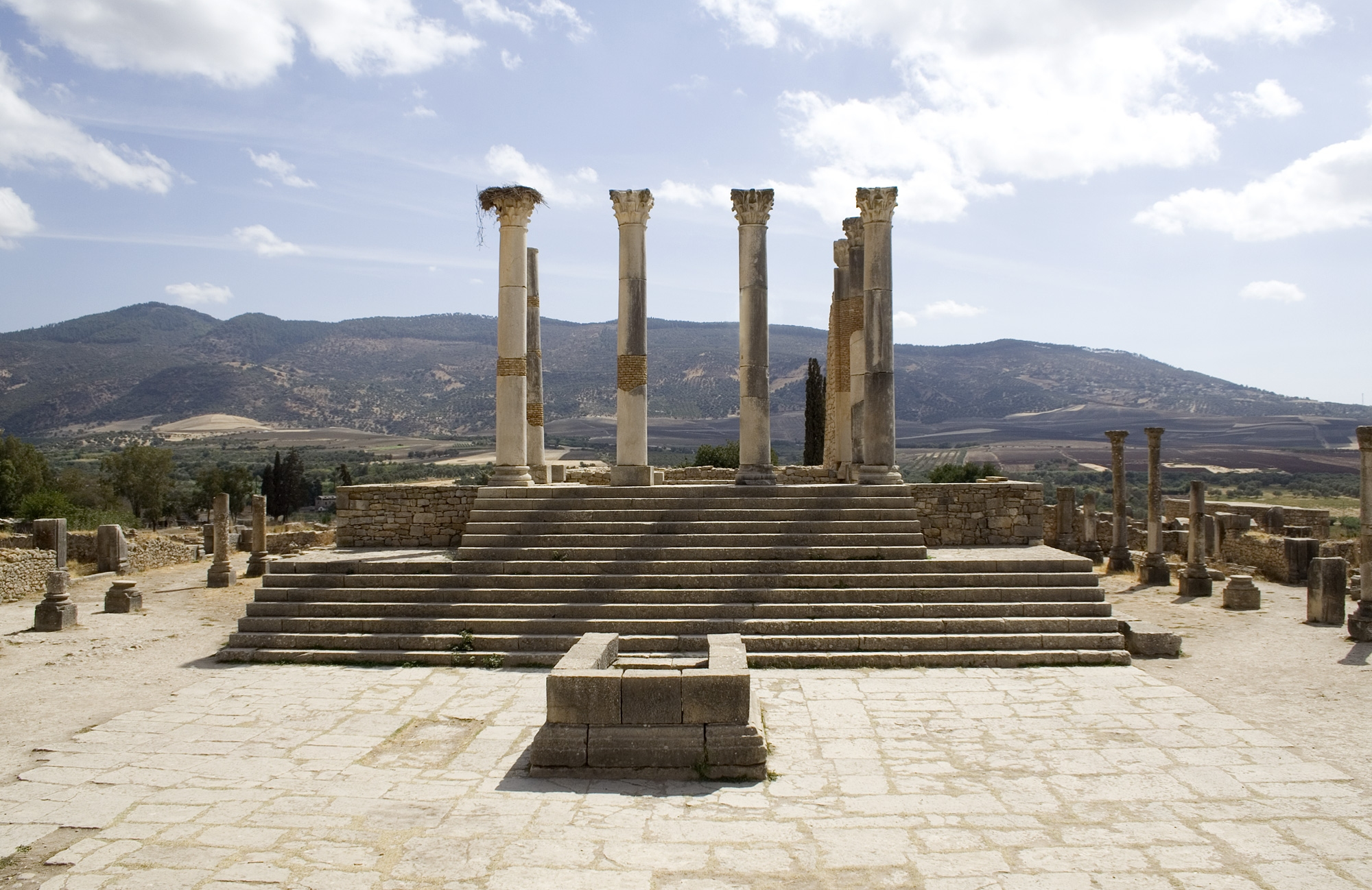
Capitole.
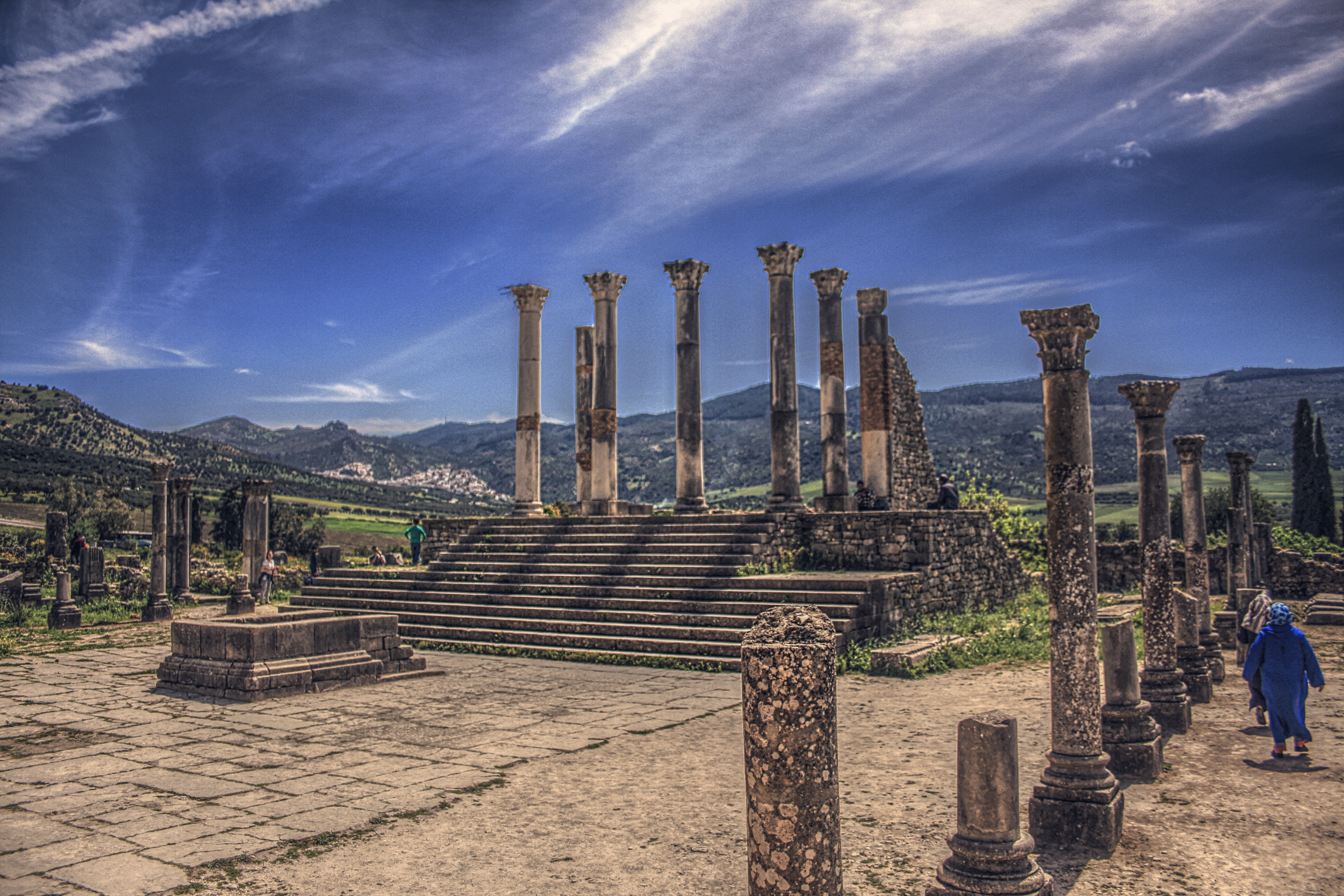
Vue générale du complexe du capitole.

### Nécropoles et édifices funéraires

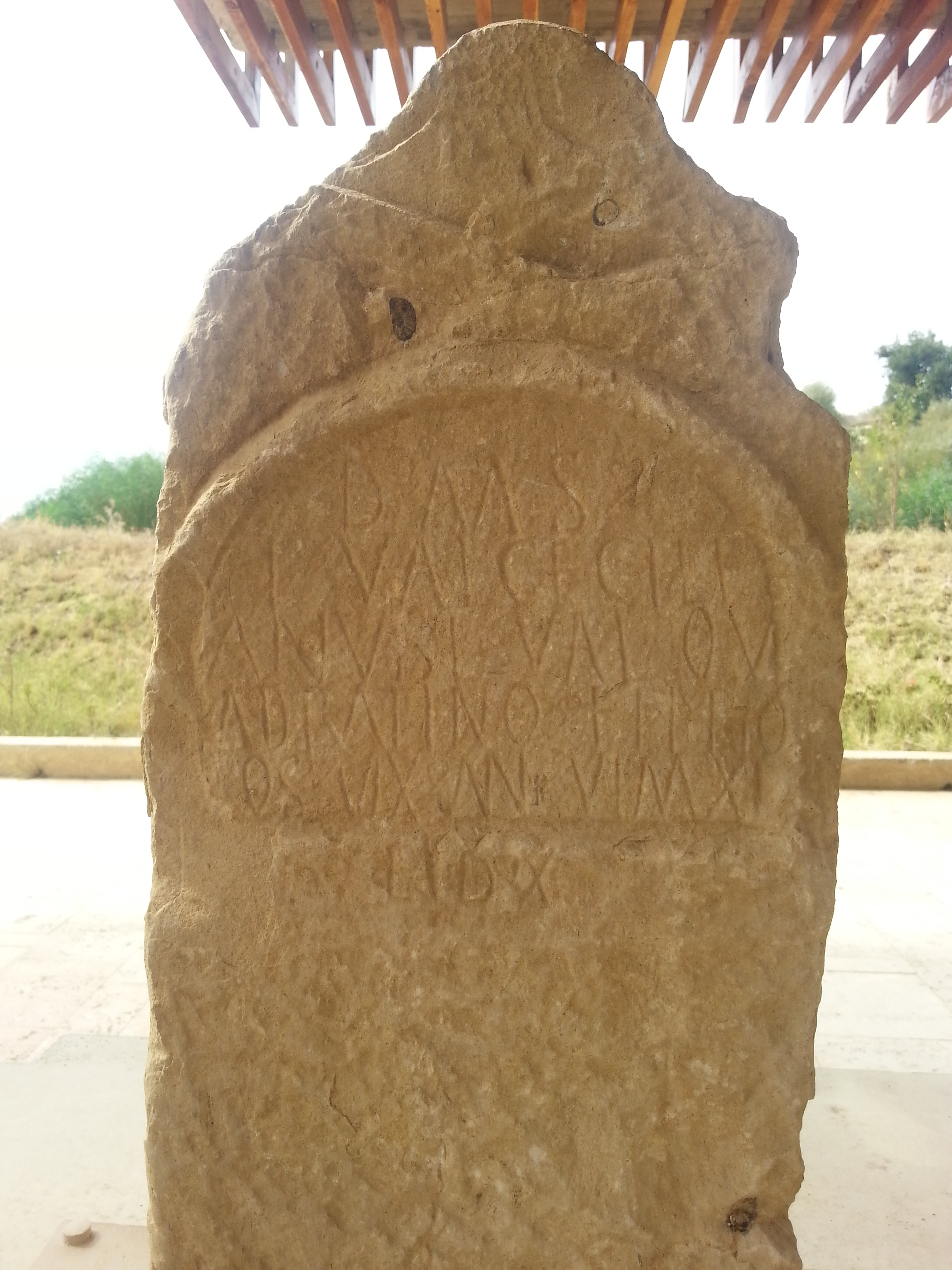
Stèle à fronton triangulaire d'un enfant. Dédicace de Lucius Valeriius Caecilianus pour son fils Valerius Quadratinus, qui a vécu six ans, dix mois et dix jours. Calcaire. Époque romaine. Trouvée dans le faubourg ouest de Volubilis.

#### Vestiges d'époque préromaine et romaine
Les archéologues ont retrouvé des vestiges d'un mausolée pré-romain dans la maison de l'éphèbe, composé d'une antichambre et d'une chambre de 3 m de large. Il y avait sans doute une nécropole dans cette partie de la ville, comme en témoignent des stèles puniques découvertes à proximité.

#### Vestiges chrétiens et musulmans
Des sépultures chrétiennes ont été découvertes dans le quartier centre, autour de l'arc de triomphe et est, en particulier dans la Maison à la citerne et la Maison au compas des sarcophages ou tombes formées de dalles, avec la tête située à l'ouest. Les épitaphes portent des formulations chrétiennes : Memoria (en mémoire)... domum (a)eternalem (demeure éternelle)... dis/ces(si)t in pace (mort dans la paix).
Des nécropoles d'époque musulmane ont été découvertes dans l'ancien centre de la ville, non loin des nécropoles paléo-chrétiennes, au nord-est et au sud : le rituel d'inhumation est conforme aux préconisations de la religion musulmane avec une inhumation en pleine terre et la tête vers l'est. Les nécropoles musulmanes sont situées à l'est de l'enceinte tardive et surtout non loin de l'arc de triomphe.

### Édifices de loisirs

#### Établissements des jeux
Volubilis ne possédait pas d'amphithéâtre permanent et les jeux du cirque, quoique rares, n'étaient pas absents comme en témoignent deux statuettes retrouvées sur le site de gladiateurs samnites représentés armés avec tout leur équipement de protection.

#### Établissements thermaux
On a retrouvé plusieurs établissements de bains : quatre d'époque romaine avec un hypocauste, et un hammam de la période arabe.
Volubilis a aussi possédé plusieurs ensembles de bains publics qui ont été dégagés. Les thermes publics sont modifiés au IIIe siècle, et dans le même siècle des thermes privés sont installés dans des maisons patriciennes, « amorce d'une pratique plus individuelle de l'hygiène ».

##### Thermes romains publics
Le plan des édifices thermaux ne respecte pas le plan symétrique des thermes impériaux (comme celui des thermes d'Antonin à Carthage) mais est organisé selon un circuit qui oblige l'usager à « un itinéraire rétrograde ». Les pièces les plus chaudes étaient situées au fond des édifices, à proximité des foyers. L'édifice n'était pas destiné qu'à l'hygiène, des nombreux espaces étaient voués aux exercices physiques, intellectuels et étaient ainsi un pivot de la vie sociale.
Les Thermes du Nord, de 60-80,, sont les plus vastes, et possèdent une palestre de 724 m2, une cour de 300 m2 et un édifice de même superficie. Les thermes du Nord étaient les plus grands de la ville, couvrant une espace d'environ 1 500 m2. Leur édification devait se situer à la période des règnes de Trajan ou Hadrien. Le complexe mesure avec les espaces ouverts au total 2 000 m2. Le plan asymétrique « lie palestre et natatio » et est proche d'un édifice thermal de Pompéi, les thermes du centre : l'édifice se rapproche de ceux construits au Ier siècle. Ils sont alimentés par un aqueduc desservant les quartiers et les fontaines. L'édifice comportait des boutiques et des latrines. Le complexe est remanié à la fin du IIe siècle et au milieu du IIIe siècle, après une phase d'abandon, et utilisé jusqu'à la fin de ce siècle. Un petit édifice thermal est réalisé dans le portique de la palestre au IIe siècle, servant soit d'extension, soit d'édifice réservé aux femmes selon Lenoir ; Thébert évoque pour sa part « une installation tardive liée à la décrépitude de l'installation principale » qui est réduite au cours de son histoire. Par la suite l'édifice, dont les vestiges sont arasés, est occupé jusqu'aux Idrissides.
Les thermes de Gallien tirent leur nom d'une inscription de remploi portant le nom de l'empereur et datée de 255, la date de construction étant inconnue. C'est un édifice de dimension moyenne sans palestre mais au plan classique, linéaire et en L. Il y avait trois salles chaudes, outre un destrictarium. Le complexe mesure 1 200 m2 selon Thébert. On peut toujours y voir quelques mosaïques car les bains ont été refaits à l'initiative de cet empereur dans les années 260.
Deux autres complexes sont de moindre importance, les thermes du Capitole et les thermes de la Maison à la citerne. Les Thermes de la maison à la citerne, de la fin du Ier siècle, ont été détruits dès le IIIe siècle mais conservent leur hypocauste. Thébert est prudent sur la datation de l'édifice, et la maison a été construite au-dessus. « Situé à l'angle de deux rues », l'édifice comporte un balnéaire qui mesure 150 m2, trois salles chauffées et un frigidarium de 10 m2, comportant une piscine.
Au sud de la maison aux Néréides et à côté de l'aqueduc se trouve un complexe thermal daté d'après 170 et qui était un établissement de quartier selon Thébert, du fait de l'accès à partir de la rue et de l'absence de connexion avec les demeures à proximité. Les pièces du complexe, mal conservé, étaient disposées en enfilade.
L'édifice nommé Thermes du Capitole est daté de la fin du Ier siècle-début IIe siècle (dernier quart du Ier siècle) et agrandi à la fin du IIe siècle-début du IIIe siècle. Certains auteurs proposent la création de l'édifice de cette dernière période. Les thermes du forum, bien que d'une superficie modeste (560 m2) possédaient tous les éléments classiques d'un édifice thermal. Ils étaient bien situés et devaient être très fréquentés. Le frigidarium mesurait environ 30 m2 et l'édifice a été pourvu au cours de son histoire de deux à quatre salles chauffées,.

Plans de quelques établissements thermaux de Volubilis.

##### Édifice de bains islamiques
Un édifice a été découvert près de l'oued Khoumane et à l'ouest de la ville tardive. Il utilise des matériaux en remploi. L'édifice, qui répond aux critères des plans de l'« architecture thermale islamique » mais avec un mortier d'une technique romaine, a été daté du VIIIe siècle voire plus tardivement. Un hammam daté du IXe siècle a été découvert à Dougga.
Le plan du hammam se compose de quatre salles disposées en forme de L. Une seule pièce est chauffée. L'édifice est un témoin tant de la continuité de l'architecture des thermes romains, avec en particulier des remplois dans les matériaux (dallage, décor de la salle froide), que des nouveaux maîtres musulmans de la cité.
L'édifice est « le plus ancien bain islamique du Maghreb, voire de l'Occident musulman ». Il est étudié dans les années 1960 puis au début des années 1990, ces travaux permettent d'abandonner une datation plus tardive. C'est un édifice permettant d'étudier « l'évolution de l'art balnéaire à l'époque tardive » et constitue « une confirmation de la très longue durée des techniques romaines ».

### Édifices à vocation industrielle et commerciale
L'activité antique de « culture et (...) transformation des produits agricoles » de la cité est visible par le nombre élevé d'huileries et de boulangeries identifiées.

#### L'oléiculture à Volubilis

Agriculture et sites antiques dans la région de Volubilis.

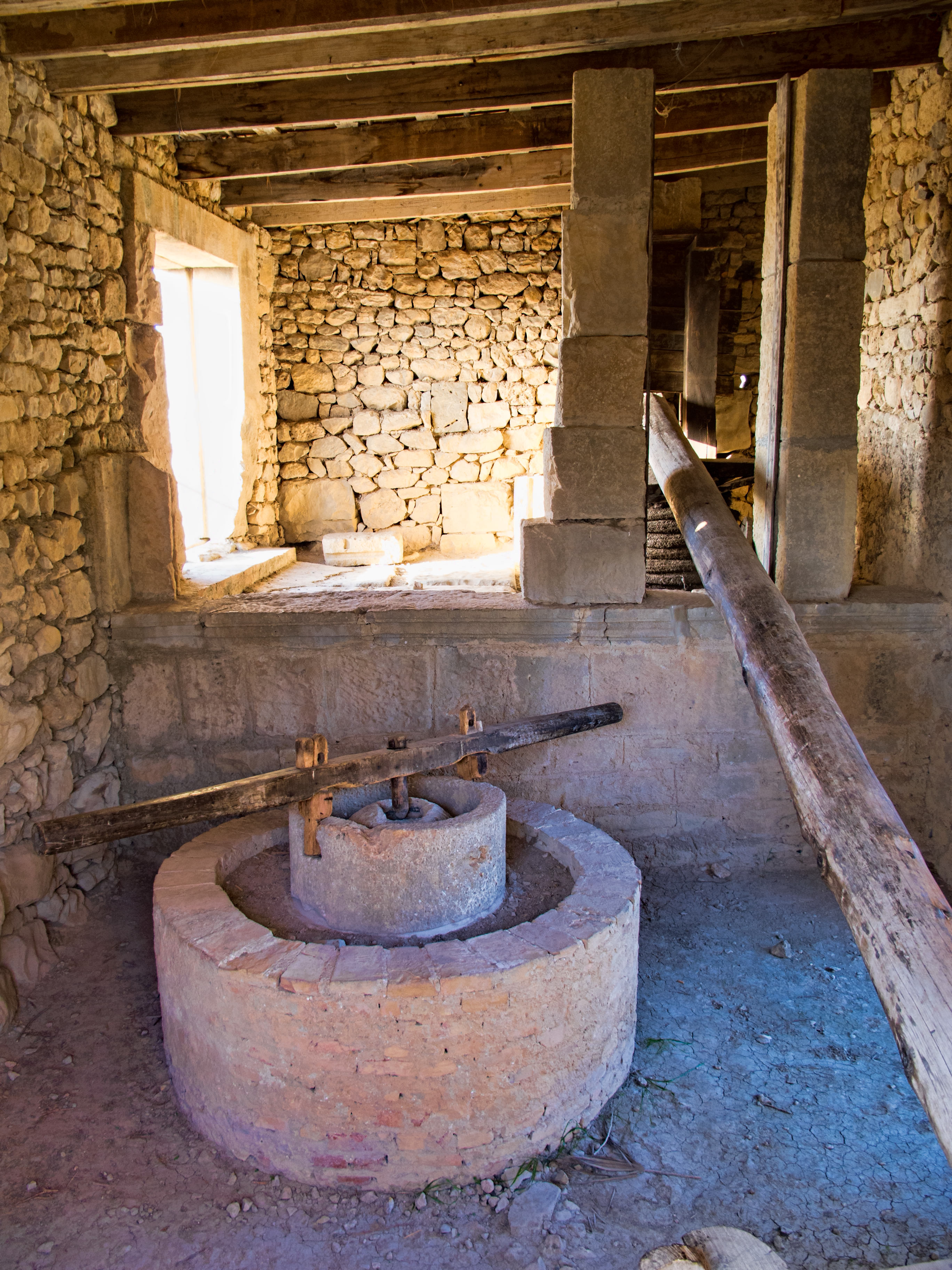
Moulin à olives à Volubilis.

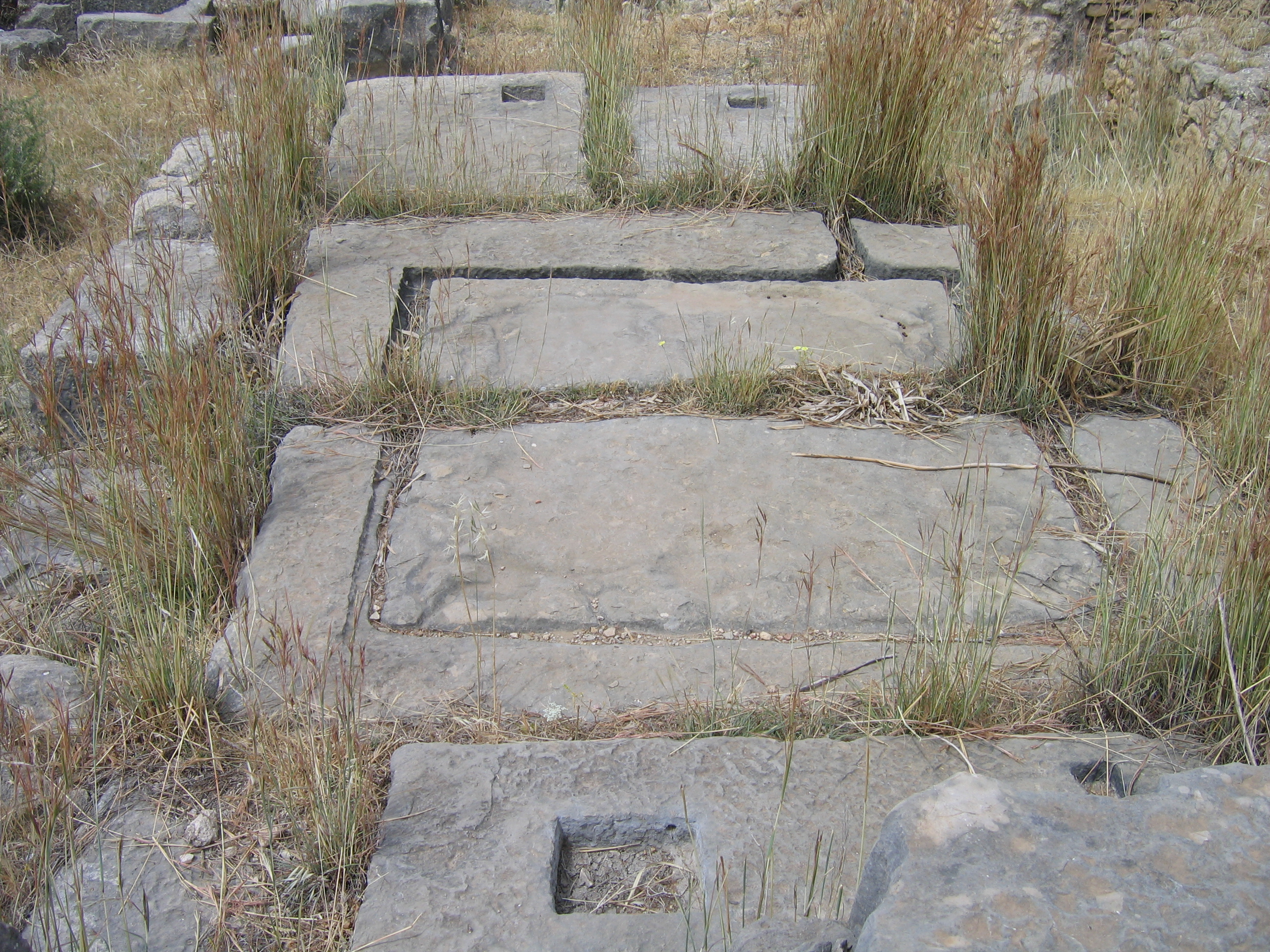
Soubassement d'un pressoir à huile.

La culture de l'olivier, débutée dès l'époque berbère, a été amplifiée surtout après la conquête romaine. Une vingtaine d'huileries est connue dans l'arrière-pays, espace où le nombre d'oliviers plantée est estimé à 120 000 dans l'Antiquité. Au moins 100 pressoirs à huile étaient présents dans la cité, ce qui semble qualifier l'oléiculture comme la richesse principale du lieu,. 57 huileries des IIe et IIIe siècles sont connues dans la ville même, et dans un but didactique une installation a été restituée à proximité des thermes de Gallien.
Une partie des maisons patriciennes est destinée à l'activité industrielle, qui a laissé des vestiges archéologiques. Dans le quartier nord-ouest, « une dizaine de maisons sur les vingt-trois (...) comprenaient des pressoirs ».
Les ustensiles étaient réalisés en grès coquillier : des meules étaient destinées au broyage, d'autres servaient à décortiquer et malaxer la pâte pour en retirer l'huile, il y avait plusieurs pressurages. Une innovation est introduite au IIe siècle avec des contrepoids cylindriques de calcaire du Zerhoun trois fois plus lourds que les contrepoids parallélépipédiques utilisés auparavant, et devaient donc faciliter l'extraction de l'huile dans les scourtins.
L'installation comprend outre la zone de pressage un espace destiné à la manutention lors des différentes opérations, creusé de rigoles et aboutissant à un bassin de décantation profond d'environ 1 m-1,20 m, contenant 2 500 litres environ. Le rendement devait être de 16 litres pour 100 kg d'olives et la production était destinée aux besoins familiaux ou locaux. La région importait par ailleurs de l'huile de meilleure qualité de Bétique.

#### Blé et meunerie
Les huileries sont un indicateur de l'importance de l'agriculture dans l'économie de la cité, et le blé est également produit en quantité sur le site. La culture du blé était en particulier très répandue dans l'arrière-pays de Volubilis. 40 quintaux environ étaient nécessaires au ravitaillement quotidien de la nombreuse population.
La farine devait être moulue au jour le jour. 64 meules de pierre volcanique ont été dégagées lors des fouilles, de deux modèles différents, et des pétrins mécaniques servaient aux boulangers. Les pains étaient cuits et vendus dans les boutiques adjacentes. De nombreuses boulangeries étaient situées dans les maisons du quartier nord-est.
Les fouilles du quartier idrisside non loin de l'oued ont permis de dégager des silos à grains dont les céramiques ont été datées par radiocarbone de la fin du VIIIe siècle et début du IXe siècle.

Édifices liés au blé et à la meunerie
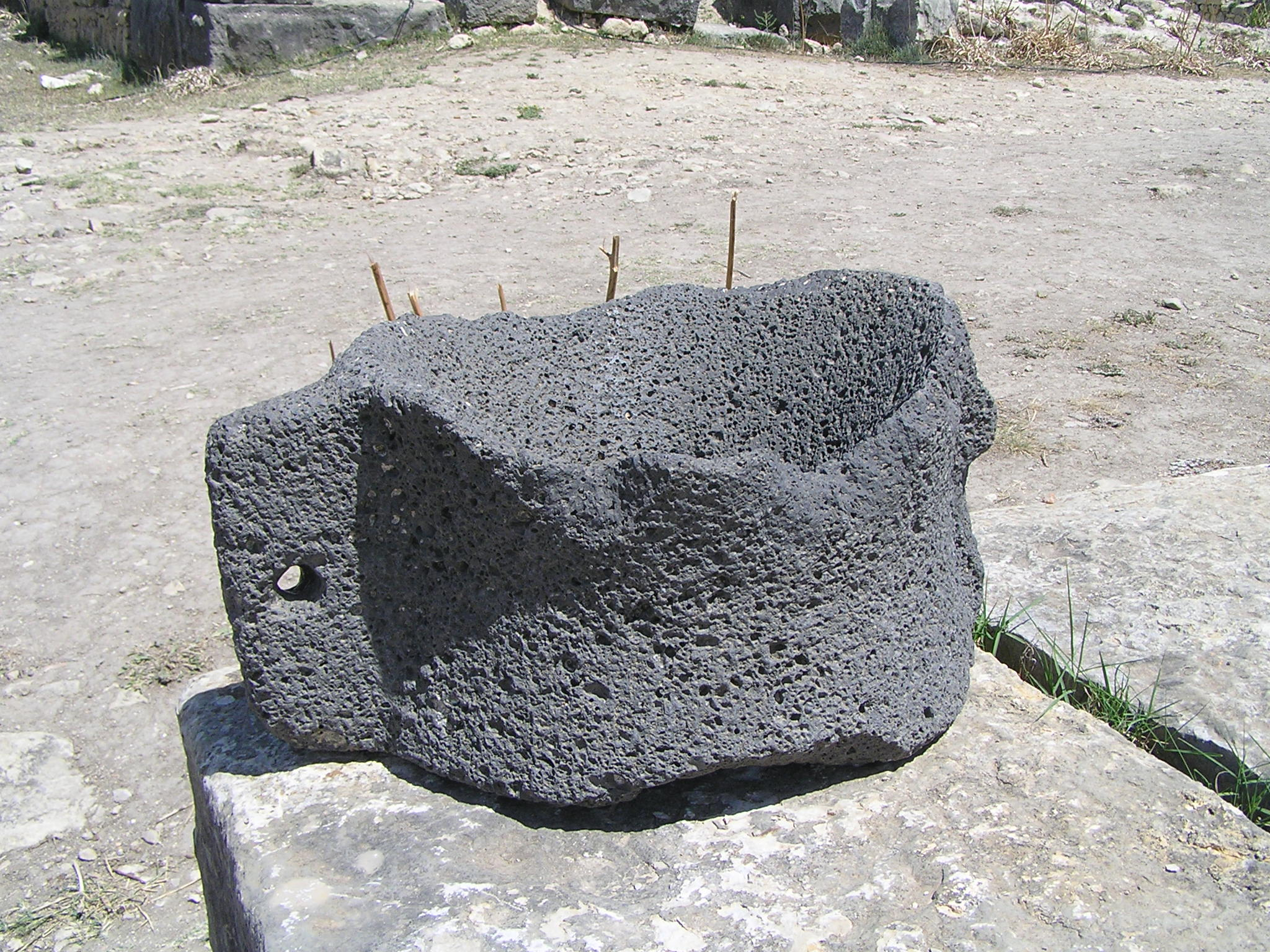
Meule tournante à grains.
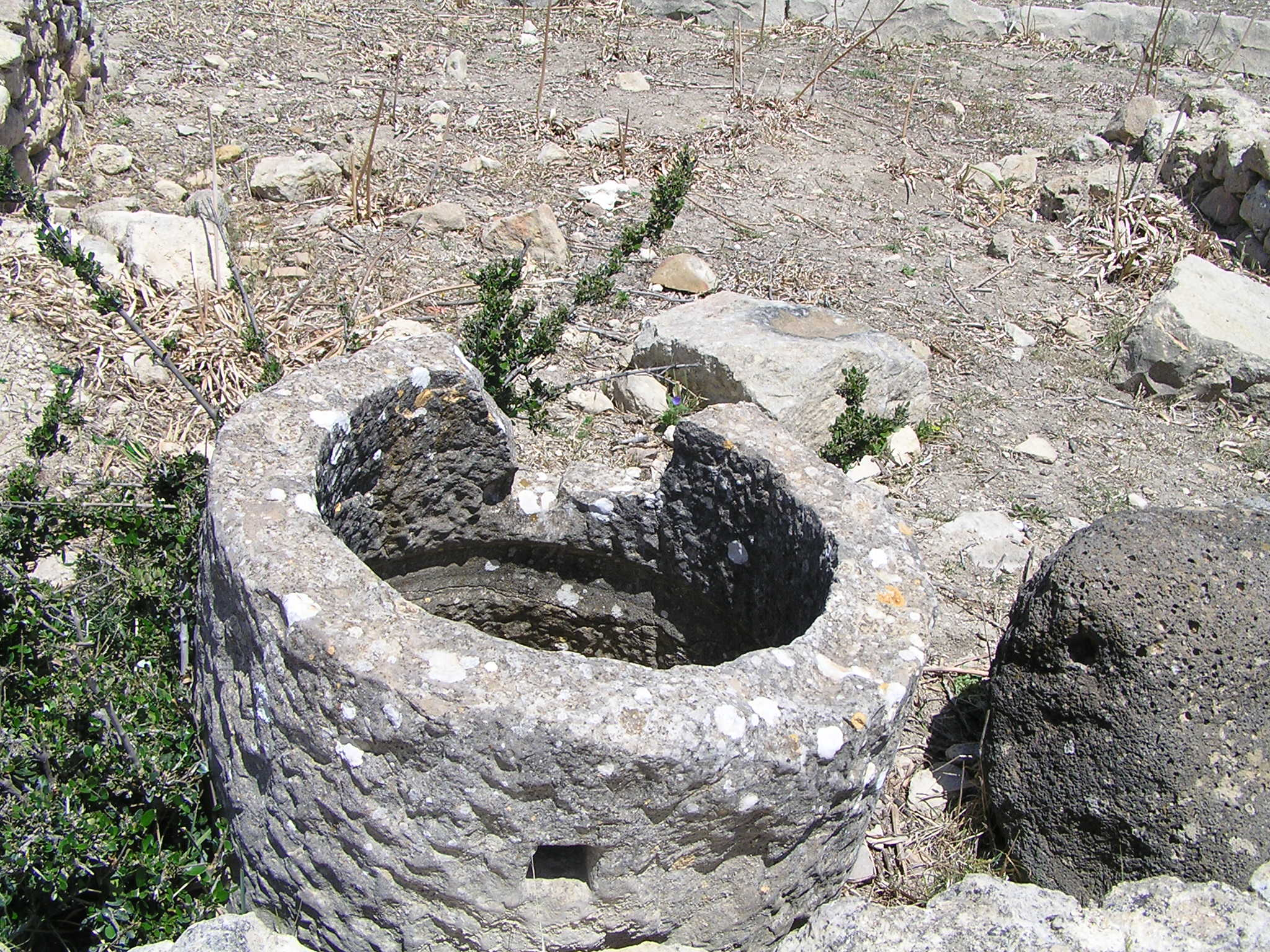
Pétrin de boulangerie.

#### Commerce et artisanat
Les maisons comprennent également des boutiques en façade des maisons et sans communication avec ces dernières. Dans le seul quartier nord-est, 120 boutiques d'environ 24 m2 ont été dégagées lors des fouilles.
L'artisanat devait être développé, au vu des découvertes effectuées lors des fouilles archéologiques du site, mais les lieux précis des diverses activités ne sont pas identifiables. Un artisanat lié à la construction, à la poterie, au travail du métal et au travail des tissus et du cuir a été identifié par les vestiges retrouvés, tout comme une activité de réparation d'éléments militaires.
Les fouilles du quartier idrisside ont mis en évidence ce qui est interprété comme un atelier de verrier, du fait de la découverte de déchets et ratés de verre, voire de creusets même si cette identification semble plus discutée par les spécialistes. On pourrait être en présence d'« un des plus anciens "ateliers" de verriers du Maroc médiéval ».
L'étude des céramiques à peinture rouge de Volubilis d'époque islamique a permis d'avancer que plusieurs ateliers y étaient consacrés, avec des techniques diverses et l'utilisation d'argiles diverses. cette céramique médiévale présente de grandes similitudes avec la céramique antique, la « sigillée claire romaine ». La céramique tournée présente ces similarités ; la céramique modelée est pour sa part davantage liée à la « tradition de la céramique berbère ».

### Maisons privées: habitat et mosaïques de sol

Plan de quelques maisons privées de Volubilis.

#### Diversité et originalité de l'habitat

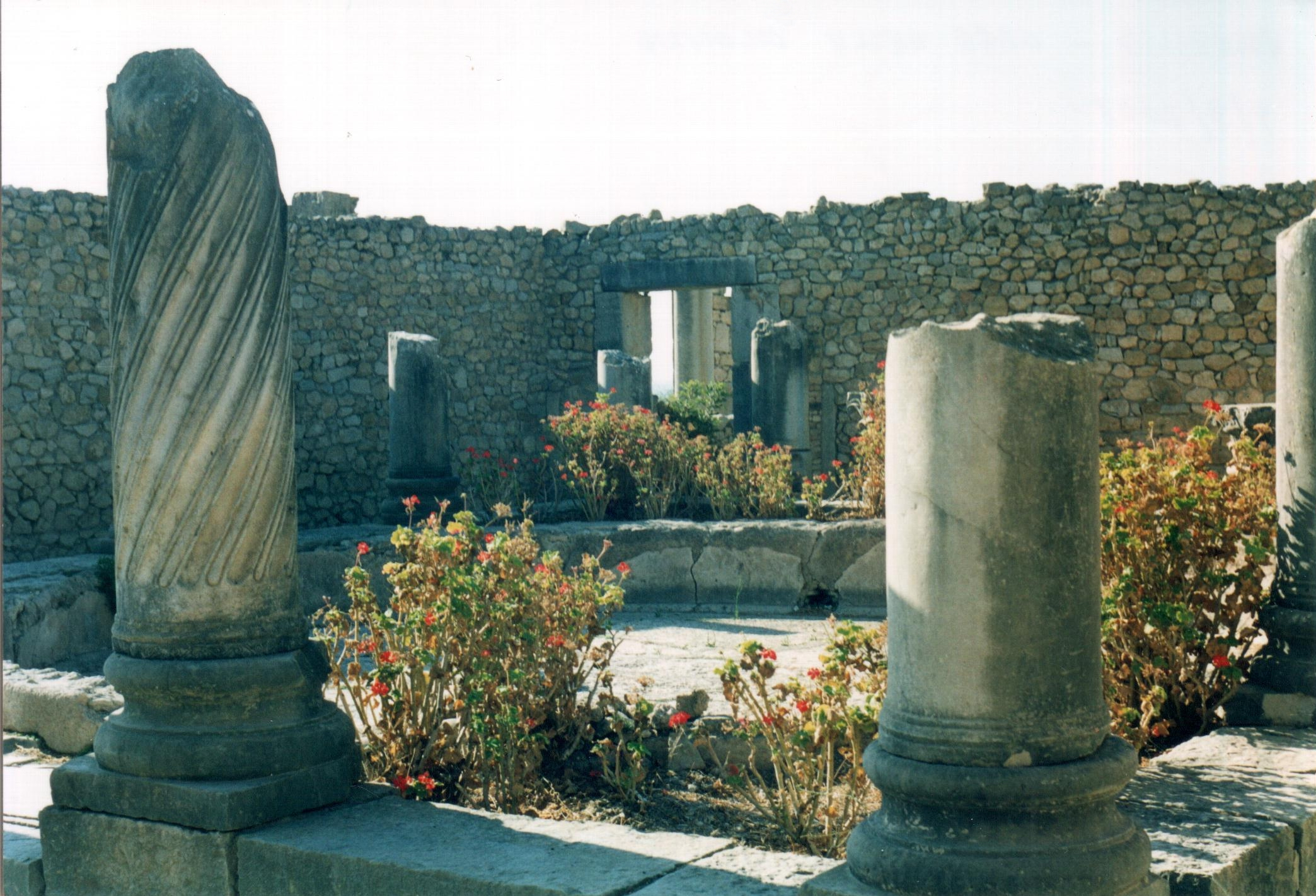
Maison des colonnes.

Insula n°11 au sud de Volubilis.

Les maisons privées dégagées à Volubilis sont diverses, elles vont des hôtels particuliers richement décorés aux simples bâtisses comportant deux pièces et construites de brique et de boue séchée, et destinées aux habitants les plus pauvres de la ville. L'architecture privée la plus riche est un témoignage de la prospérité de la cité volubilitaine aux IIe et IIIe siècles. Les maisons sont associées à des dépendances de nature économique, ce qui est un caractère de l'habitat volubilitain. Les maisons ont été réaménagées au fur et à mesure de l'histoire de la cité, donc les plans originels ont parfois été modifiés.
Les maisons du quartier nord-est, de part et d'autre du decumanus maximus sont parfois vastes de plus de 1 500 m2, avec pour certaines un péristyle de plus de 300 m2 au milieu duquel se situe un bassin. Les maisons de Volubilis possèdent un plan qui diffère du plan-type des demeures comme celles de Pompéi et se rapproche du plan de la demeure traditionnelle d'Afrique du Nord. L'atrium n'existe pas en Afrique, la fonction étant assurée par le péristyle. Le péristyle comportait de deux à quatre galeries. Certaines possèdent un second atrium, un atriolum, bassin entouré de 4 colonnes, qui permettait d'avoir un puits de lumière supplémentaire et un complexe thermal privatif. Les fonctions des différentes pièces sont complexes et parfois à identifier, sauf pour celles ayant eu une fonction industrielle ou commerciale. Les espaces de réception étaient divers : vestibule, péristyle, triclinium, exèdre. Les dépendances comportaient des pièces destinées à la production (huileries, boulangeries) mais aussi au confort (thermes) ou simplement destinées au rangement.
Les maisons étaient pourvues de décor de stucs, marbres et mosaïques dont certaines bien conservées. Dans ces riches maisons ornées d'œuvres d'art et richement meublées les propriétaires pouvaient recevoir. Les fouilles du quartier nord-est de Volubilis ont livré le plus riche mobilier. À l'entrée de certaines pièces se trouvaient des pilastres et des demi-colonnes. Il y avait également des peintures à fresques, le marbre était pour sa part utilisé avec parcimonie. Les colonnes sont faites soit en grès soit en calcaire et sont ornées de chapiteaux, le tout étant travaillé de façon diverse et inventive.

#### Caractères généraux des mosaïques de Volubilis

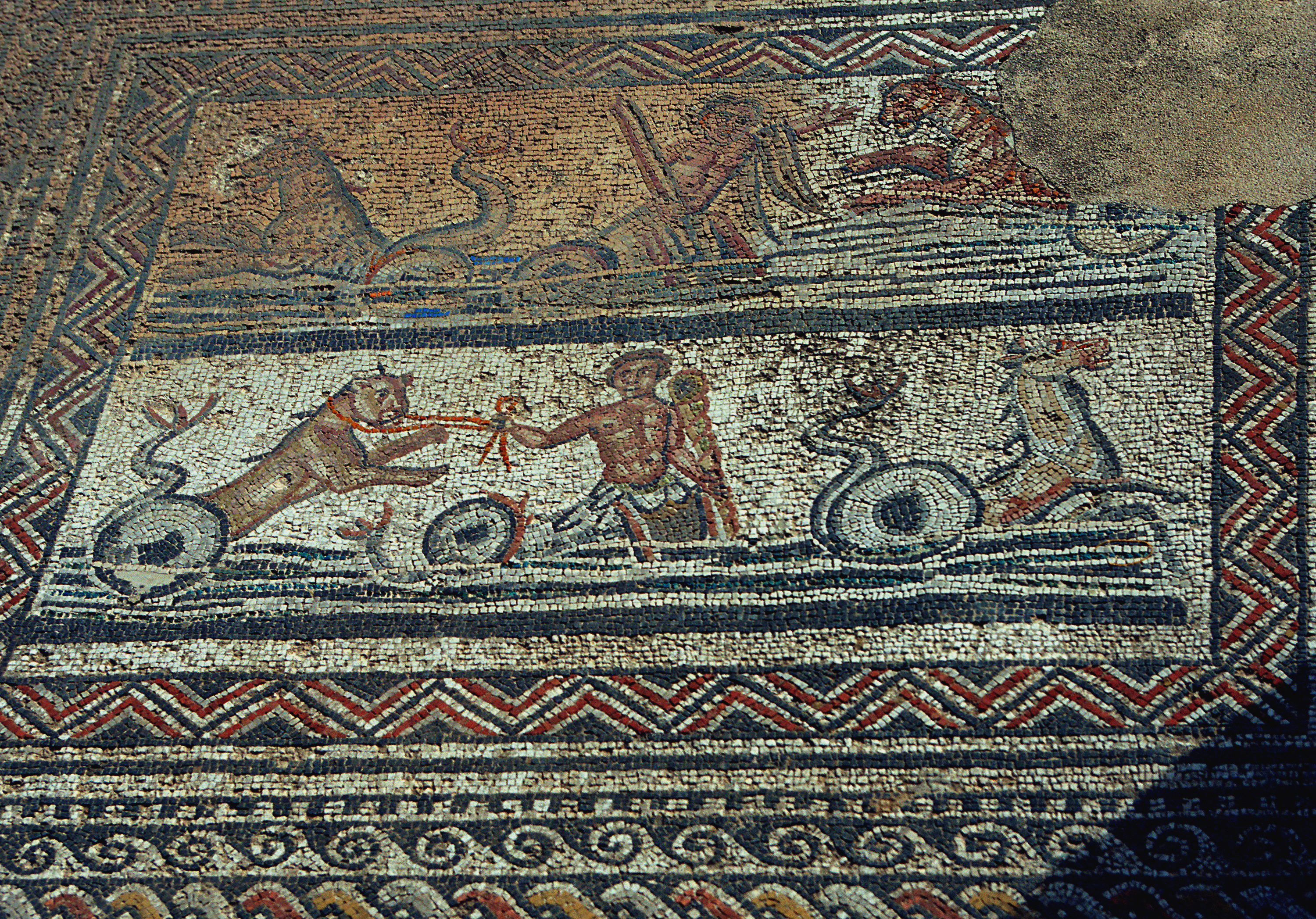
Mosaïque du char d'Amphitrite.

Le mode ordinaire de décor du sol est une sorte de mortier. Les découvertes sont liées aux fouilles de quartiers riches des sites antiques, et « nombre de sites sont potentiellement riches en pavements ».
Les vestiges les plus spectaculaires de Volubilis sont les très nombreuses mosaïques ornant essentiellement le sol des triclinia ou exèdres de réception des riches demeures, et aussi les fontaines et bassins. Les mosaïques sont réservées aux pièces de réception seules et dans une majorité des pièces dans le cas des maisons les plus riches.
Les mosaïques mises à jour ont beaucoup contribué à la notoriété du site : les motifs présents sont géométriques, végétaux et présentent des personnages ou animaux. Elles sont concentrées dans les riches demeures du quartier nord-est et de l'arc, hormis la maison d'Orphée, localisée pour sa part dans la frange méridionale de la cité,.
Ces mosaïques sont une source de documentation pour la mythologie et l'iconographie. Les mosaïques sont le produit d'une longue tradition « épanouissement romain préparé par de nombreuses greffes » issues de « traditions indigènes, phénicopuniques et hellénistiques ».
Les mosaïstes ont utilisé du calcaire local de Zerhoun, du marbre, du schiste, de la céramique et de la pâte de verre,. Les mosaïques sont pour la plupart polychromes, et peu en bichromie noir et blanc. La technique utilisée est celle de l'opus tessellatum avec des tesselles de 0,5 à 1,5 cm.
Les plus nombreuses ont un décor géométrique ou floral, d'autres possèdent un décor figuré. Il n'y a presque pas de mosaïques funéraires. Les mosaïques figurées possèdent surtout des sujets mythologiques ou animaliers.
| Thèmes mythologiques représentés sur les mosaïques de Volubilis |
| --------------------------------------------------------------- |
| Travaux d'Hercule                                               |
| Meurtre et enlèvement d'Hylas                                   |
| Orphée                                                          |
| Enlèvement de Ganymède par Zeus sous la forme d'un aigle        |
| Bain de Diane                                                   |
| Méduse                                                          |
| Néréides                                                        |

Les scènes de vie quotidienne (pêche, jeux) sont très peu nombreuses,. Des représentations végétales, comme le laurier, l'épi de millet et la fleur de lotus, parfois stylisées servaient à des fins apotropaïques, tout comme des symboles de défense (trident, fourche) et des animaux fantastiques marins. D'autres symboles prophylactiques sont répandus, la croix gammée, les peltes, le nœud de Salomon et le cratère dionysiaque.
Les clients choisissaient les motifs représentés dans les motifs centraux (emblema) dans des catalogues de modèles,. En dépit de l'usage de ce « cahier de modèles » utilisé par des artistes itinérants pour les sujets principaux, « Les mosaïstes volubilitains ont révélé leur virtuosité aussi bien dans le dessin géométrique que dans les scènes figurées », figurant le relief et la perspective par un usage des couleurs. Les artistes avaient davantage de liberté pour les sujets secondaires et les raccords et éléments géométriques. La virtuosité des mosaïstes s'exerce dans les décors géométriques qui permettaient de pallier « une certaine maladresse d'exécution dans les sujets principaux ».
| Localisation      | Maison                       | Noms des mosaïques |
| ----------------- | ---------------------------- | --- |

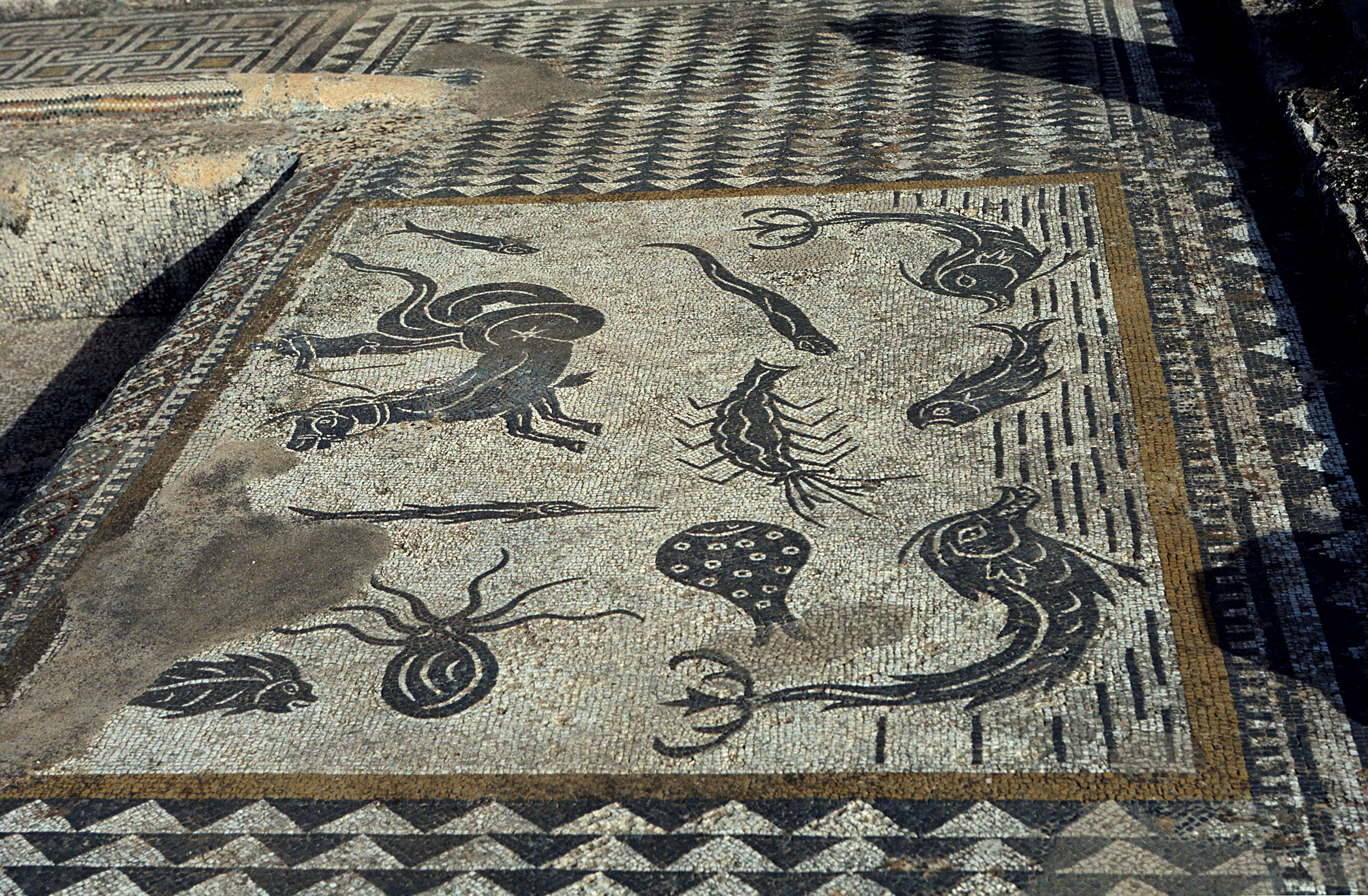
Mosaïque en noir et blanc représentant des monstres marins.

| Quartier nord-est | Maison de Vénus              | Bacchus et les Quatre Saisons Amours aux oiseaux Course de chars Diane et Actéon Hylas enlevé par les Nymphes Mosaïques géométriques |
| Quartier nord-est | Maison aux Travaux d'Hercule | Travaux d'Hercule Mosaïque aux signes prophylactiques                                                                                |
| Quartier nord-est | Maison des Fauves            | Taureau, tigresse, lion, panthère |
| Quartier nord-est | Maison des Quatre Saisons    | Dionysos et les Quatre Saisons |
| Quartier nord-est | Maison aux Néréides          | Néréides |
| Quartier centre   | Maison au Cavalier           | Bacchus découvrant Ariane endormie                                                                                                   |
| Quartier centre   | Maison au Desultor           | Acrobate sur un âne Mosaïque des pêcheurs                                                                                            |
| Quartier centre   | Maison à l'éphèbe            | Mosaïque géométrique Faune marine Scène de pêche Centaure et centauresse Bacchus sur un char tigré par des tigres                    |
| Quartier sud      | Maison d'Orphée              | Orphée et les animaux Cortèges marins Dieu marin et poissons Neuf dauphins                                                           |

Choix de mosaïques de Volubilis
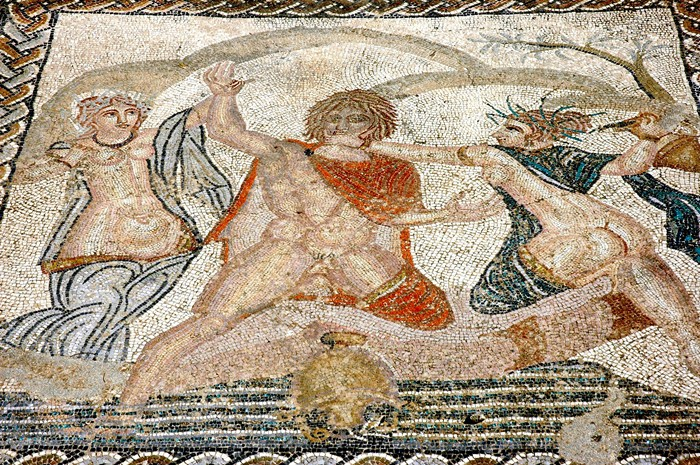
Mosaïque d'Hylas enlevé par les Nymphes de la maison de Vénus.
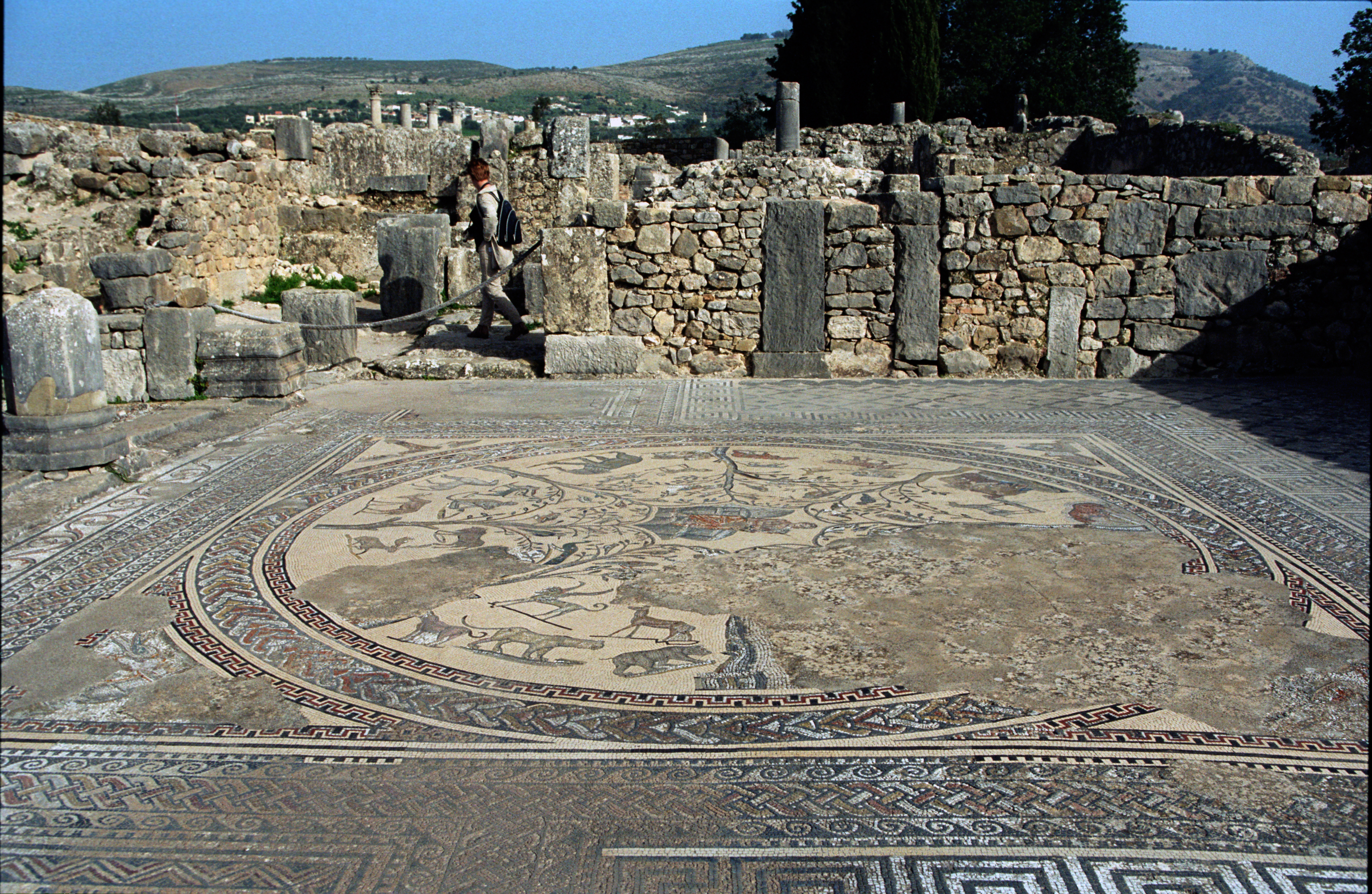
Mosaïque de la maison d'Orphée.
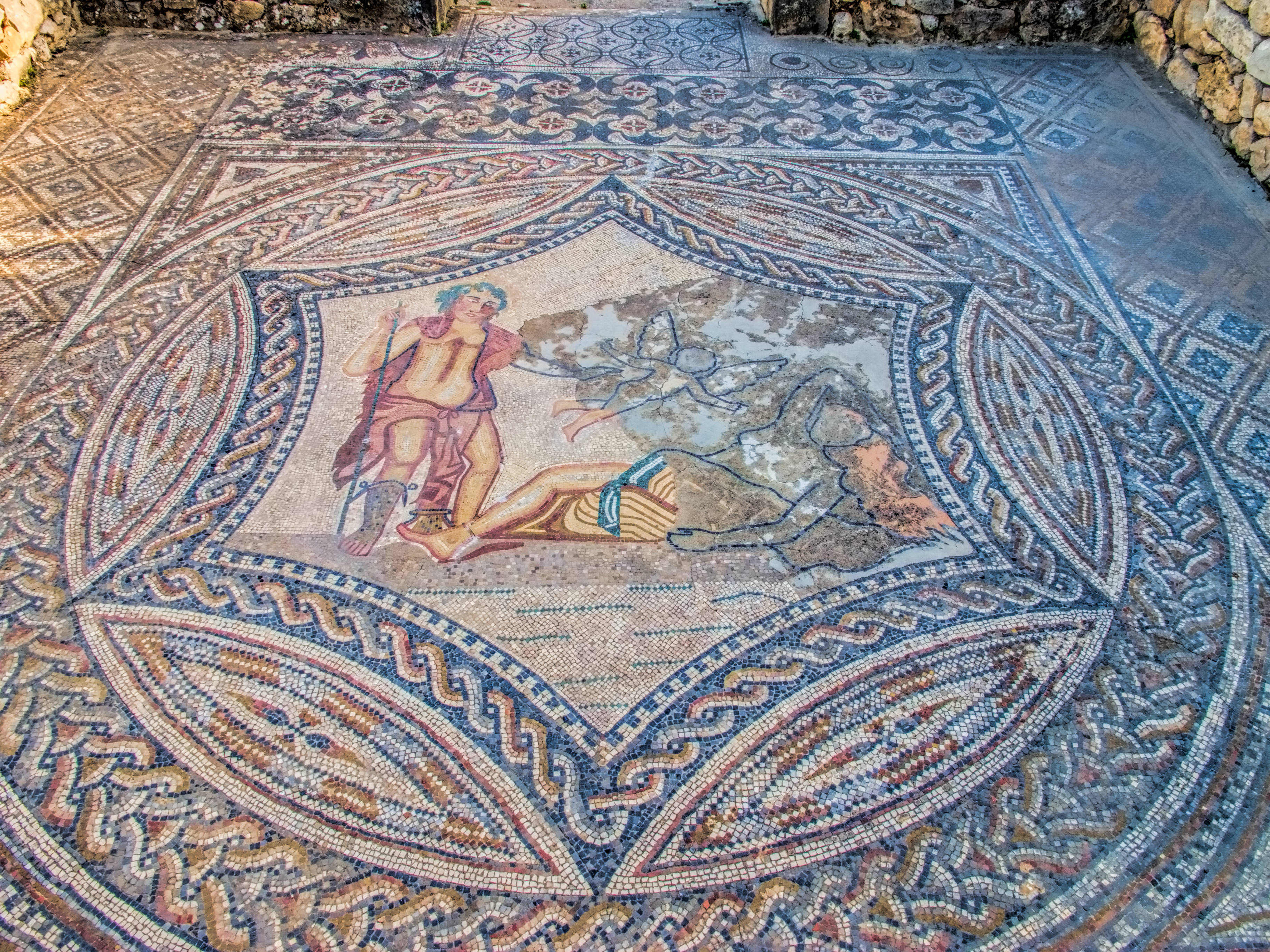
Mosaïque de Bacchus découvrant Ariane endormie.
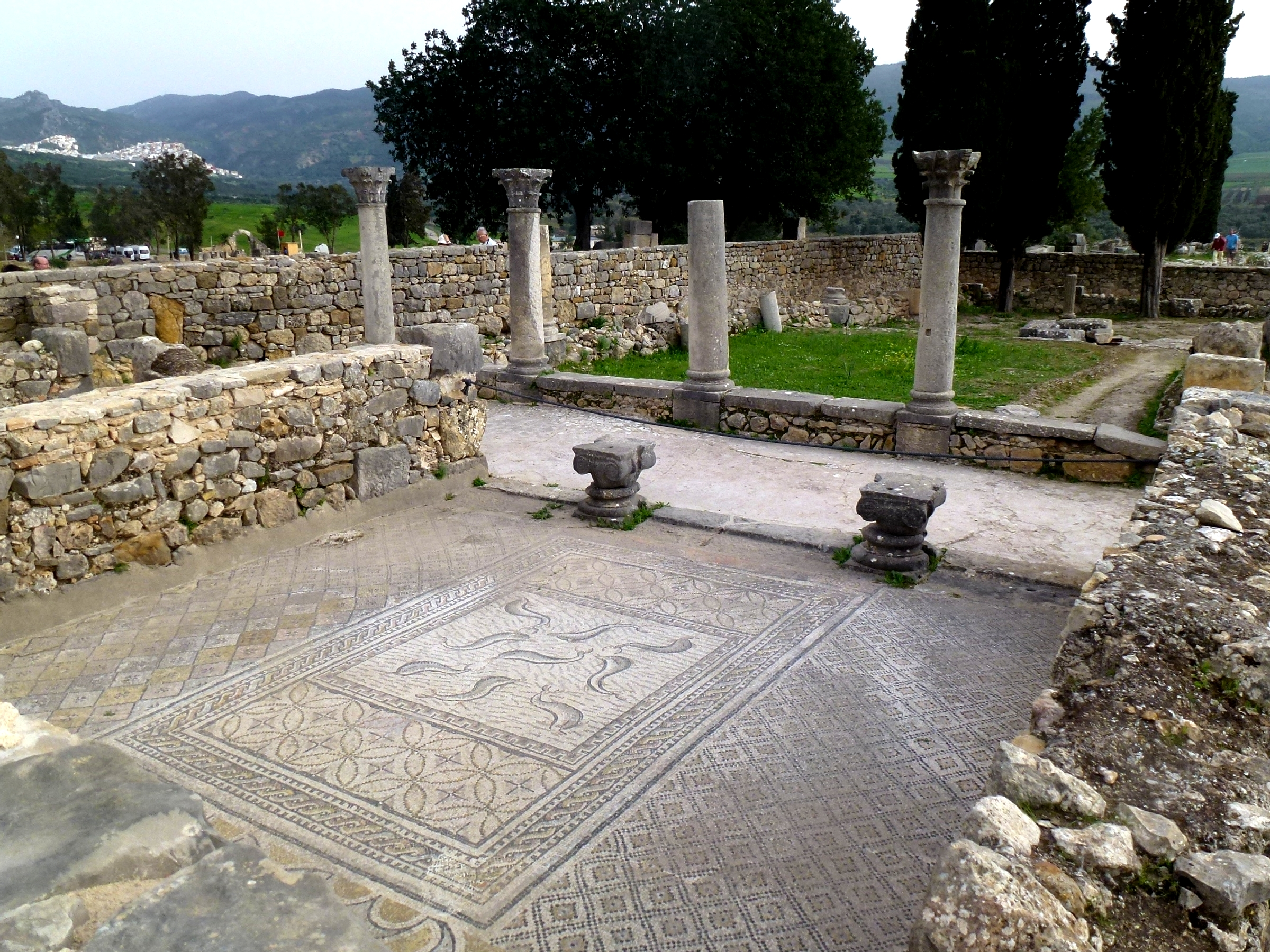
Mosaïque des neuf Dauphins de la maison d'Orphée.

#### Principales maisons patriciennes
La richesse de la ville est assurée par les vestiges des maisons des habitants les plus riches, dont certaines conservent de belles et grandes mosaïques in situ. Elles ont été nommées par les archéologues d'après les motifs de leurs mosaïques principales, ou d'autres découvertes. Quelques maisons permettent de bien percevoir le plan de ces grandes demeures romaines avec leur atrium et impluvium.

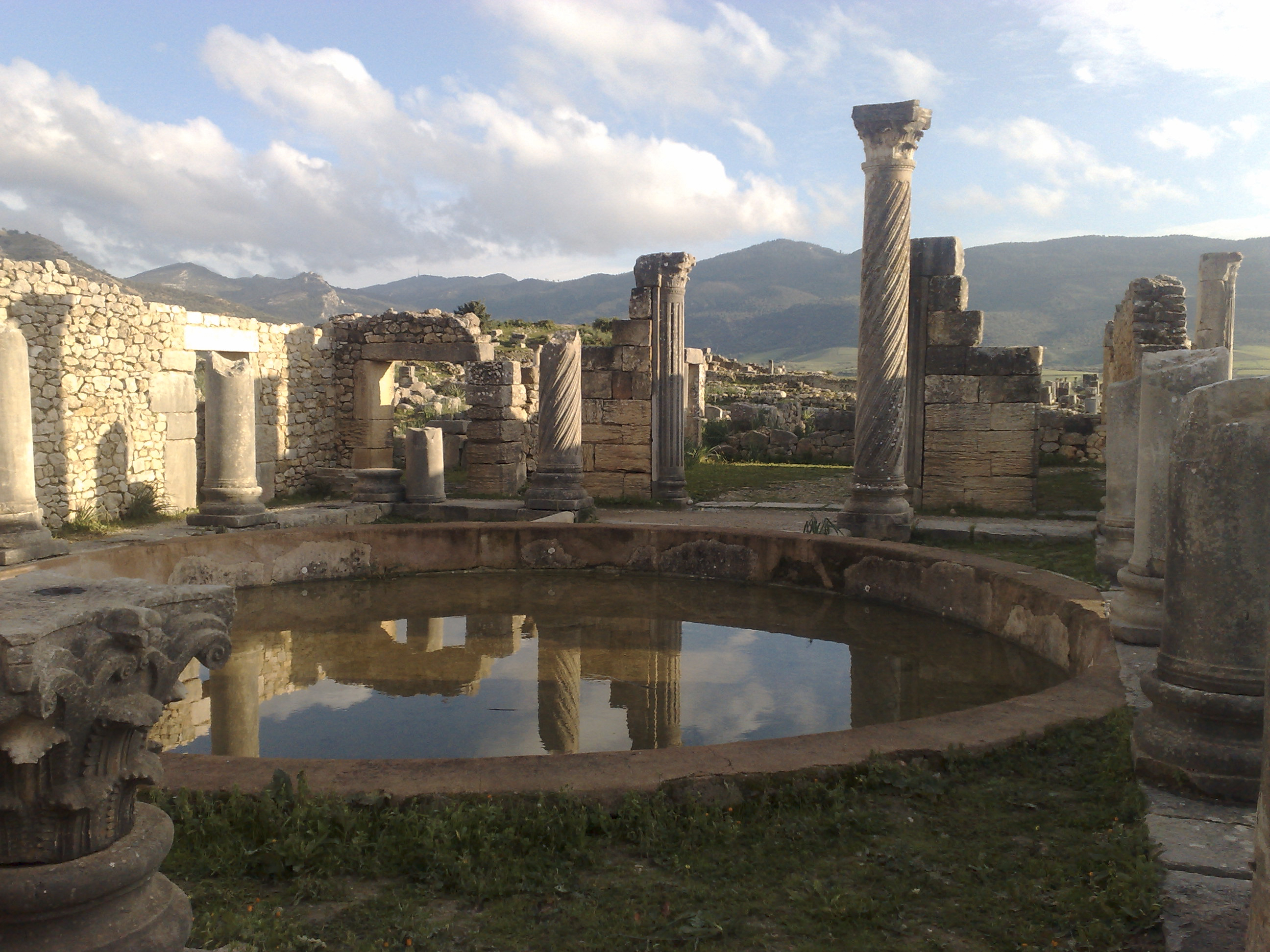
Impluvium de la Maison des colonnes.

La Maison aux Colonnes dans le quartier nord-est borde le decumanus maximus : la porte de l'édifice comporte un grand passage pourvu de colonnes et d'autres passages pour les piétons. Un vaste péristyle muni de colonnes torses occupe le centre bordé de salles de réception, et dans le jardin un bassin relié à la distribution d'eau publique. Des salles installées près des couloirs permettaient d'accéder à la fraîcheur pour améliorer le confort lors des périodes estivales. La Maison aux Néréides est située dans le même quartier et tire son nom des Néréides figurées sur une mosaïque.

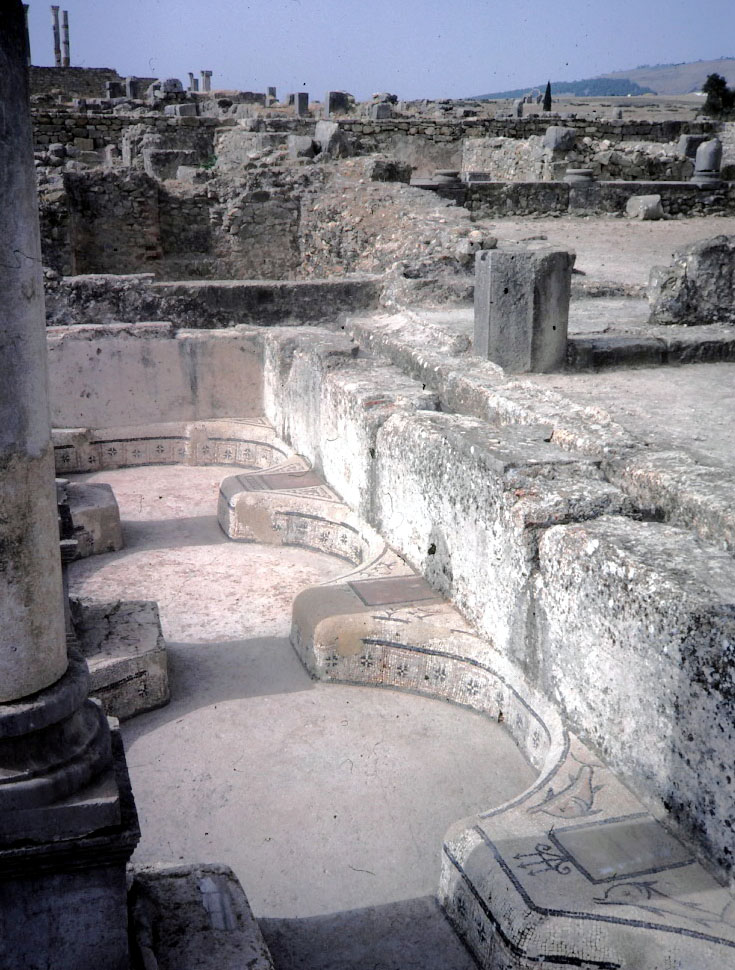
Bassins lobés à mosaïques du salon d'été de la maison d'Orphée à Volubilis.

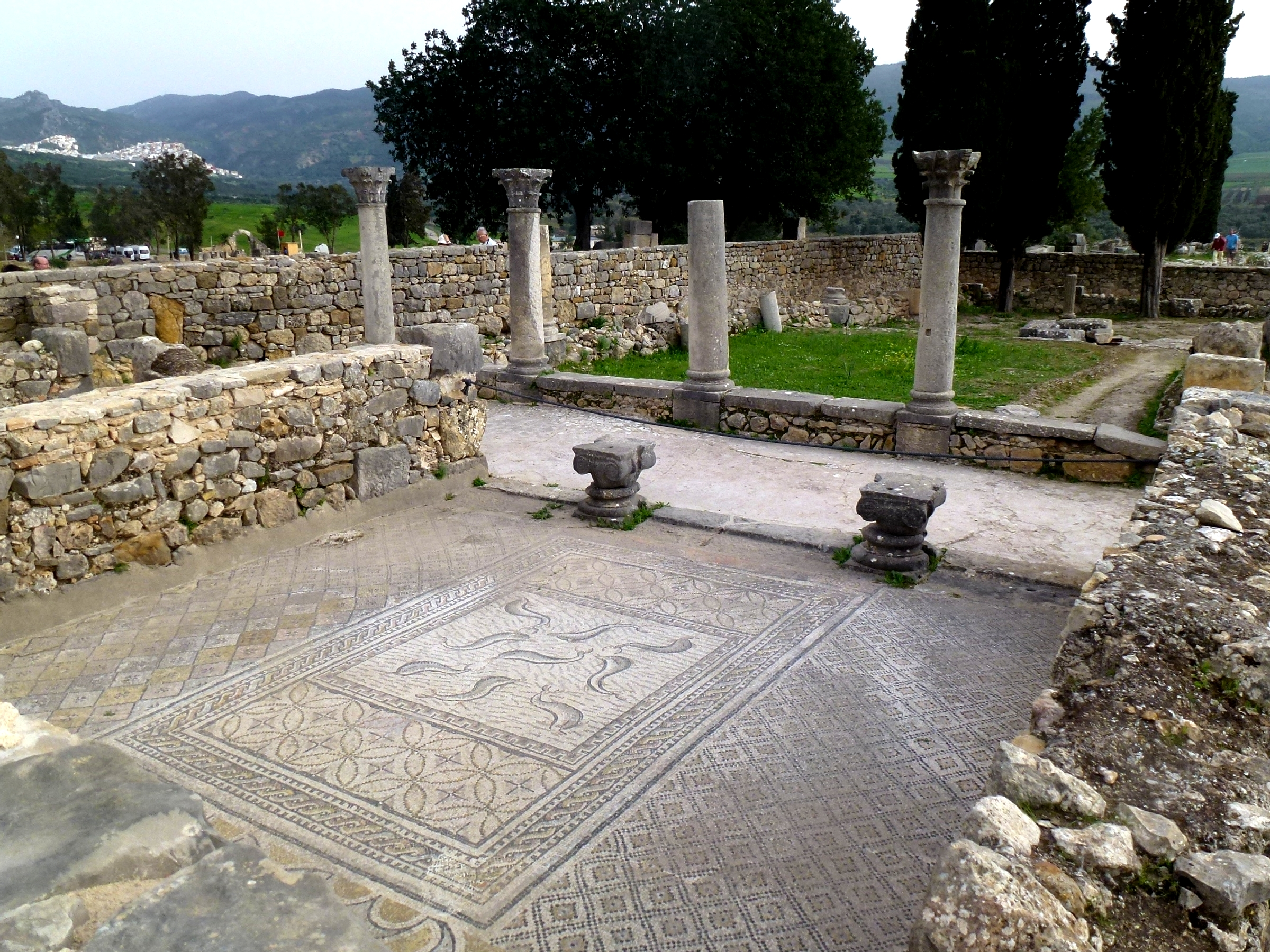
Maison d'Orphée.

La Maison d'Orphée dans la partie du sud de la ville prend ainsi son nom de la grande mosaïque de 3,80 m de diamètre dépeignant Orphée jouant de la lyre face à un public d'arbres, d'animaux et d'oiseaux. La maison occupe une insula entière, et contient outre la partie privée et celle réservée aux activités publiques, une huilerie. Les différents lieux publics sont utilisés « selon le degré d'intimité qui lie le visiteur à ses hôtes ». Découverte entre 1926 et 1928 dans le tablinum, c'est « la plus grande mosaïque circulaire du site de Volubilis ». Autour d'Orphée, dans huit panneaux, on trouve des animaux, oiseaux et quadrupèdes. Selon MacKendrick, la mosaïque est plutôt ingénument exécutée, car les animaux sont tous de tailles différentes, ne respectant pas l'échelle et avec le visage dans des directions différentes sans relation avec la figure d'Orphée. Il semble que le mosaïste ait simplement copié des modèles sans essayer d'intégrer les divers éléments. On peut voir d'autres mosaïques dans l'atrium, dont une comportant Amphitrite dans un char tiré par un hippocampe et accompagnée par d'autres créatures marines. Limane considère que le personnage est un triton ou un amour marin. Entre le tablinum et l'atrium, une mosaïque en noir et blanc de 2,60 m sur 1,80 m figure, au-dessus d'animaux divers (poissons, crustacés, etc.), « un char tiré par un cheval marin et conduit par Neptune ». Une pièce de la cour principale possède une mosaïque comportant des dauphins, considérés par les Romains comme un animal chanceux. La mosaïque, de 5,30 m sur 1,80 m, comporte neuf dauphins jouant dans les vagues et sur 3 côtés un décor géométrique.

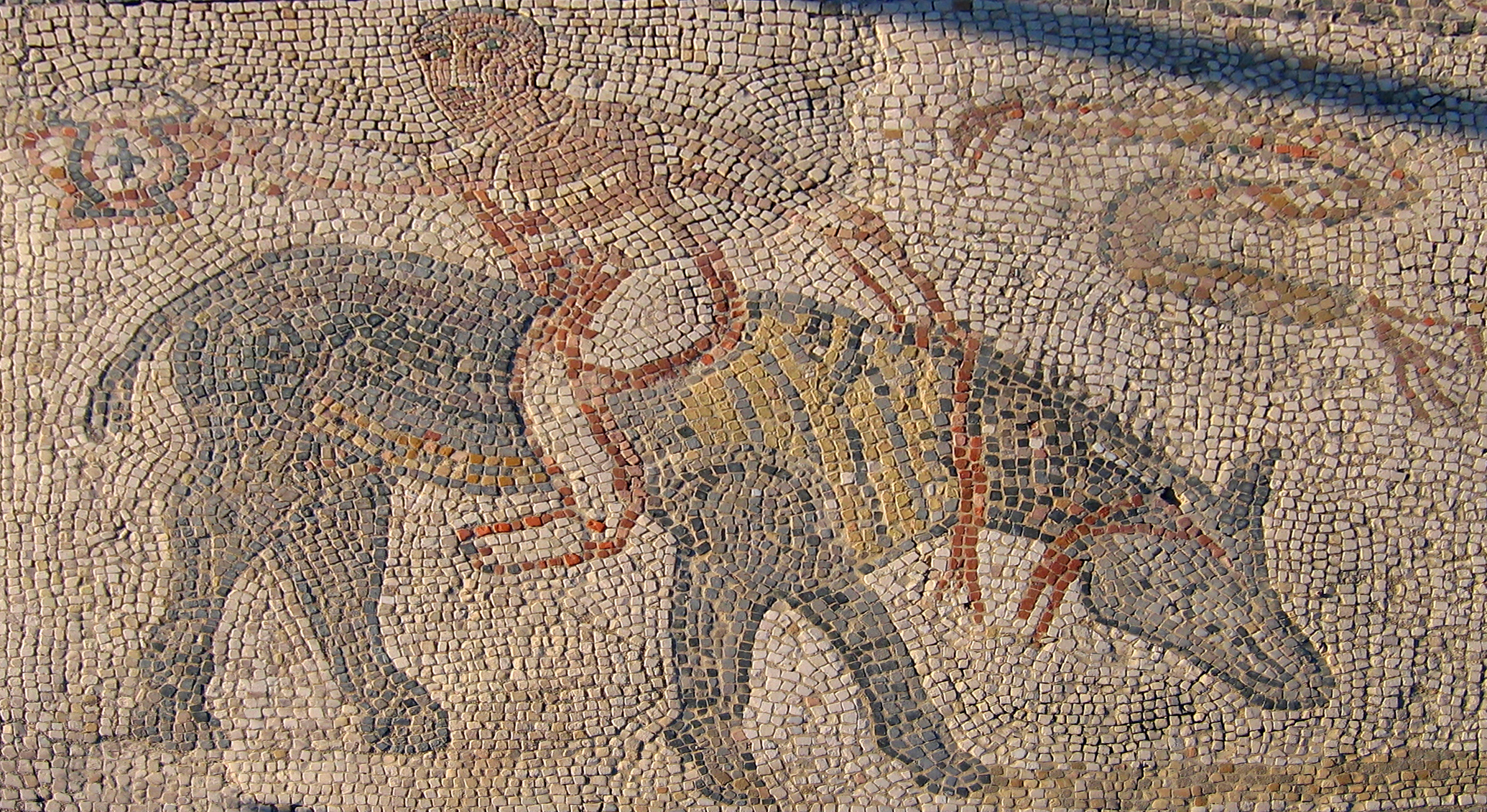
Mosaïque du Desultor, détail.

La Maison de l'Athlète ou Maison du Desultor, située près du forum, contient une mosaïque de 2,10 m sur 1,75 m pleine d'humour, d'un athlète ou d'un acrobate conduisant à l'envers un âne et en tenant une coupe ou un canthare, « symbole de victoire ». Une écharpe située derrière lui a le même sens symbolique. C'est « une parodie de course de cheval ». Il représente sans doute un Silène. La même demeure comporte une mosaïque de 2,60 m sur 2,10 m de scènes de pêche, à la ligne et à l'épervier.

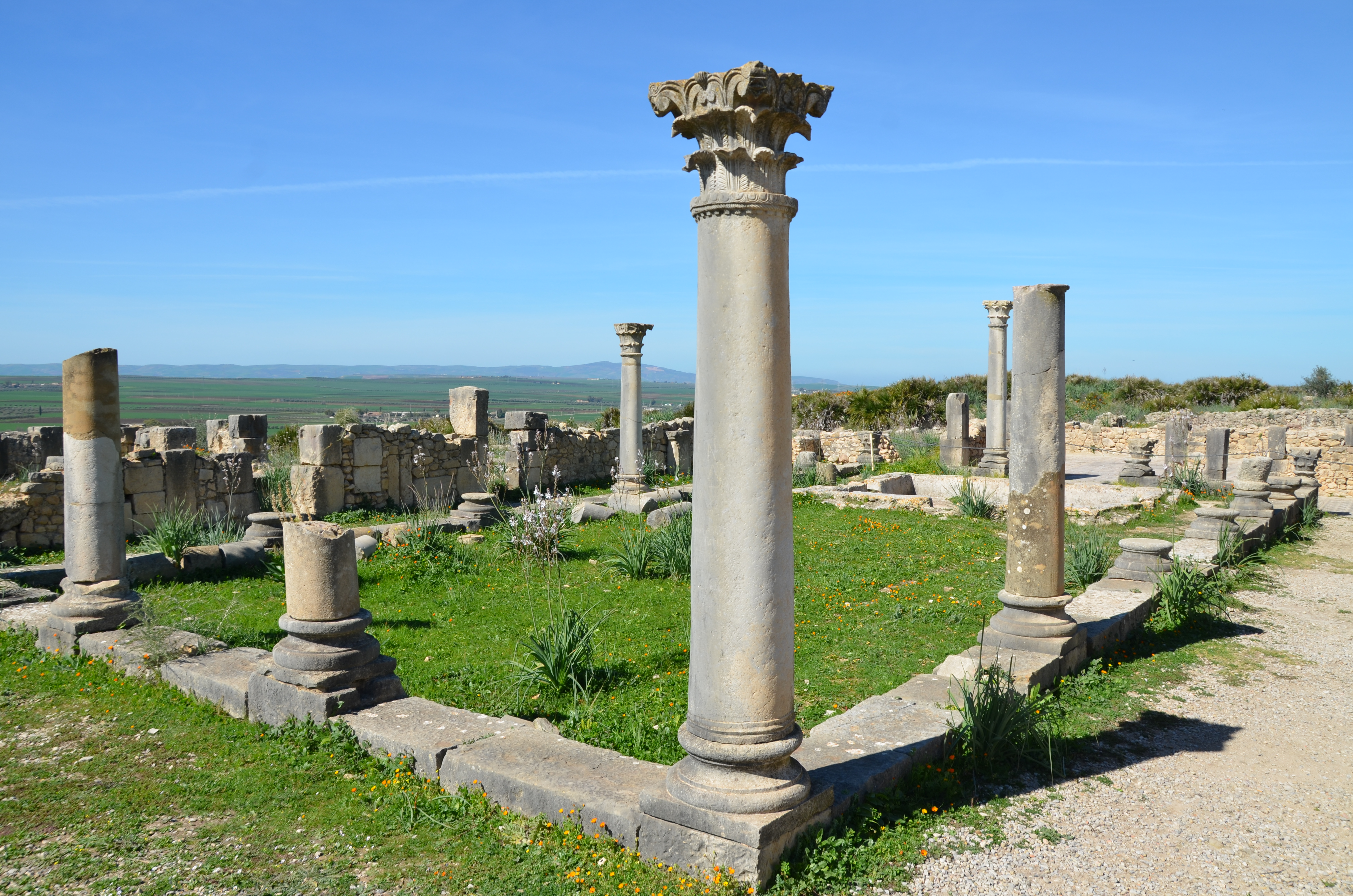
Péristyle de la maison de l'éphèbe.

Le nom de la maison de l'Éphèbe provient d'une statue de bronze trouvée là en 1932 à 1,50 m de profondeur et conservée au musée de l'histoire et des civilisations de Rabat. Elle comporte une cour intérieure et certaines pièces sont pourvues de mosaïques, dont une description de Bacchus couronné de feuilles de vigne et portant une branche de vigne, dans un char tiré par des léopards ou des tigres dont seules subsistent les pattes. Cette œuvre mesure 1,50 m sur 1,45 m. Dans le triclinium a été dégagée une scène de Néréides (2,60 m sur 3,75 m) : au centre une Néréide est sur un cheval marin, sur les côtés il y a des médaillons ovales et circulaires ornés de poissons.

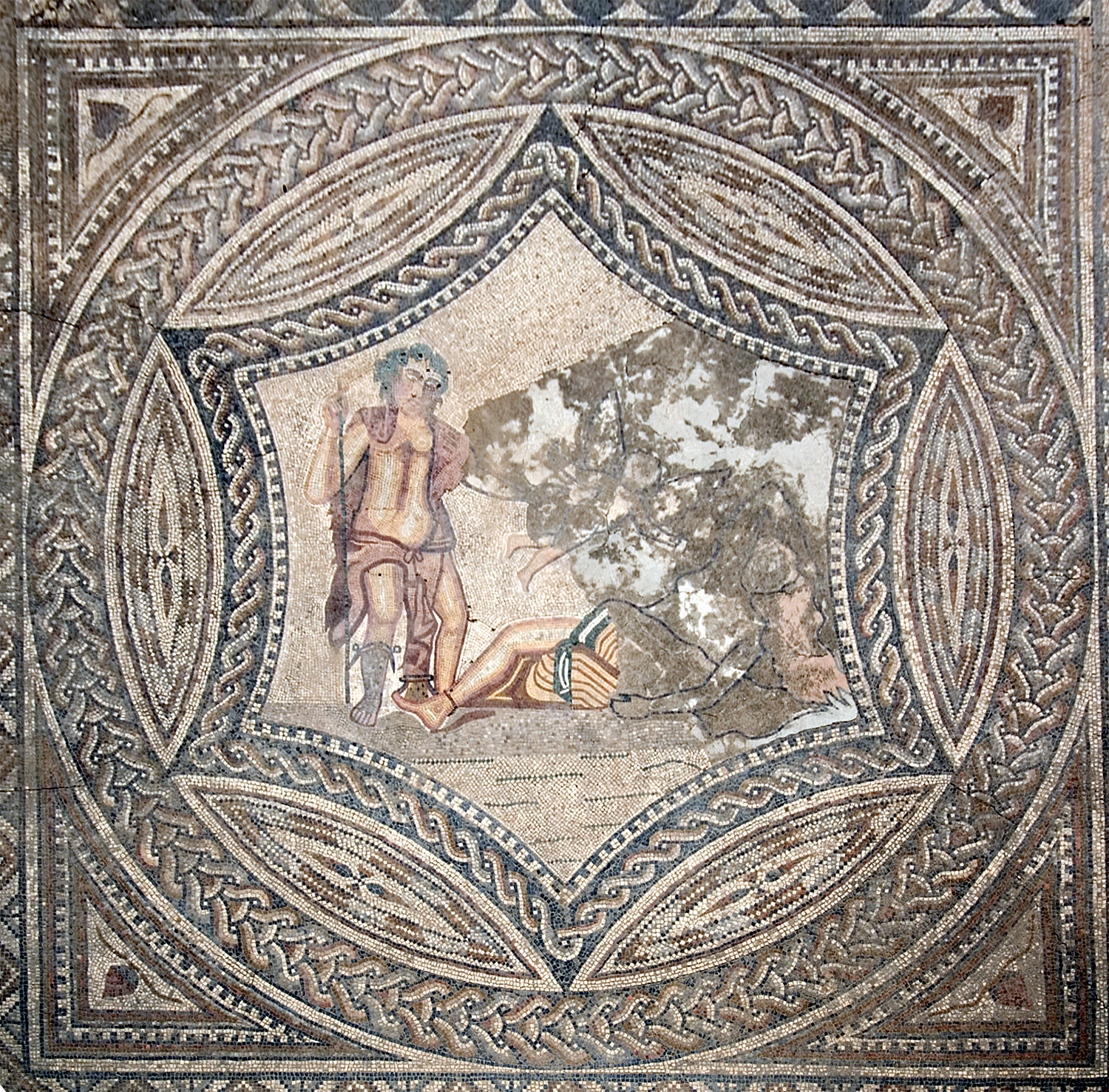
Bacchus découvrant Ariane de la Maison au Cavalier.

La Maison du Chevalier ou Maison du Cavalier possède également une mosaïque de Bacchus, de 3,30 m sur 3,30 m, montrant cette fois la divinité munie d'un thyrse et couronné de feuilles de vigne accompagnée d'Ariane. La maison tire son nom d'une statue de bronze d'un cavalier trouvée ici en 1918, et qui est maintenant exposée au musée de l'histoire et des civilisations de Rabat. La maison était vaste avec environ 1 700 m2 et contenait un espacé destiné aux activités commerciales, huit ou neuf magasins ouvrant sur la route et un grand complexe destiné aux olives.

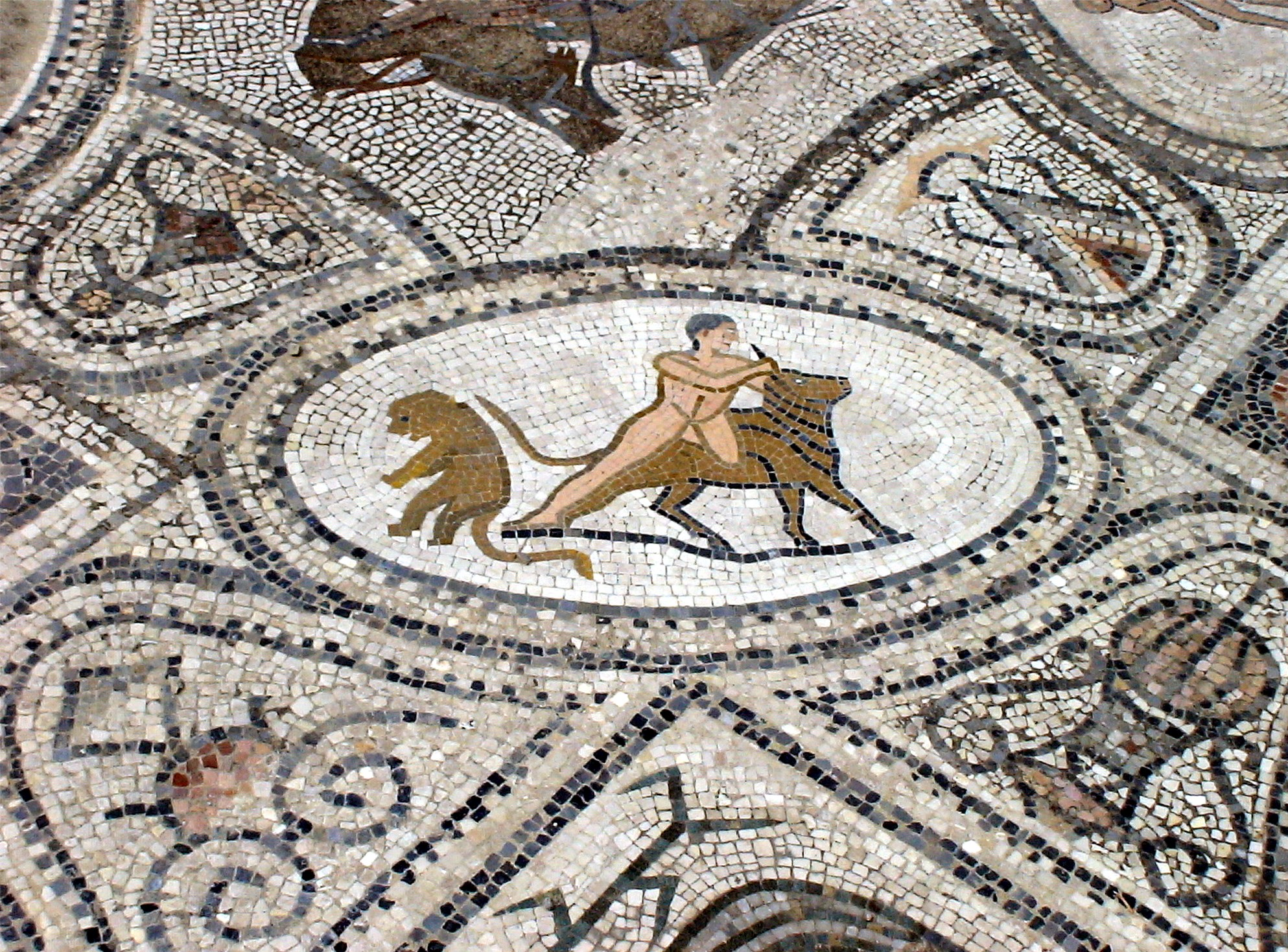
Mosaïque d'Hercule, détail, Hercule dompte le taureau de Crète, de la Maison des travaux d'Hercule.

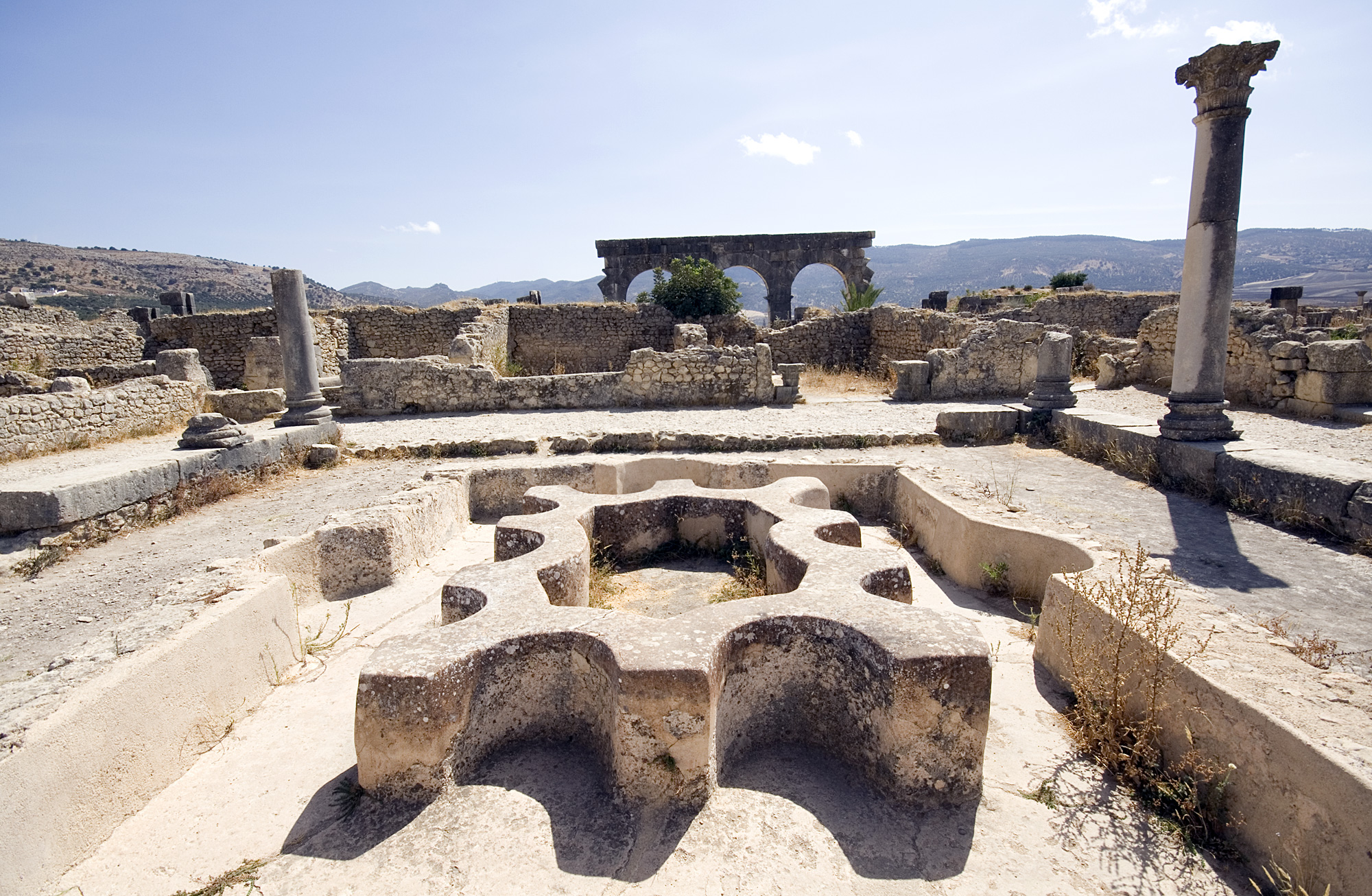
Atrium de la maison des travaux d'Hercule.

Dans la Maison des travaux d'Hercule, la mosaïque principale située dans le triclinium montre les douze tâches que le demi-dieu a dû réaliser en guise de pénitence pour avoir tué sa femme et ses enfants. L'œuvre est « rudimentaire, maladroitement restaurée ». Seuls 10 médaillons sont en bon état de conservation. La même mosaïque, de 4,50 m sur 4 m, comporte également les thèmes de Ganymède enlevé par son amant Jupiter au centre et des Saisons,. La mosaïque est supposée avoir été créée lors du règne de l'empereur Commode, qui s'est identifié à Hercule. La maison, avec 41 pièces, couvrait une zone de 2 000 mètres carrés.
La Maison de Dionysos ou Maison des Quatre Saisons a livré une mosaïque de Dionysos et les quatre saisons de 7,60 m sur 6,20 m : Bacchus, nu hormis un drapé, est situé au centre et s'appuie sur une stèle. Trois muses sont présentes, dont deux jouent de la musique (tambourin et double flûte) et la dernière tient une lance. Des poissons et des oiseaux sont également représentés. Les Saisons sont représentées avec un Amour et les attributs de chacune sont intégrés à un médaillon,.
La Maison à la Crypte a livré une belle mosaïque représentant le bain des nymphes et de Diane surprise par Actéon de 2,45 m sur 2,15 m : deux nymphes accompagnent la divinité, et est présente aussi une représentation de Pégase et d'Actéon en train de se transformer en cerf, avant qu'il ne soit dévoré par ses propres chiens.
Les archéologues ont découvert dans la Maison des Fauves une mosaïque de 6,20 m sur 3,50 m mais en mauvais état comportant des fauves, des taureaux et d'autres animaux.
La construction dénommée Palais de Gordien est la plus grande construction de la ville et probablement la résidence du gouverneur plutôt que celle de l'empereur Gordien III. Elle a été reconstruite au milieu du IIIe siècle, vers 238-244, et sans mosaïques, ce qui permet de réduire la chronologie de l'usage de cette technique dans la ville. L'édifice mesure 74 m sur 69 m. Deux maisons séparées ont été utilisées afin de créer un complexe de 74 pièces avec des cours et des salles d'eau privées, aux fonctions domestiques mais aussi officielles. Le bâtiment a aussi incorporé un ensemble d'une douzaine de magasins derrière une colonnade et un complexe de trois presses d'huile d'olive, avec en outre un lieu de stockage dans l'angle nord-est. En dépit de cette importance, il reste peu de vestiges de cette splendeur. Les sols semblent avoir été décorés surtout avec de l'opus sectile plutôt que des mosaïques.

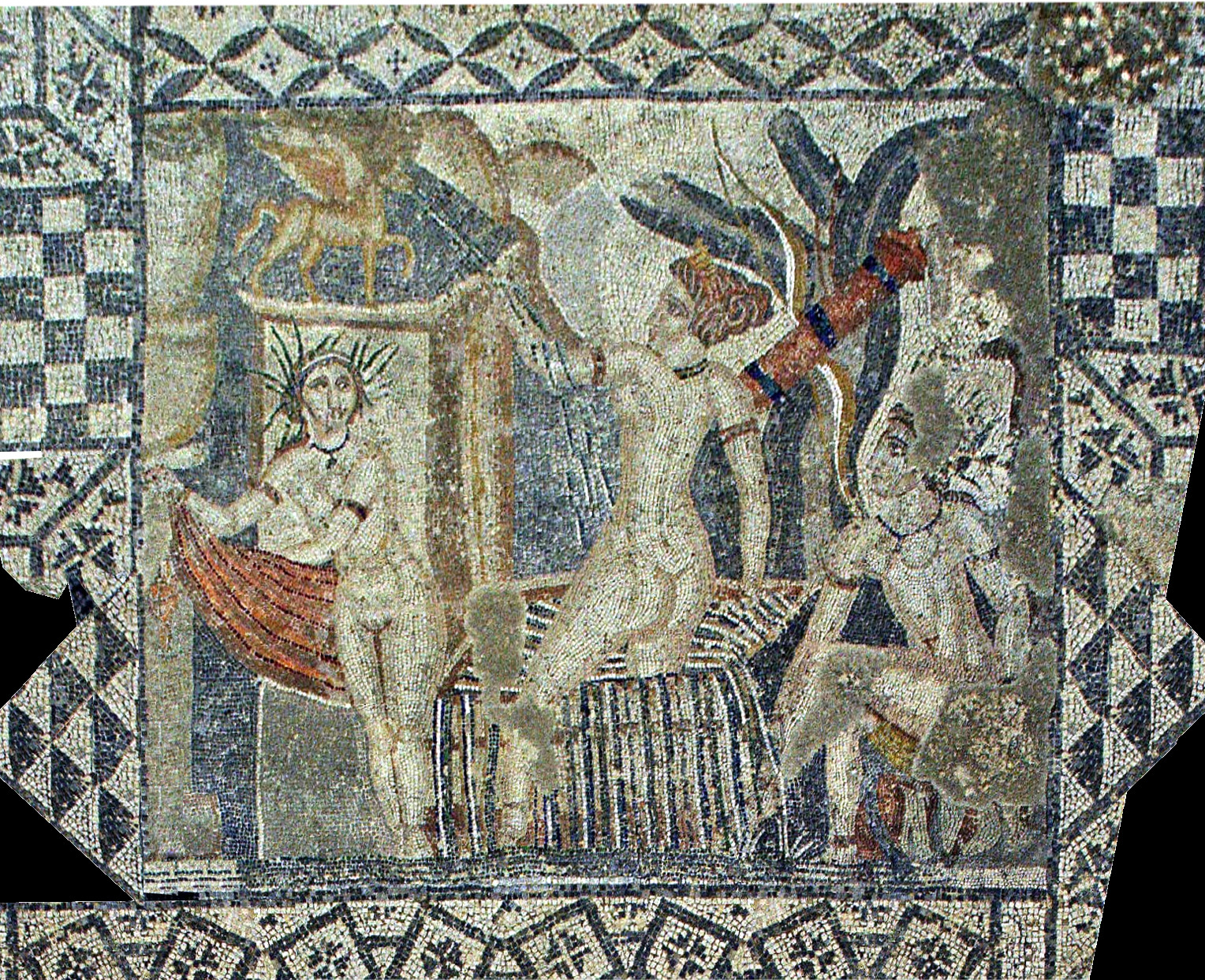
Diane et les nymphes au bain, maison de Vénus.

La Maison de Vénus, du côté oriental de la ville, est une des résidences les plus luxueuses de la cité et la « seule maison entièrement mosaïquée ». Elle possédait ses propres bains privés et un intérieur richement décoré, avec de superbes mosaïques datant du IIe siècle apr. J.-C. et exposant des scènes animales et mythologiques. Il y avait des mosaïques dans sept couloirs et huit pièces. La cour centrale contient une mosaïque dite la représentation du cirque (de 3,90 m sur 2,50 m) décrivant une course imaginaire de chars de course dans un hippodrome, avec des chars tirés par des paons, des oies et des canards. La mosaïque de Vénus qui a donné son nom à la maison a été emmenée à Tanger, mais dans une pièce contiguë se trouve toujours une mosaïque montrant Diane surprise par Actéon. La divinité furieuse, le transforme en cerf et Actéon meurt déchiré par ses propres chiens rendus fous de rage par la déesse. Actéon est montré alors que les cornes commencent à pousser sur sa tête. La mosaïque d'Hylas attaqué par les nymphes mesure 6,60 m sur 4,90 m : Hylas est attaqué par deux nymphes dont l'une lui tient le menton et tient une urne d'eau, et l'autre nymphe lui tient le poignet. Le tableau est complété par des tableaux secondaires racontant l'histoire d'un braconnier, de son délit à son arrestation et à son châtiment, prêt à être dévoré par une tortue. Une mosaïque de Diane et les nymphes au bain de 6,50 m sur 5,25 m du sud-ouest de la maison figure la déesse se baignant avec deux nymphes. L'œuvre est très ressemblante à la mosaïque de la maison du bain des nymphes et de Diane surprise par Actéon. La maison a livré également des mosaïques géométriques, un Bacchus et les Quatre Saisons, Hylas enlevé par les Nymphes et des Amours aux oiseaux. La maison semble avoir été détruite quelque temps après la chute de la ville vers 280, une des mosaïques (Cupidon donnant du grain aux oiseaux ou les amours aux oiseaux) semble avoir eu un feu brûlant directement sur elle. Cette dernière mosaïque mesure 5 m sur 4,70 m nous montre un Amour nourrissant des oiseaux, un deuxième amour tient une corbeille contenant les grains. Par la suite, la construction a peut-être été occupée par des squatters.

Choix de mosaïques de Volubilis
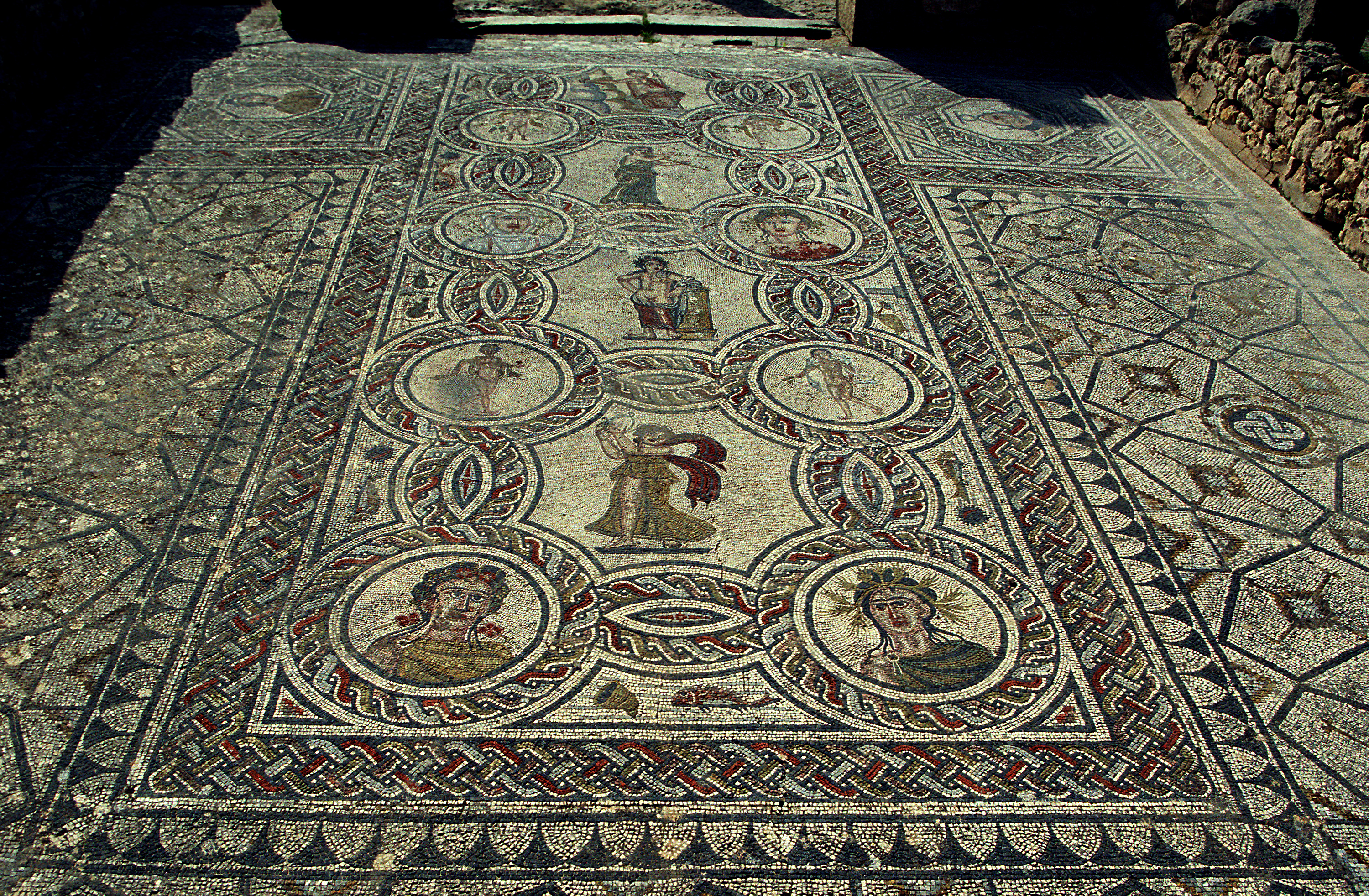
Mosaïque de Dionysos et des Saisons.
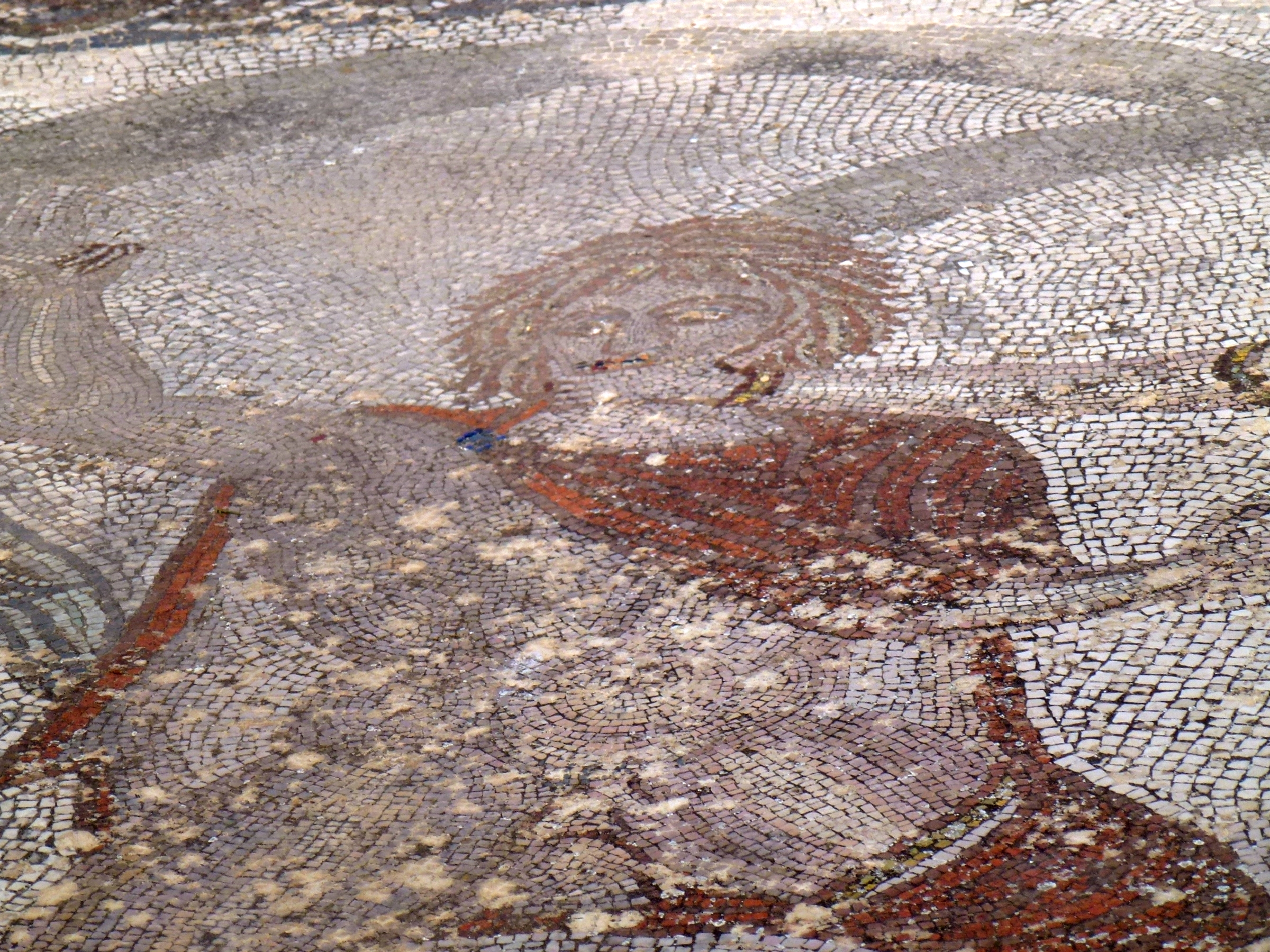
Détail de la mosaïque d'Hylas, maison de Vénus
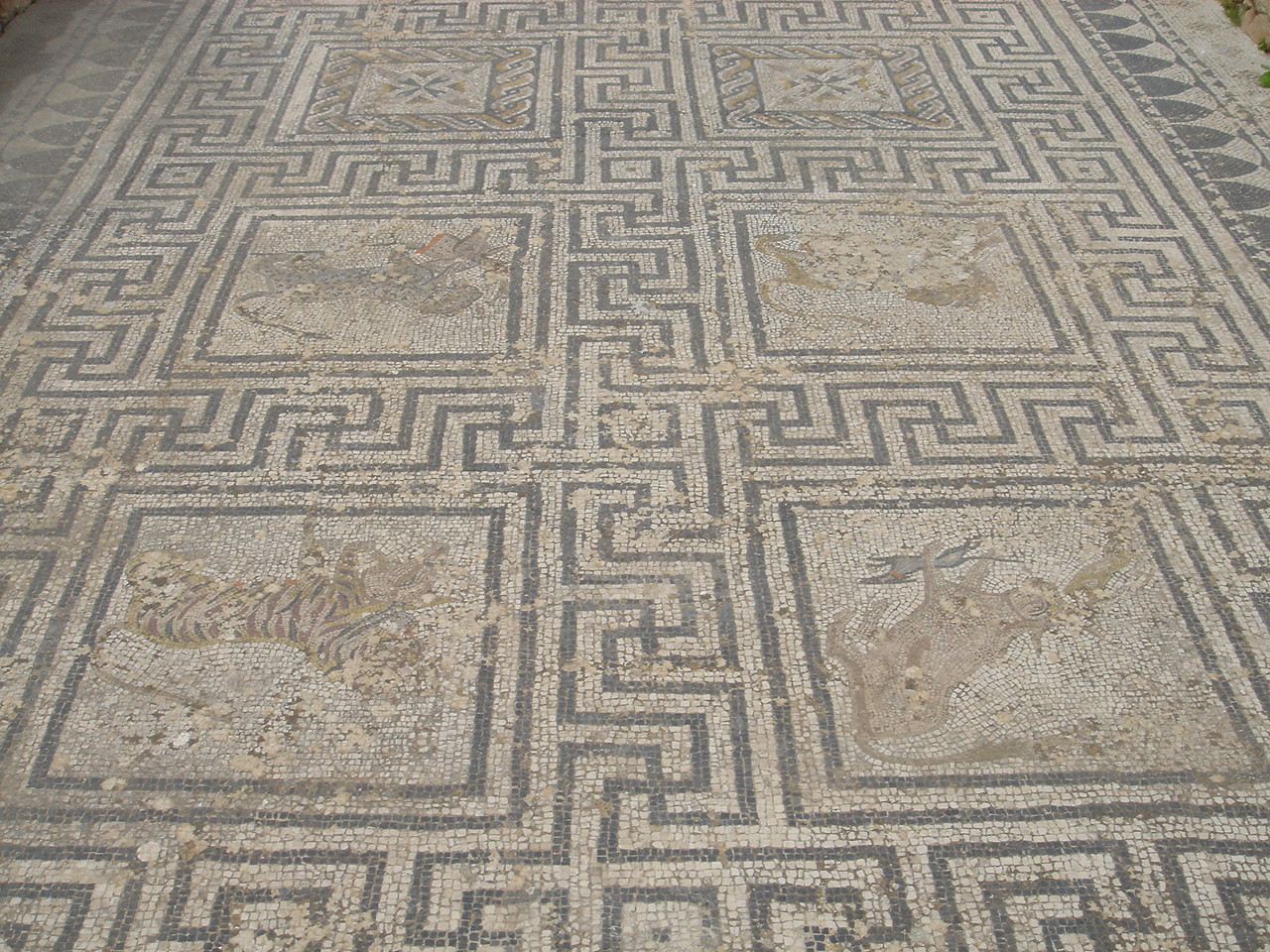
Mosaïque animalière et géométrique de Volubilis.
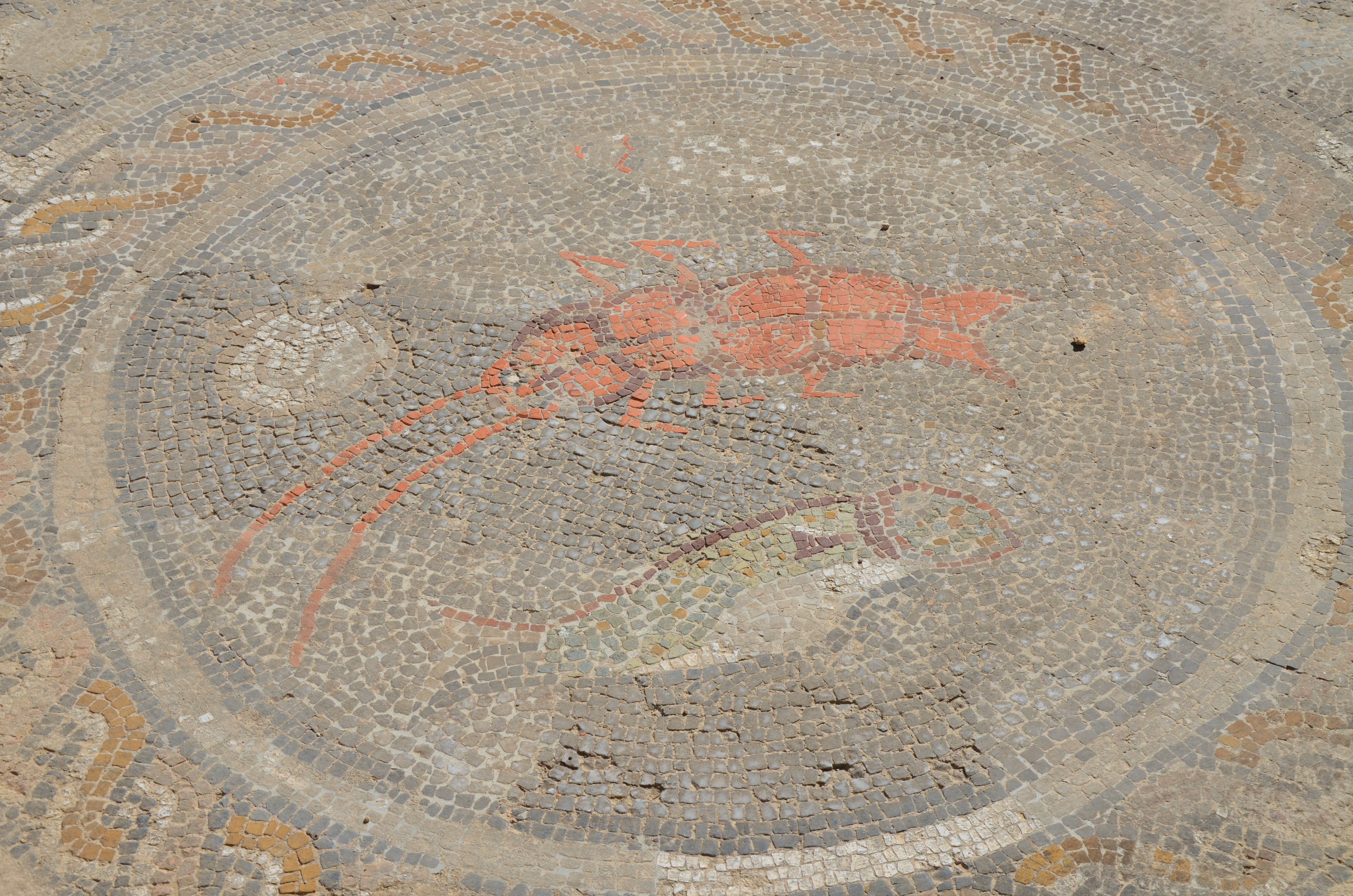
Détail d'une mosaïque de la Maison de l'éphèbe.
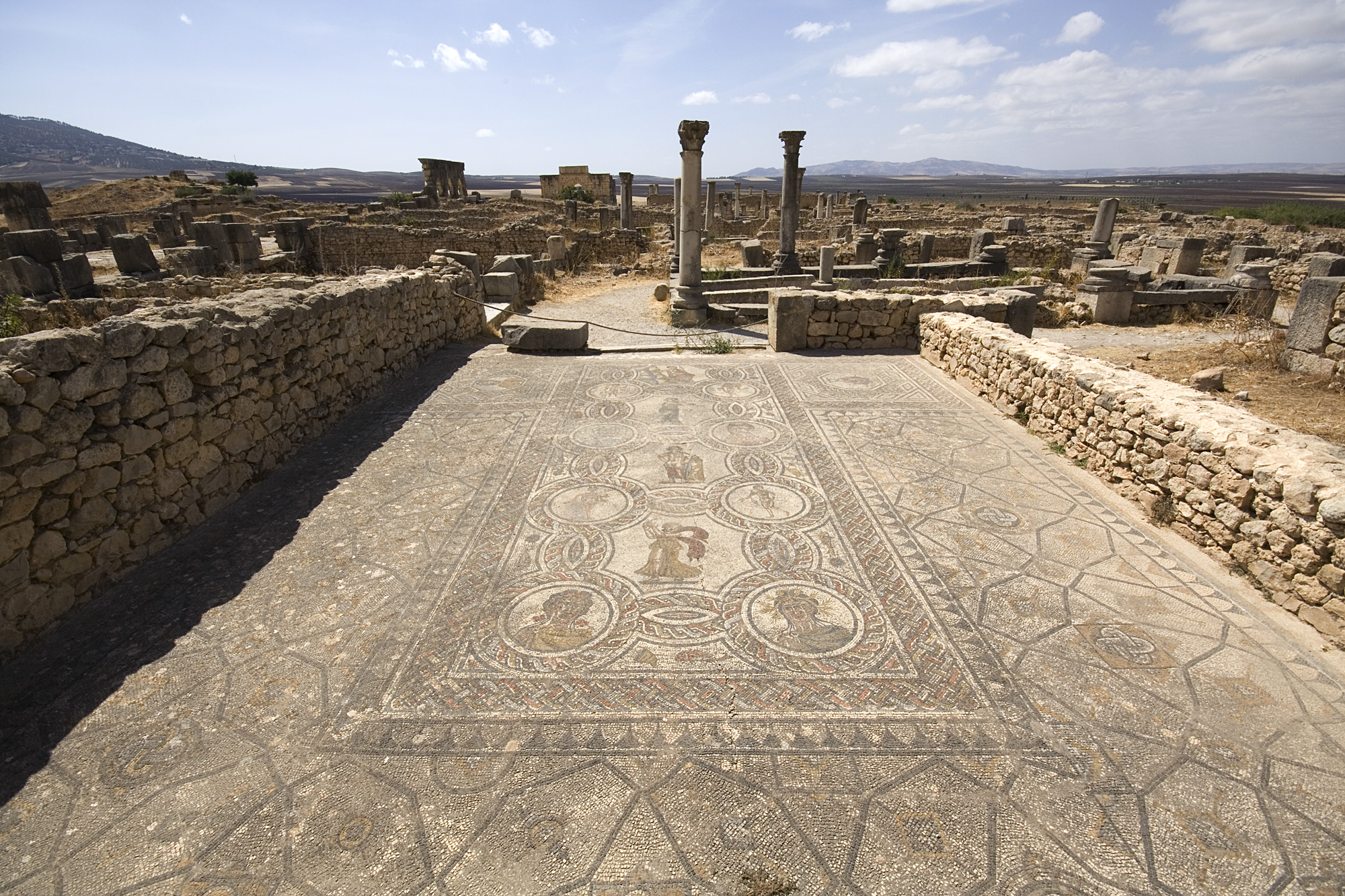
Mosaïque des Quatre Saisons de la Maison de Dionysos et des Quatre Saisons.
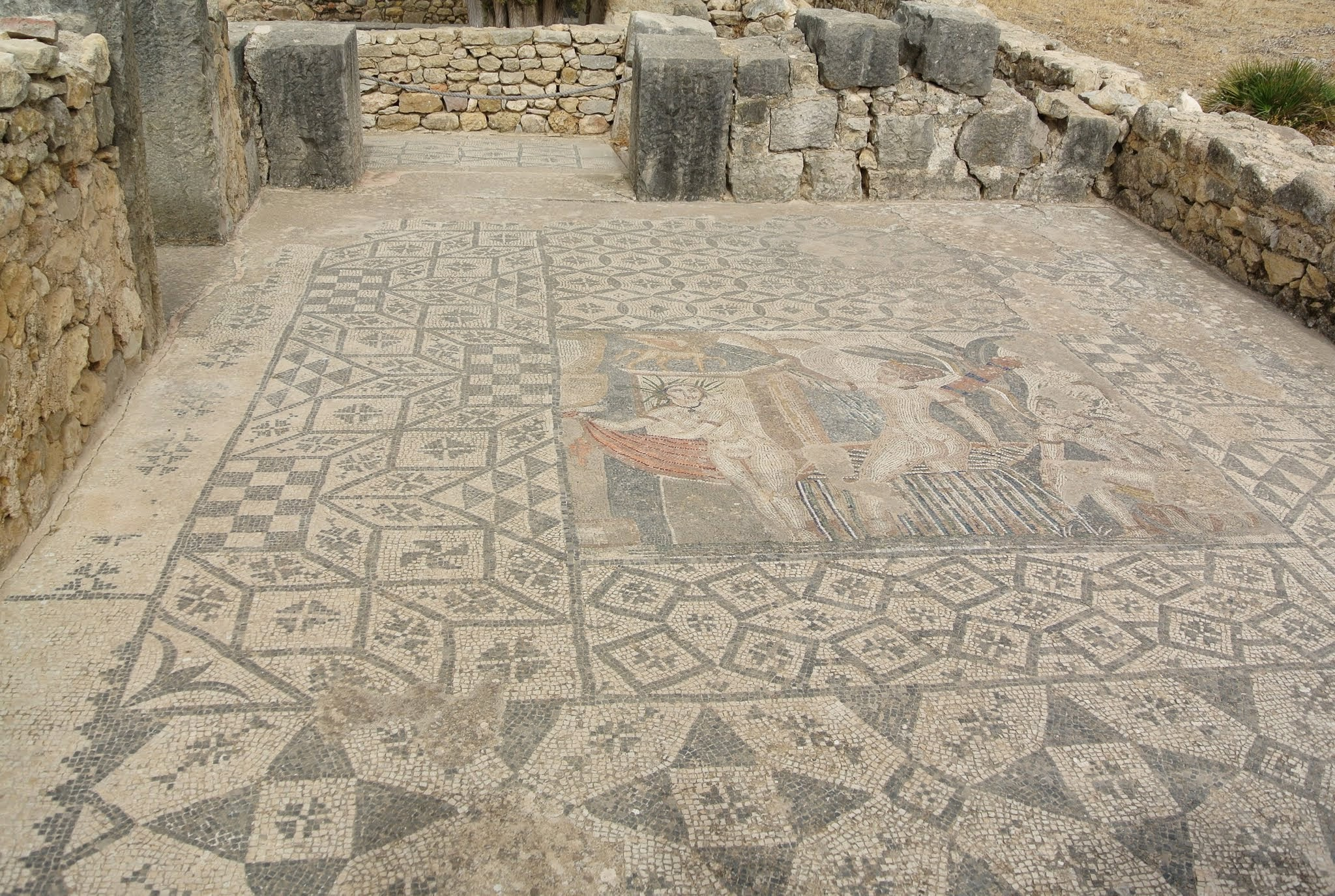
Vue générale de la mosaïque de Diane dans la Maison de Vénus.

#### Thermes présents dans des édifices privés

Palais de Gordien.

Certaines maisons ont livré des thermes privés : la maison à l'est de la caserne contient un frigidarium avec piscine et trois pièces chauffées. La maison à l'ouest du palais du gouverneur possédait également selon Grimal des thermes, avec un bassin froid pouvant accueillir plusieurs personnes. La maison à l'éphèbe comportait une partie chauffée.
Le palais de Gordien est un édifice officiel d'environ 5 000 m2. La date de construction de l'édifice est postérieure à 170 voire 238-241. Les thermes de l'édifice, vastes de 950 m2, possèdent un frigidarium de 50 m2 et trois salles chauffées. Le tepidarium est en forme d'octogone. Sept salles froides occupent une superficie de 150 m2. Une salle de sport était également présente.
La maison aux travaux d'Hercule est dotée de thermes à l'époque tardive, dans une extension de la demeure selon Étienne mais avec réutilisation d'anciens locaux. Les thermes (frigidarium et salles froides) sont vastes d'environ 100 m2.
Les thermes de la maison au cadran solaire appelés aussi thermes de l'ilôt est ou thermes du cardo sont datés du milieu du IIIe siècle et construits sur une ancienne rue. Ce sont des thermes privés de 230 m2 selon Thébert du fait de la faible superficie des salles chauffées, en dépit de la présence d'ouvertures directes vers la rue.
Les thermes de la maison de Vénus mesurent 240 m2 et ont été mal conservés. Ils comportent quatre salles chauffées et possédaient un itinéraire linéaire.
La maison d'Orphée a livré des thermes dont la datation est inconnue. La maison mesure 1 700 m2 et les thermes sont supérieurs à 250 m2, avec cinq salles chauffées. Il s'agit de deux thermes selon Thébert, avec des « critères sexuels ou sociaux ». Le lieu comportait des lieux d'exercices physiques.

#### Habitat tardif
Les fouilles réalisées à la fin des années 1980 et au début des années 1990 ont permis de dégager un habitat tardif situé sur des bases romaines mais assez fruste : des pièces se situent autour d'une cour, sans réelles assises et avec des sols de terre battue ou plus rarement briques ou dalles de calcaire, des murs pourvus d'un enduit de terre et de chaux, et avec une couverture de roseaux et de terre. Au sein de cet habitat qui a été fouillé, les archéologues ont retrouvé des céramiques datées du VIIIe siècle ainsi que des monnaies. L'habitat a été daté du VIIIe siècle et du début du IXe siècle, et « abandonné à la hâte », peut-être au moment de la fondation de la ville de Fès et le transfert de la population volubilitaine.
Le quartier dans lequel ont été trouvés les thermes islamiques est un quartier d'habitat aisé.

## Autres découvertes effectuées sur le site
Les fouilles ont permis de dégager des œuvres en marbre et surtout des grands bronzes remarquables, conservés au musée de l'histoire et des civilisations de Rabat. Les bronzes du Maroc sont « un ensemble tout à fait exceptionnel, le plus riche d'Afrique du Nord, qui se distingue par l'abondance des pièces, leur diversité et la qualité de nombre d'entre elles ». Ces œuvres exceptionnelles témoignent de l'insertion économique et culturelle de la ville dans l'Empire.

### Bronzes

#### Bronzes retrouvés complets

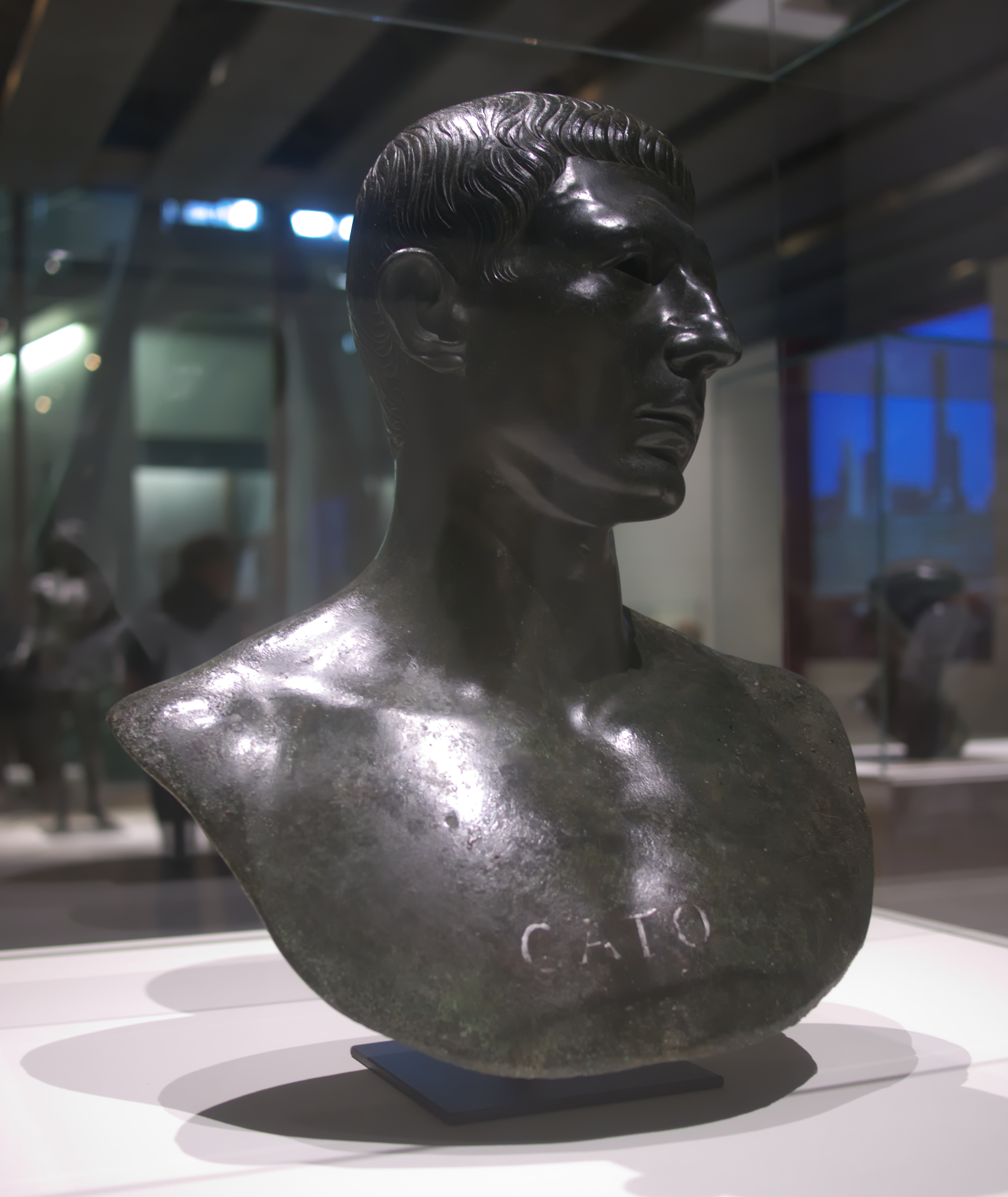
Buste dit de Caton, bronze, H 0.50 m.

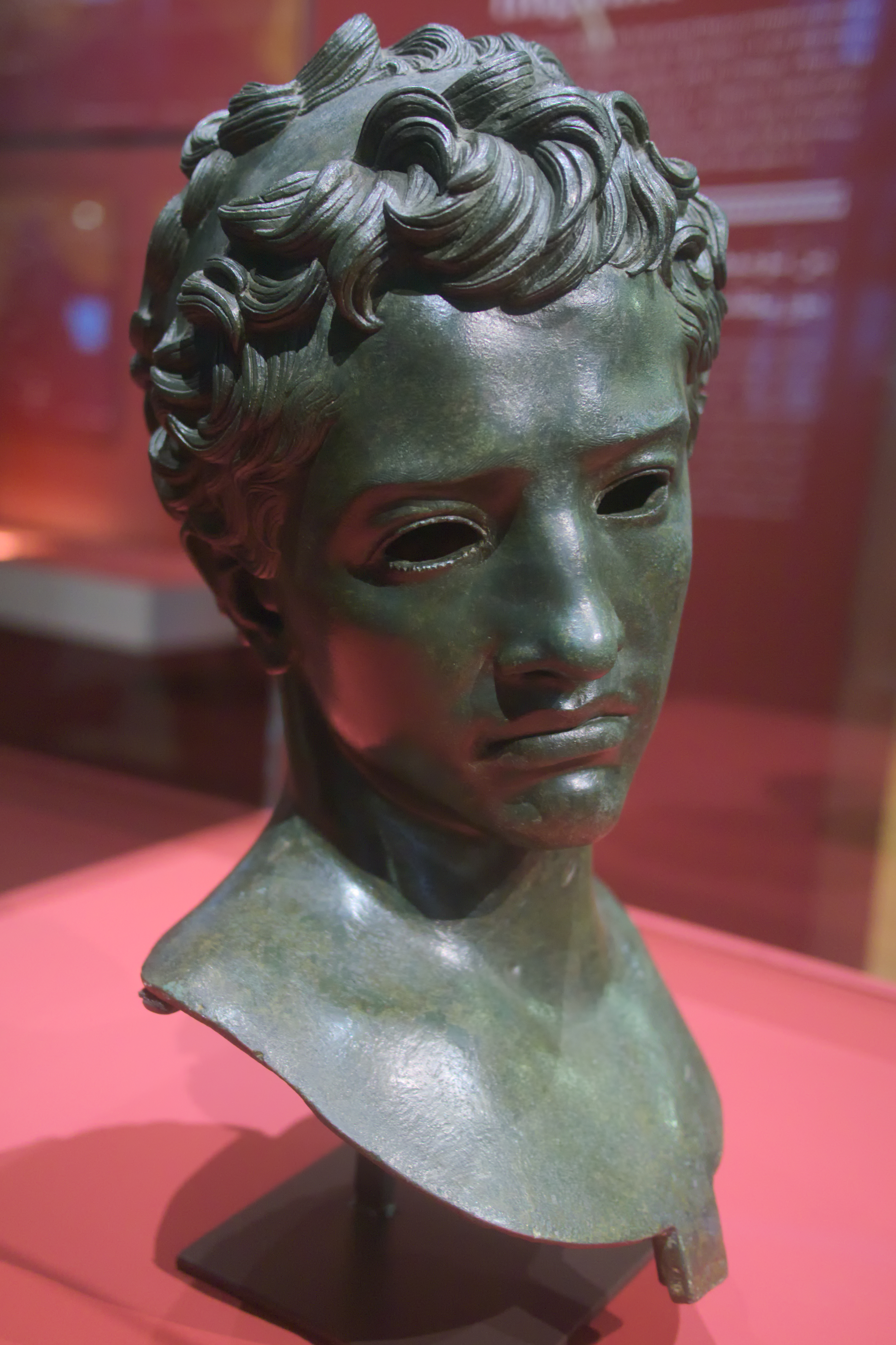
Buste dit de Juba II retrouvé dans la Maison à la tête du roi maure, bronze, H 0.47 m.

La maison de Vénus est le lieu de la découverte en 1918 d'un des artéfacts les plus notables de Volubilis, un buste de bronze de qualité remarquable représentant Caton, et qui est maintenant exposé au musée de l'histoire et des civilisations de Rabat. Lorsqu'il fut découvert par les archéologues, il était toujours sur son piédestal d'origine. Le piédestal était un pilier de brique recouvert de stuc. Le buste a été daté du temps de Néron ou Vespasien et c'est peut-être une copie d'un buste créé du temps du vivant de Caton ou peu après. Il a été identifié comme celui de l'orateur du fait d'une inscription présente sur la poitrine et faite de lettres d'argent. L'œuvre qui représente l'orateur avec des « traits austères et hautains » est datée du 3e quart du Ier siècle mais selon un modèle antérieur. Le visage est sévère mais laisse apparaître une « note d'ironie quelque peu triste et désabusée ». Les yeux étaient à l'origine en pâte de verre. L'œuvre est peut-être issue d'un modèle tardo-républicain.
Un autre buste d'un prince hellénistique a été trouvé dans une boulangerie de l'autre côté de la rue, il date de la même époque que celui de Caton et semble provenir également de la maison de Vénus. Un piédestal vide dans une autre pièce de ladite maison peut aider à suggérer ce fait. Le buste, qui est également exposé à Rabat, est habituellement identifié comme Juba II, en particulier sa jeunesse, vers 25 av. J.-C., mais il pourrait tout autant représenter Hiéron II de Syracuse, Cléomène III de Sparte, Juba Ier de Numidie ou Hannibal Barca. Le jeune homme est représenté de côté et s'incline vers la droite. La représentation du prince est remarquable en ce sens qu'ainsi est signifiée la « beauté réelle ou fictive », « image du pouvoir et le canon esthétique ». Du buste de bronze « émane une expression mélancolique et dédaigneuse ». Il possède des caractères africains marqués et son visage porte « une certaine expression de tristesse et de dédain ».
Les bustes sont datés de la fin du Ier siècle av. J.-C. ou du début du Ier siècle apr. J.-C., et la réunion dans un même lieu par le propriétaire est le « signe d'un hommage à ces deux représentants de l'Afrique ».
Le Vieux pêcheur appartient au registre des représentations réalistes et a été trouvé également dans la maison de Vénus. Cette œuvre, trouvée en 1943 dans la maison à la mosaïque de Vénus, et datée peut-être du Ier siècle de notre ère « témoigne de la réalité de ce pêcheur démuni ». Le personnage est vêtu d'une exomide et devait tenir d'une main une gaule destinée à la pêche et de l'autre un panier dont il reste un fragment de l'anse. Les marques de l'âge sont représentées de façon réaliste avec les rides du visage et « les chairs tombantes », à la suite d'une école hellénistique présente en particulier à Alexandrie. L'exposition de cette œuvre avait comme but d'exprimer que « la vraie richesse n'est pas celle de l'argent, mais bien celle du cœur, vertu propre du petit peuple ».
La statue de l'éphèbe verseur représente un jeune homme nu d'une certaine androgynie couronné de lierre et qui devait tenir un rhyton et une coupe. L'attitude correspond à celle de satyres : en appui sur la jambe gauche le bras droit est relevé pour servir à partir d'un rhyton dans une coupe qui se trouvait dans la main gauche. Les lèvres et les mamelons étaient couverts de cuivre rouge. Le visage « est empreint de douceur et d'harmonie ». Cette œuvre datée du Ier – IIe siècle apr. J.-C. est influencée par les éphèbes verseurs de Praxitèle dont elle constitue cependant « un assez médiocre pastiche ».

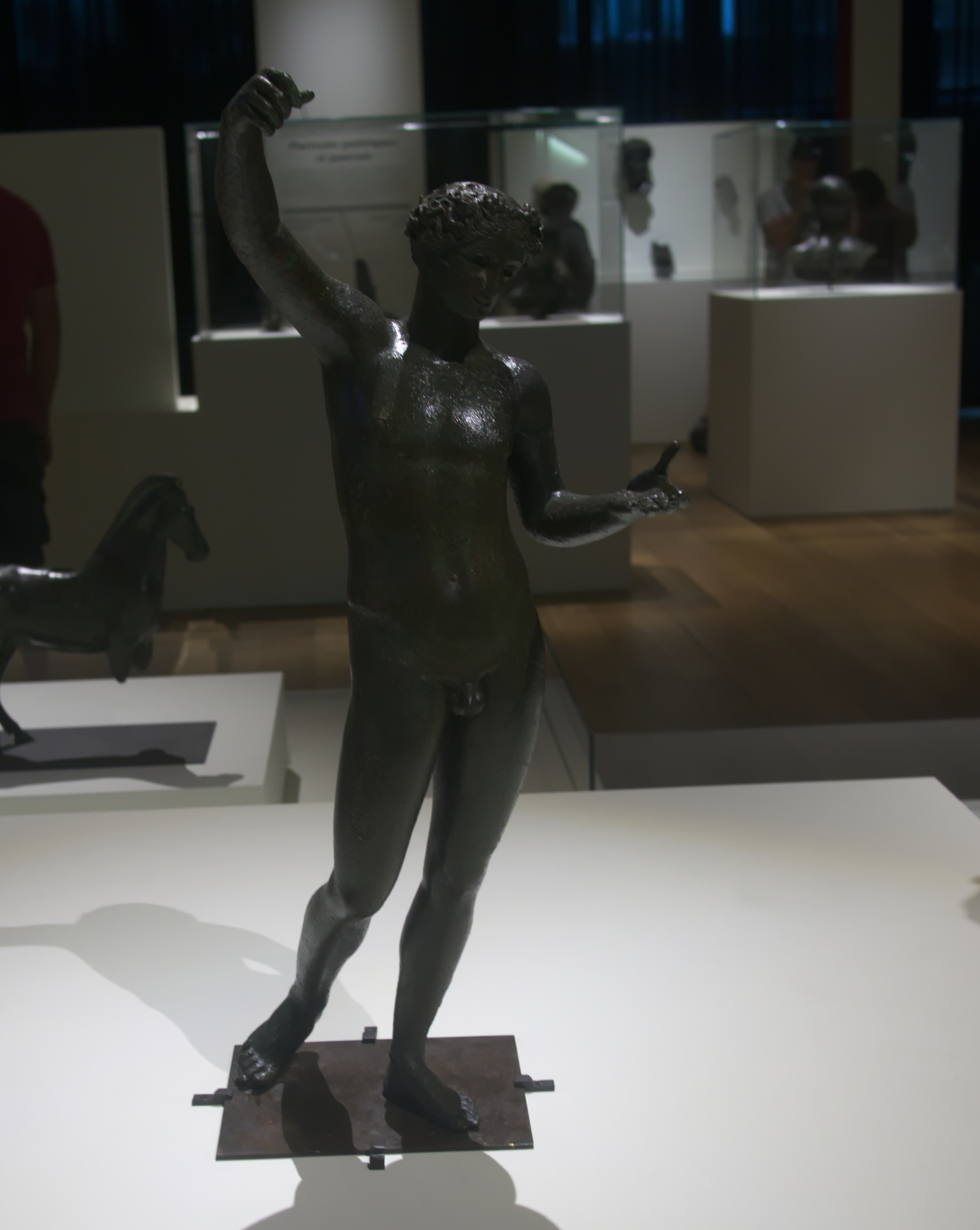
éphèbe verseur, H 0.80 m.

La statue de l'éphèbe couronné de lierre trouvée dans la Maison à l'éphèbe représente un jeune homme qui devait tenir dans la main une torche. La jambe gauche est fléchie et l'œuvre se tient sur la jambe droite seule. Le regard de l'éphèbe se tient vers l'emplacement où se trouvait la torche. La tête est pourvue d'une couronne constituée de deux rameaux de lierre. Les lèvres étaient munies d'un placage de cuivre comme celui encore présent sur les tétons. Elle appartient à une thématique courante au début de l'Empire romain. La même demeure a livré une statuette d'Esculape jeune et imberbe dans une posture nonchalante, s'appuyant sur un bâton avec un serpent. Cette statuette est peut-être une réplique d'un original grec du IVe siècle av. J.-C., de Scopas, présent dans le temple de cette divinité à Gortys, en Arcadie.
Le Chien prêt à bondir a été retrouvé en 1916 dans la Maison au chien, située non loin de l'arc. L'animal est représenté avec un grand réalisme : agressif et prêt à attaquer, il appartenait à un groupe statuaire composé de Diane et placé dans une fontaine car des trous existent dans l'animal conservé. La statue était placée sur un socle de pierre. Elle date du Ier siècle ou du IIe siècle et ornait peut-être les thermes du nord.
Le site a livré des statuettes de Mercure à la bourse et au caducée dont l'une figure une feuille de lotus. Ces représentations prenaient place au sein des laraires. Le site a livré de très nombreuses statuettes de divinités diverses, mais également de nombreuses représentations animales.

Autres bronzes retrouvés complets
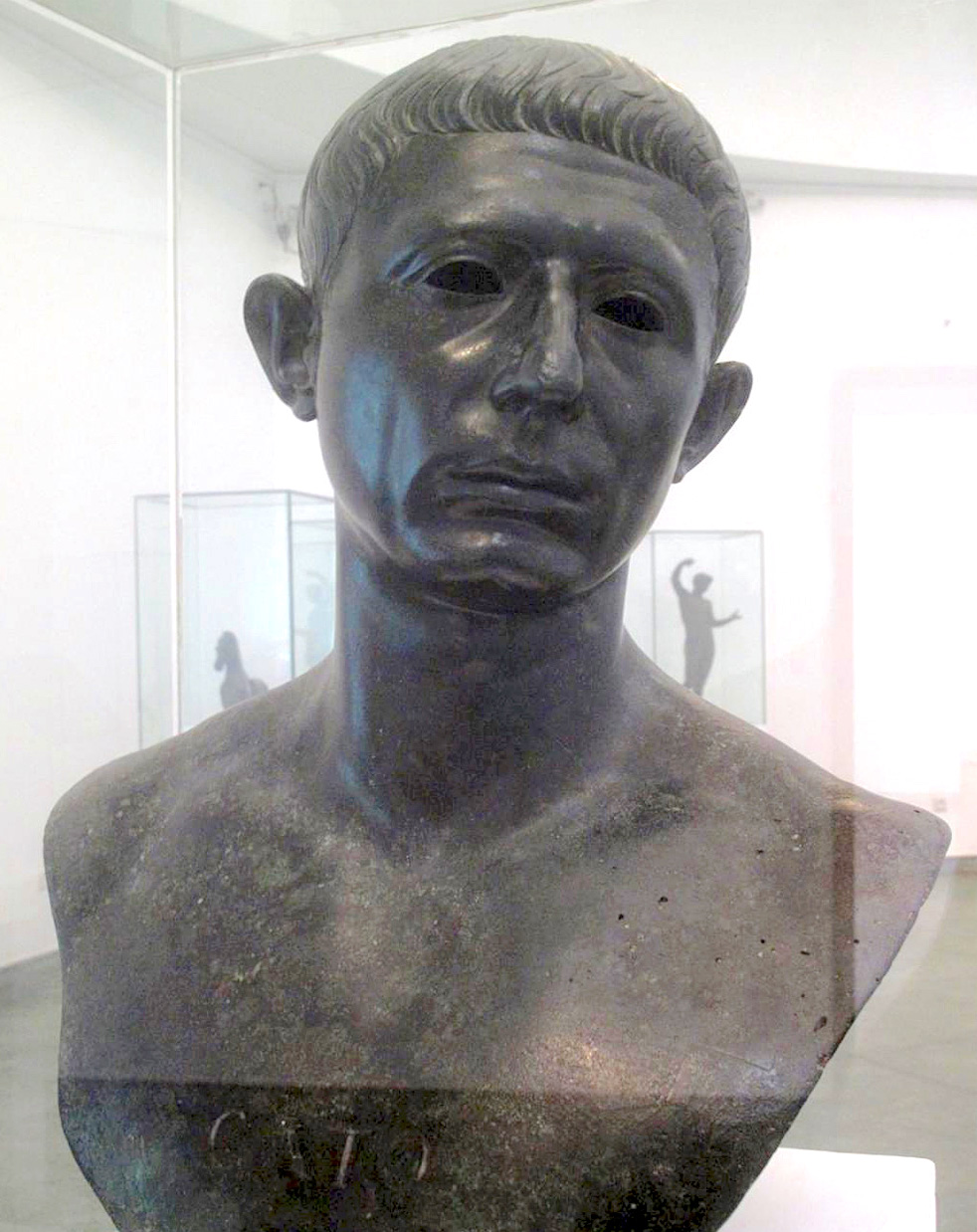
Buste de Caton[Inv 3], bronze, 0,50 m.
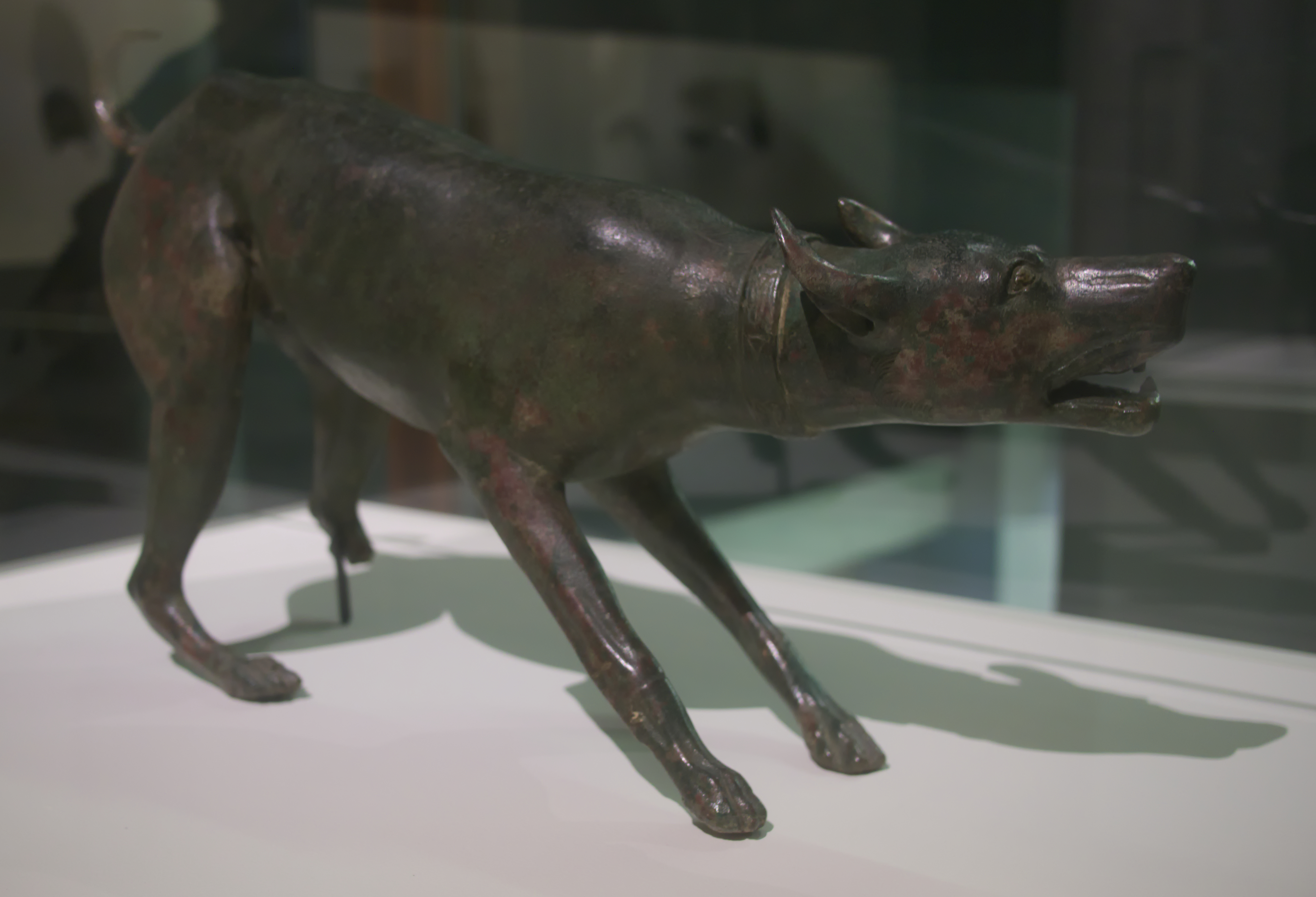
Chien prêt à bondir[Inv 4], H 35,5 cm ; L 0,62 m.
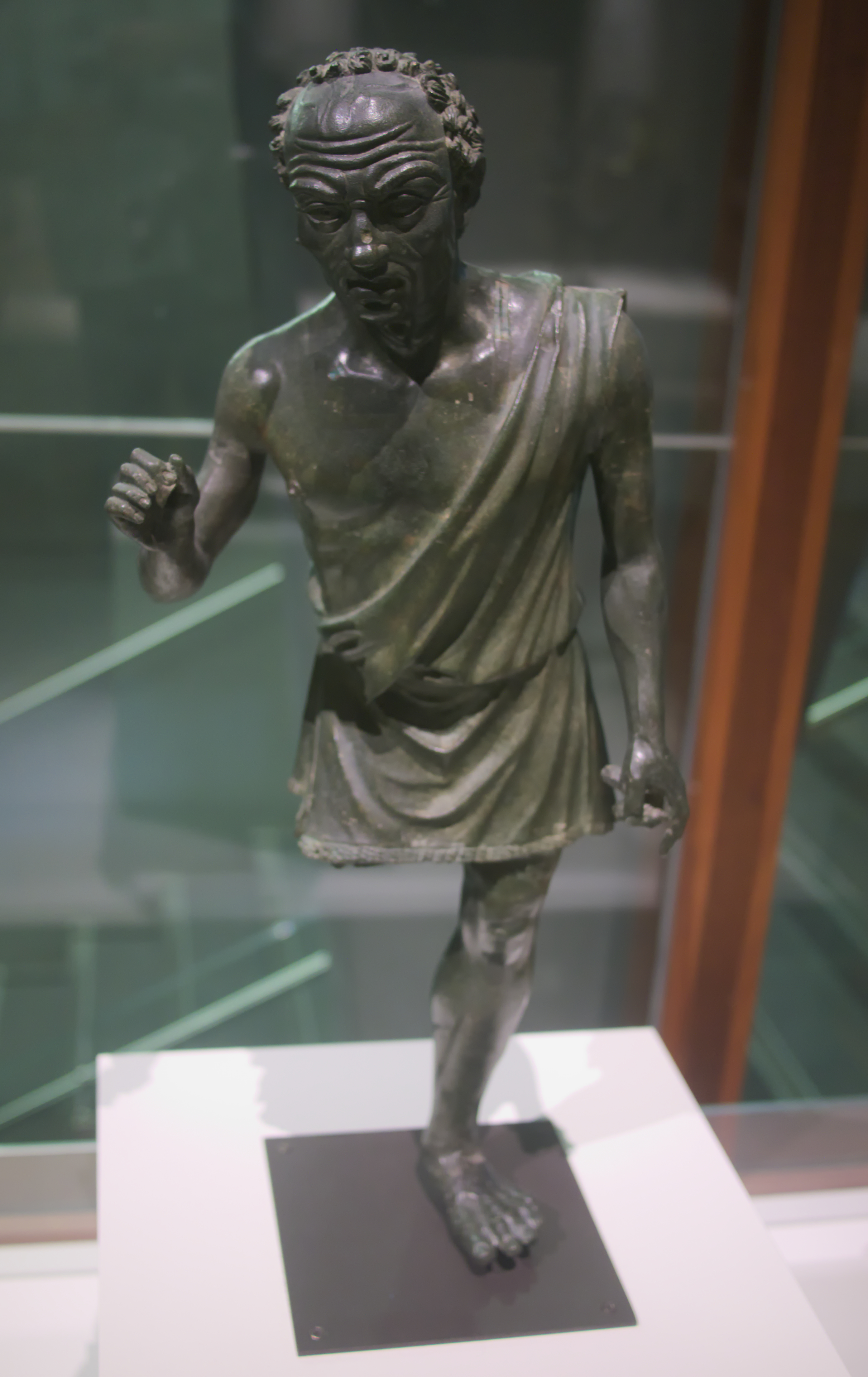
Le Vieux pêcheur[Inv 5], 0,65 m.
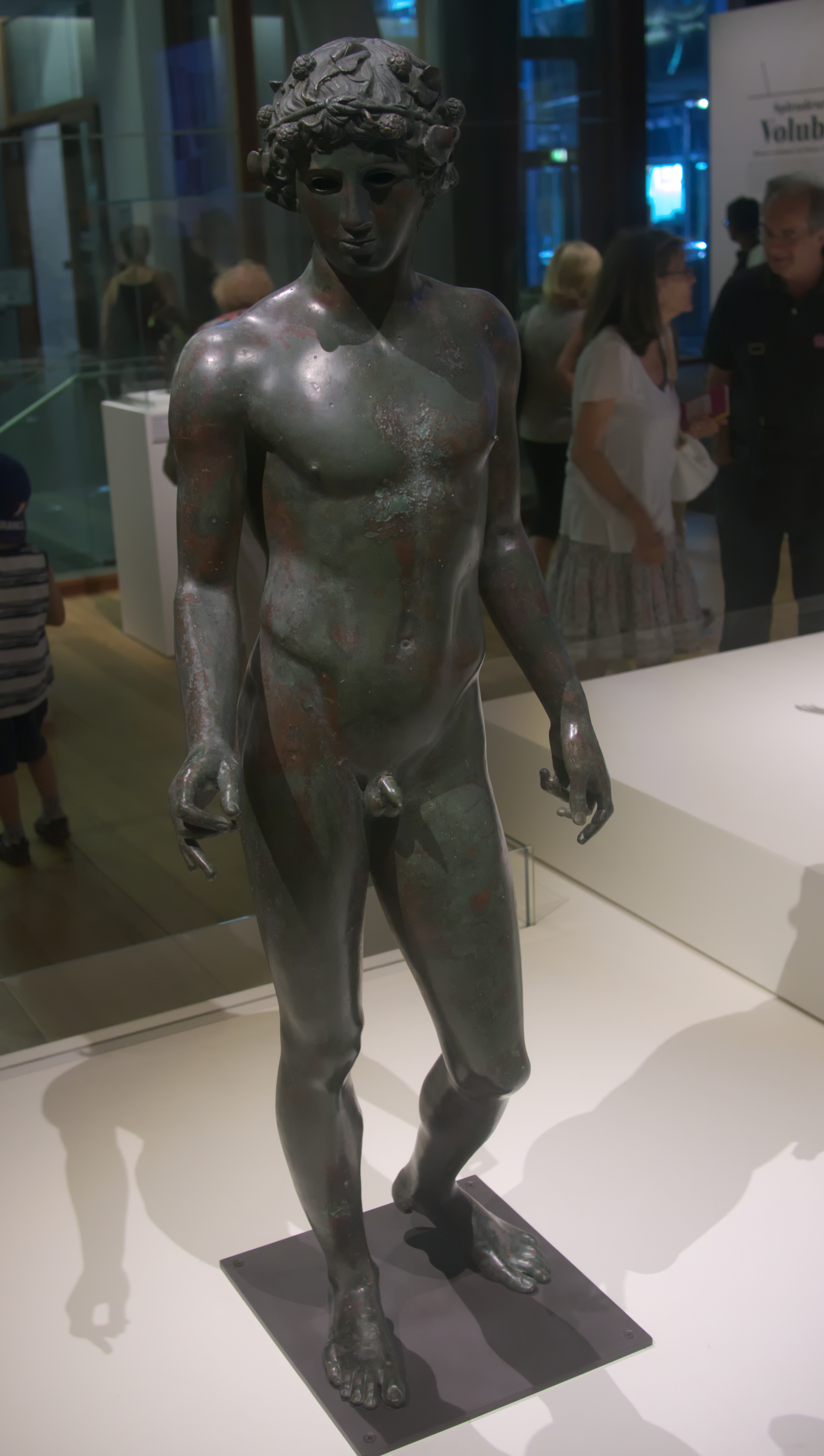
éphèbe couronné de lierre, H 1,40 m[Inv 6].

#### Autres bronzes et fragments

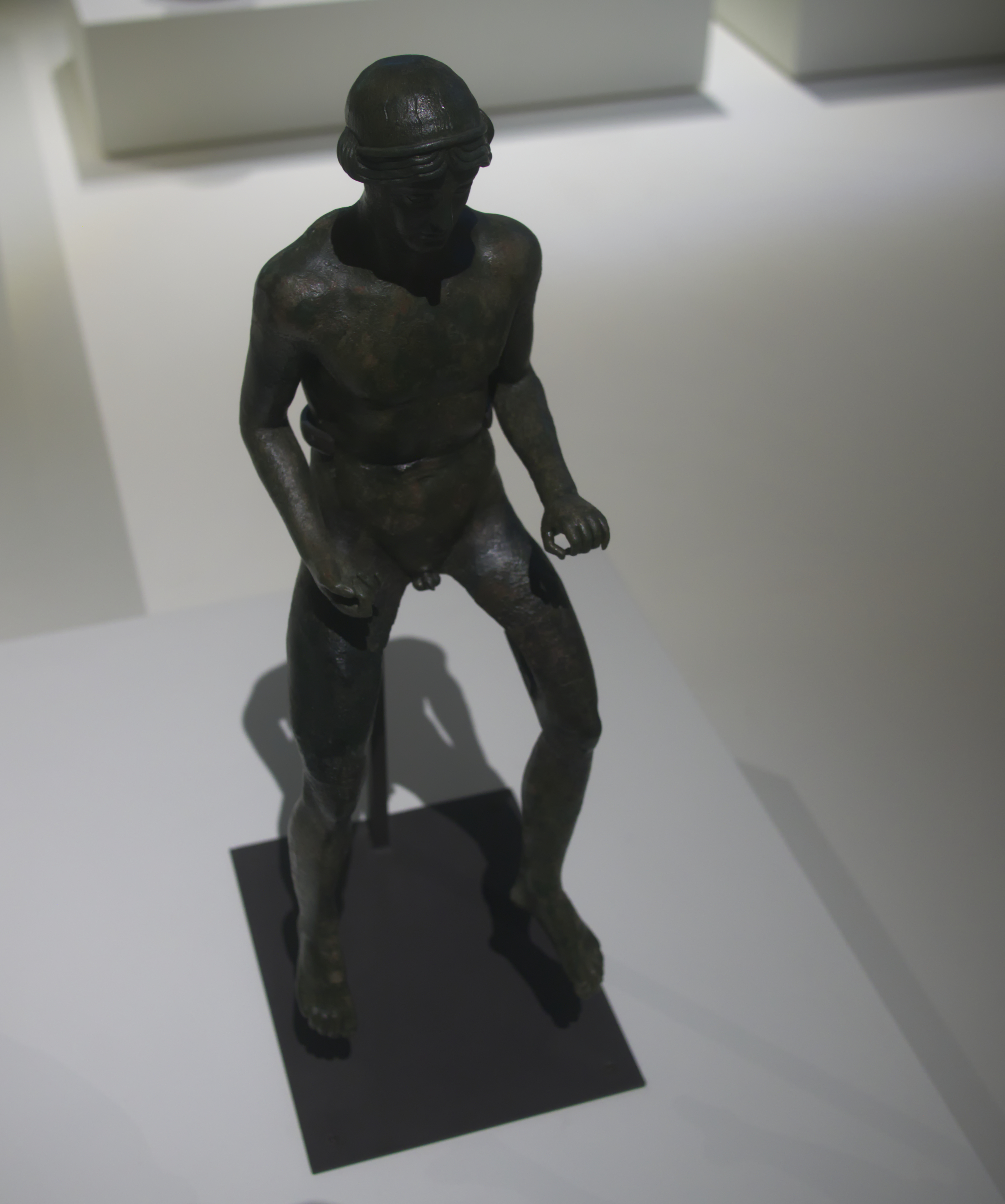
Cavalier, H 0.49 m.

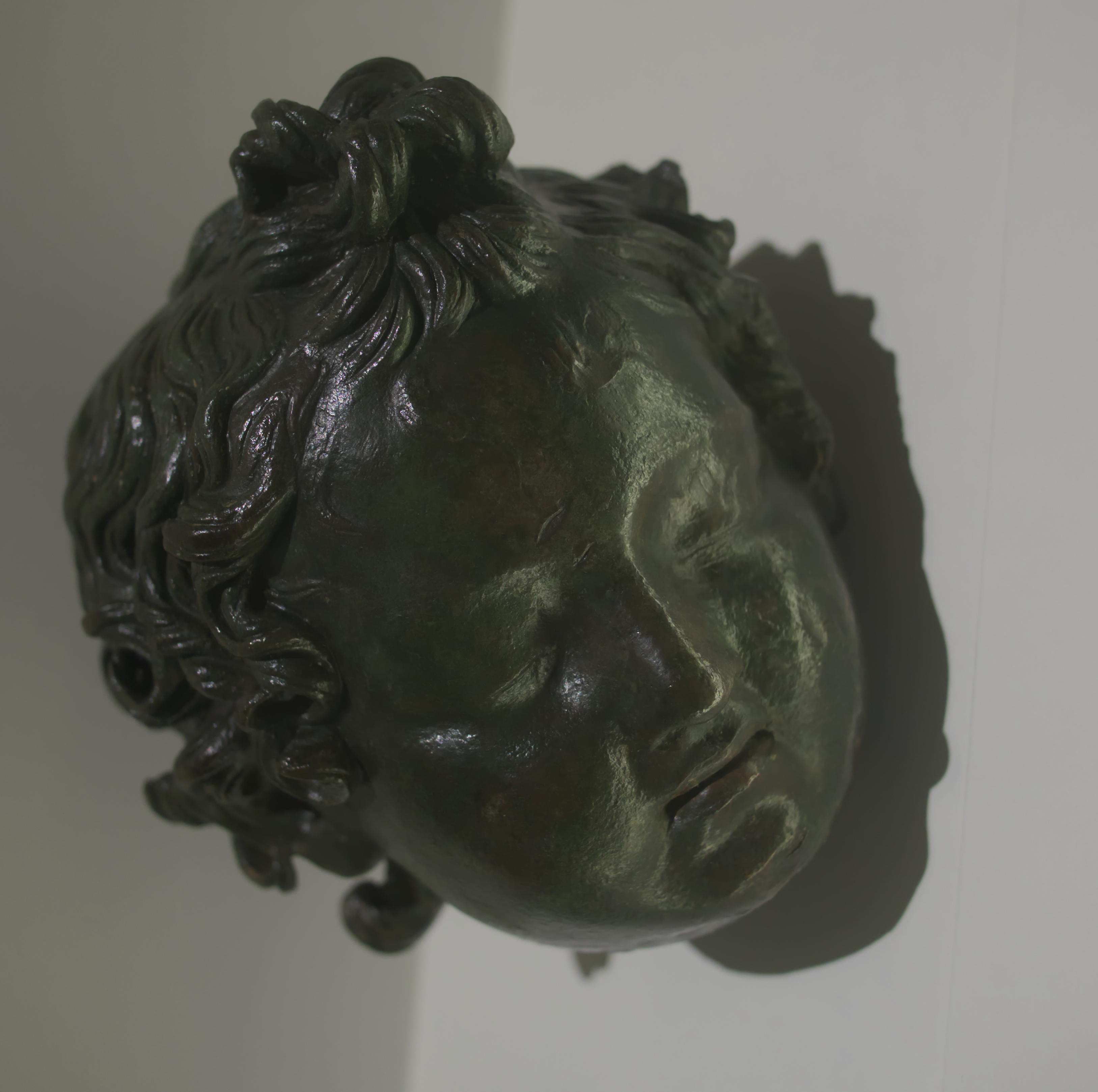
Eros endormi, 15.5 cm. Un Eros souriant a également été retrouvé sur le site.

Le site a livré des représentations de phallus, symbole d'abondance, dans de nombreuses demeures, et des fragments de bronze dont un masque de parade en bronze trouvé en 1982 et qui était relié à un casque. Cet élément était destiné aux parades des cavaliers et peut être lié à la présence de troupes auxiliaires jusqu'à la fin du Ier siècle. Des phalères ont été retrouvées également. A aussi été dégagée une retombée de paludamentum datée du début du IIIe siècle apr. J.-C., fragment du manteau d'une grande statue impériale polychrome patiné avec de l'or de l'argent et du laiton en particulier. La technique utilisée est le damasquinage et l'artiste a utilisé divers métaux, argent, laiton et divers alliages. Trois retombées de tissus sont conservées. Ce fragment est peut-être à relier à la statue de Caracalla sur un char à six chevaux ornant la partie supérieure de l'arc. Deux prisonniers figurent sur le fragment, un Parthe et un Breton, une cuirasse de trophée, des armes et des monstres marins. Le trophée est sur le pli du milieu et des captifs d'où se dégage une « impression de beauté, de noblesse et de force », sont sur les côtés. Caracalla était désigné comme Britannicus maximus et Parthicus maximus sur la dédicace de l'arc de triomphe de Volubilis daté 216-217. Le fragment, découvert en 1947, figure un trophée militaire fixé à un tronc selon les modèles connus à Hippone ou Cherchell.
La statuette du cavalier, haute de 0,49 m, a été retrouvée dans la Maison au cavalier. Les jambes et les mains indiquent la position d'un cavalier. L'éphèbe est un athlète dont les mains tenaient rênes et brides et les jambes positionnées pour être sur un cheval. Elle est datée du règne d'Hadrien et, avec une « tranquille assurance et (...) sérénité » possède des caractères archaïques typiques de cette époque. De la même époque et du même courant stylistique date la statuette de cheval à l'arrêt, haute de 0,45 m, qui a été dégagée pour sa part en 1931. La crinière du cheval est présentée selon la mode grecque. L'animal était muni d'un cavalier romain qui n'est pas celui retrouvé également sur le site. La statuette « conserve, malgré ses mutilations, une étonnante allure » et est « un témoignage du goût archaïsant qui se manifeste sous Hadrien ».
Les deux têtes d'Eros joufflus (l'Eros endormi et l'Eros souriant) sont sans doute des répliques d'originaux hellénistiques. L'Eros endormi était étendu sur un socle et la tête, seul élément conservé, a été fondue à part. L'enfant a les yeux fermés, le visage arrondi et la chevelure rassemblée en haut de la tête. L'œuvre est connue par de nombreuses copies de marbre et parfois de bronze. Cette sculpture est une « image du sommeil éternel » et ornait peut-être la tombe d'un jeune défunt. Le second qui représente un enfant souriant a été retrouvé dans un égout. Le visage ressemble à celui d'autres statues retrouvées ailleurs et connues par différentes copies comme l'Enfant à l'oie de Boéthos de Chalcédoine.
Des fragments de bronze appartenant à du mobilier ont également été retrouvés, en particulier des appliques d'accoudoir de lit dont l'une représente un Bacchus, réalisation maurétanienne du Ier siècle à partir d'influences hellénistiques et une autre un buste de Silène ivre et difforme, qui porte un rameau de vigne, symbole de « la démesure, l'insouciance et la béatitude chez les Anciens ». Une autre applique de lit représente un protomé de mule ivre, figurée avec beaucoup de réalisme. Les deux dernières œuvres, peut-être importées et d'époque augustéenne, peuvent avoir décoré le même lit. Nombres d'autres éléments de mobilier ont été retrouvés, appliques d'accoudoirs de lits, supports de meubles, mais aussi éléments de candélabres.

Autres découvertes
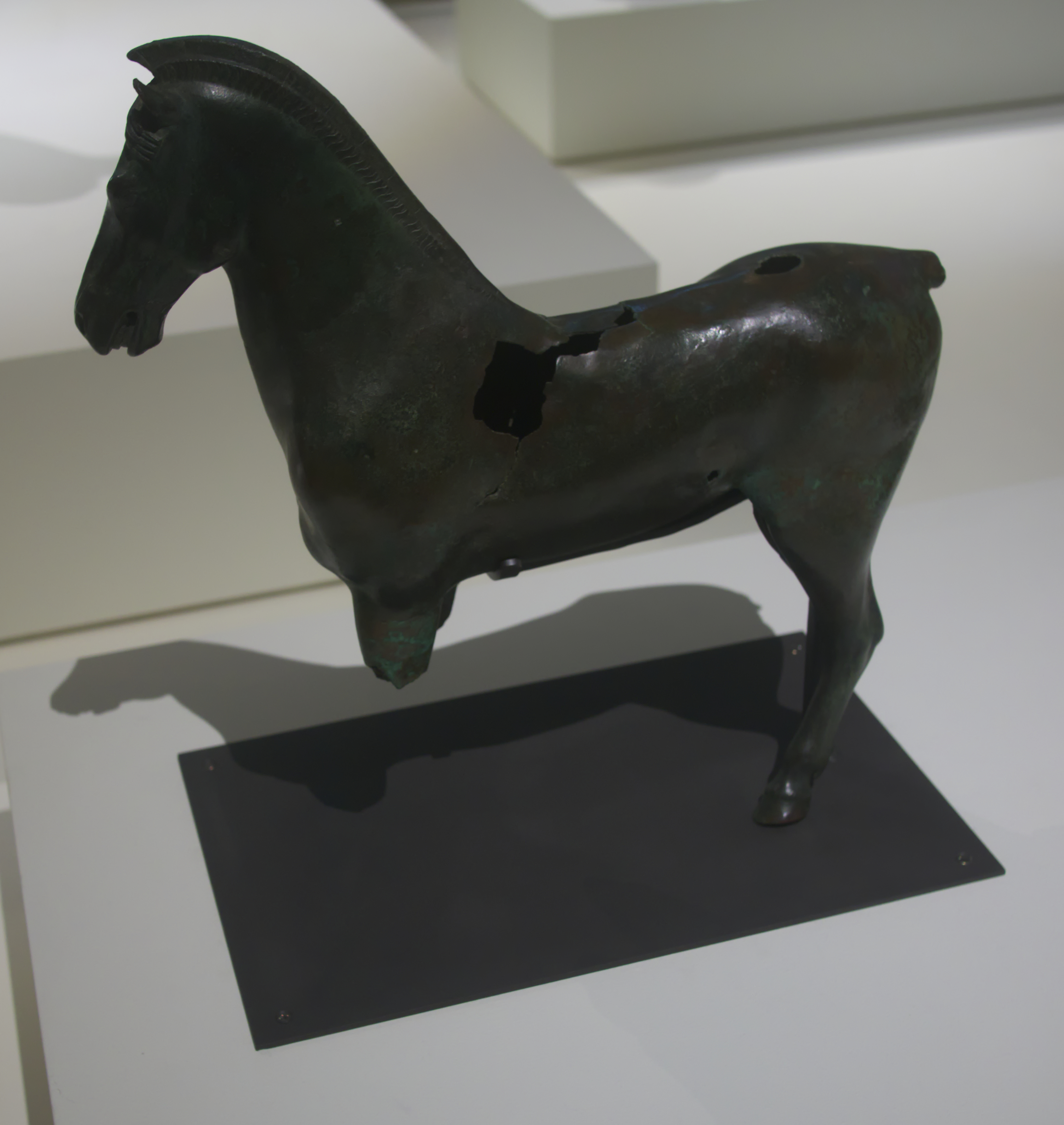
Cheval[Inv 15], H 0,45 m.
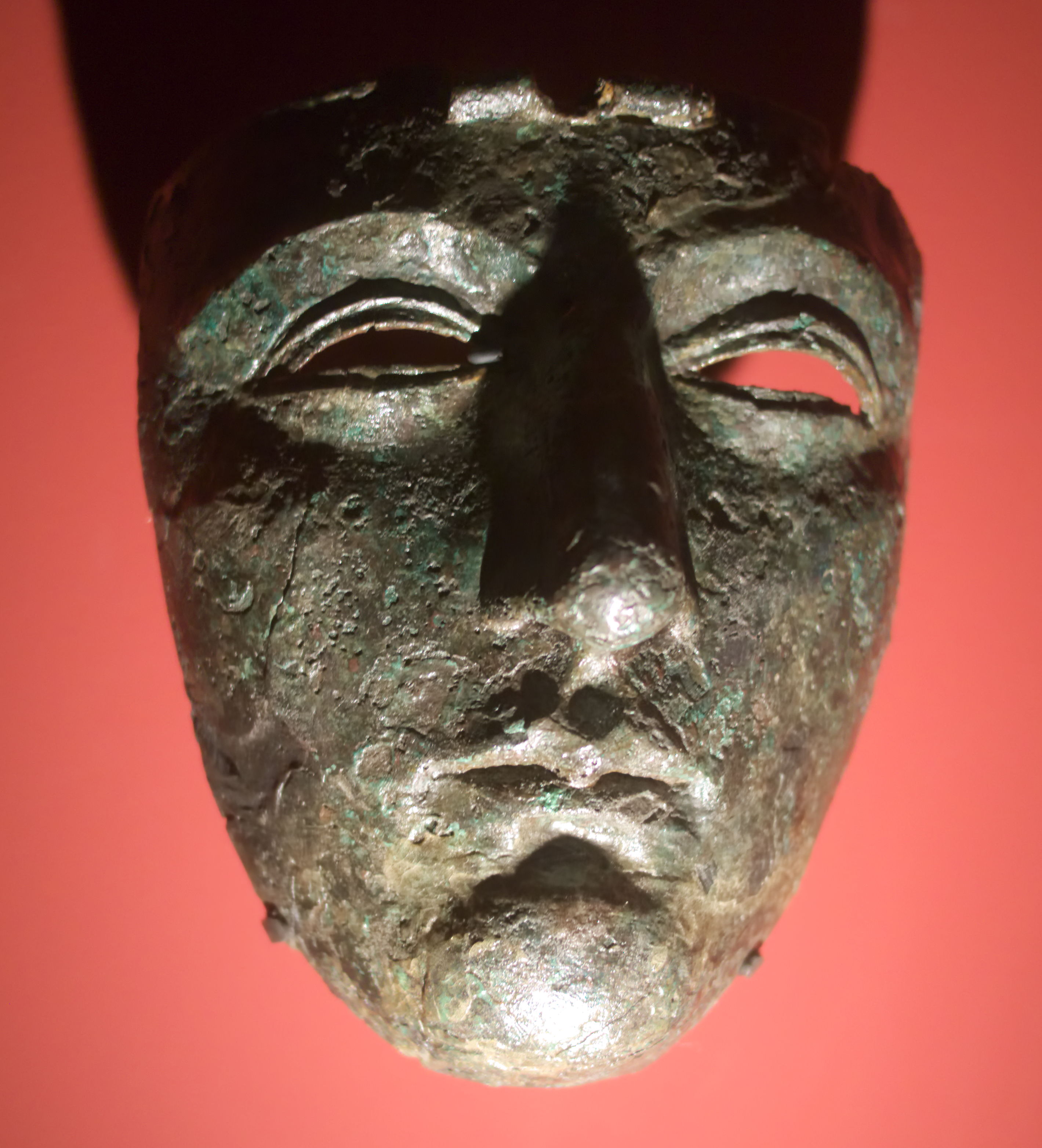
Masque de parade, H 0,18 m X L 0,16 m.
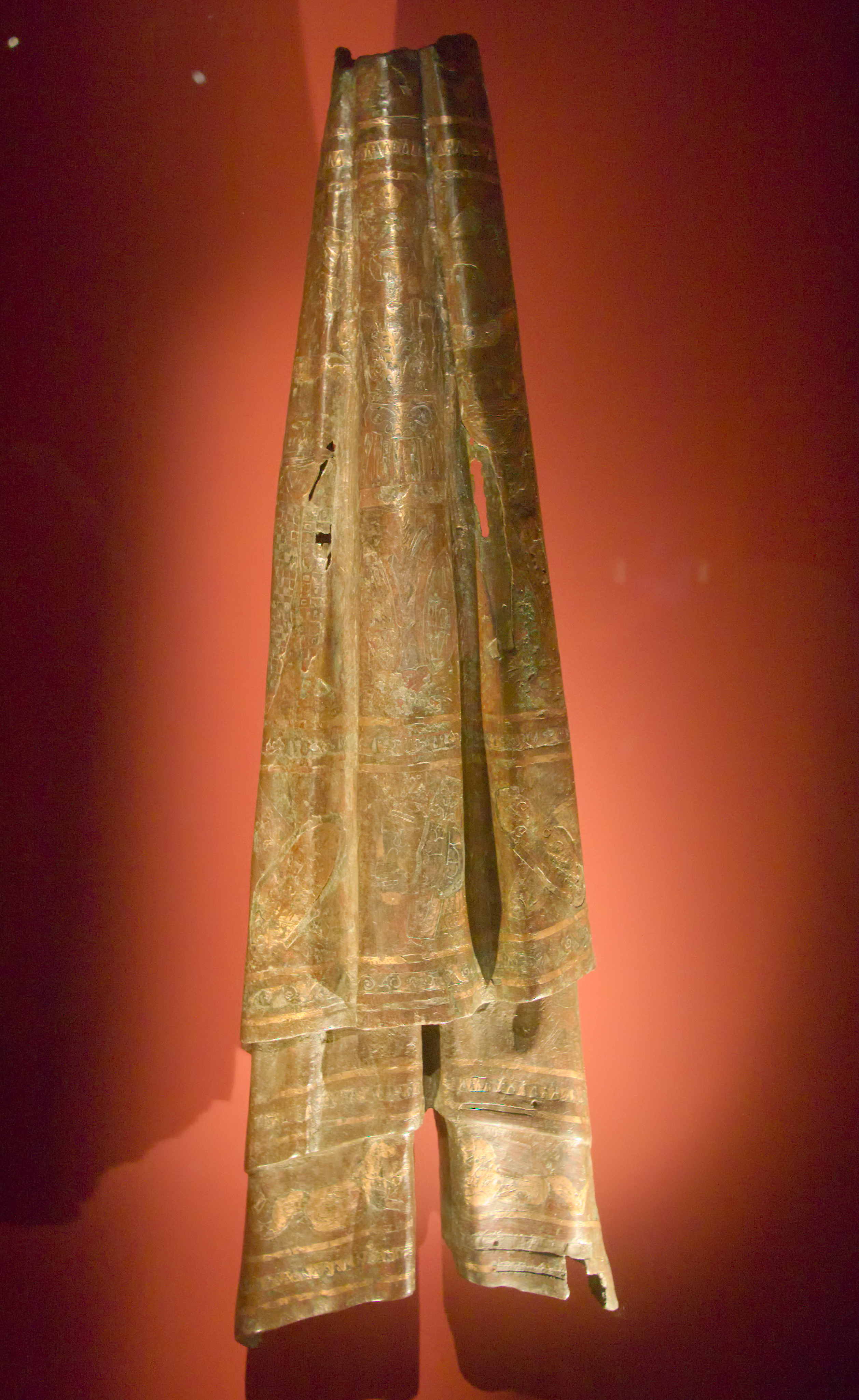
Retombée de paludamentum, début du IIIe siècle apr. J.-C., H 0,88 m[Inv 16],[E 12]. Poids, 16,5 kg.
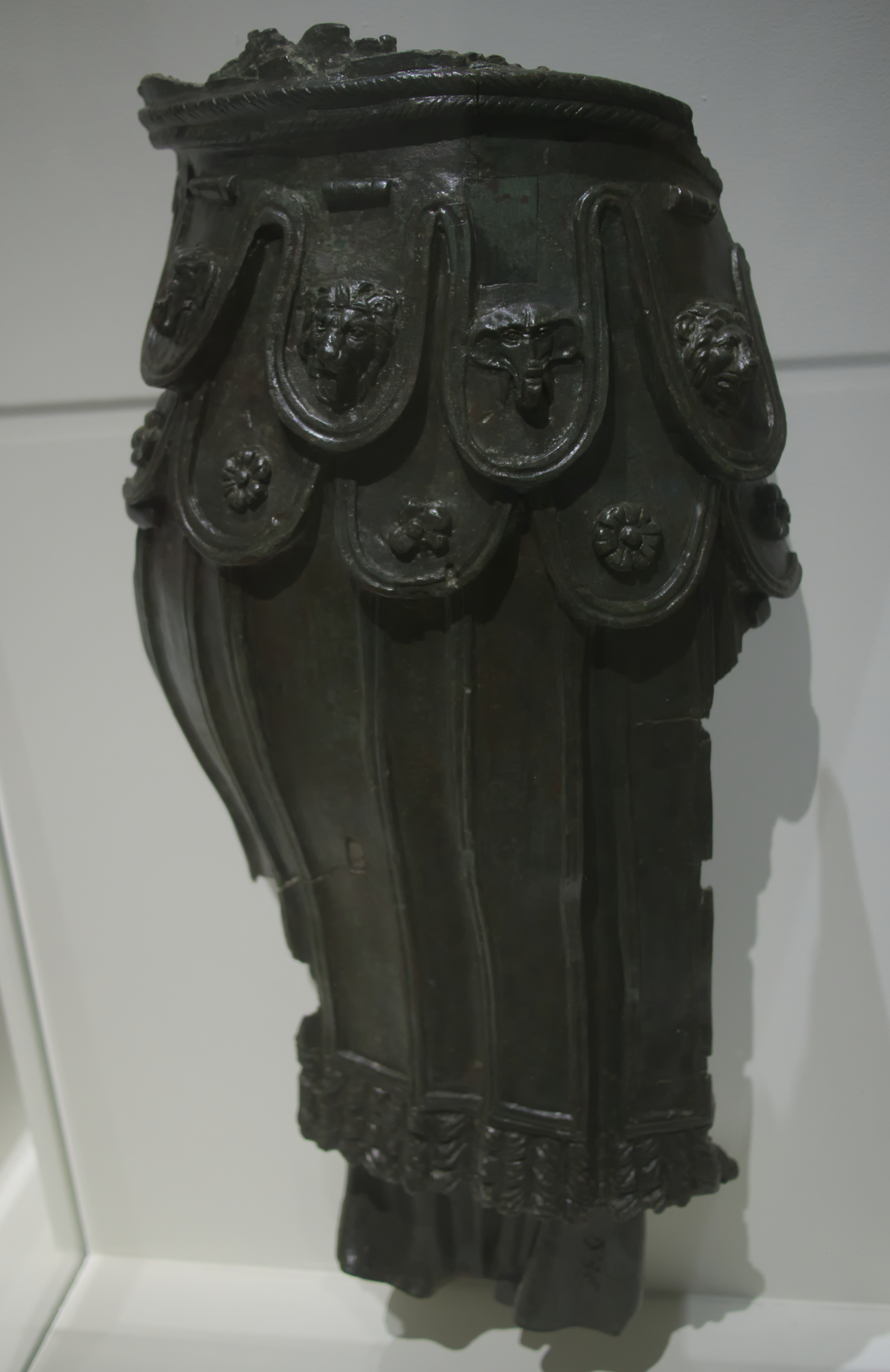
Cuirasse de trophée.
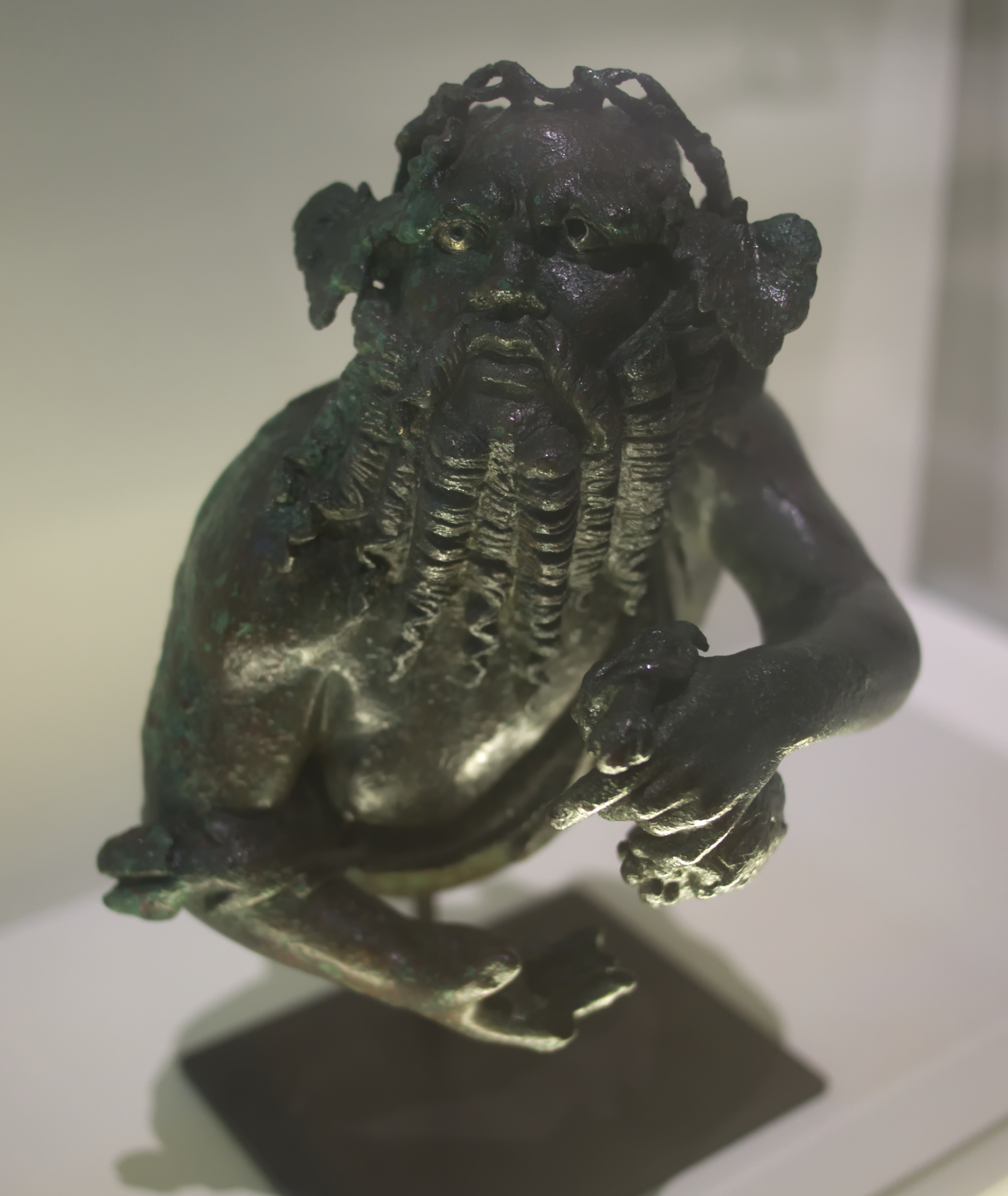
Applique d'accoudoir de lit représentant un silène ivre. H 0,19 m[C 31].

#### Technique et interprétation

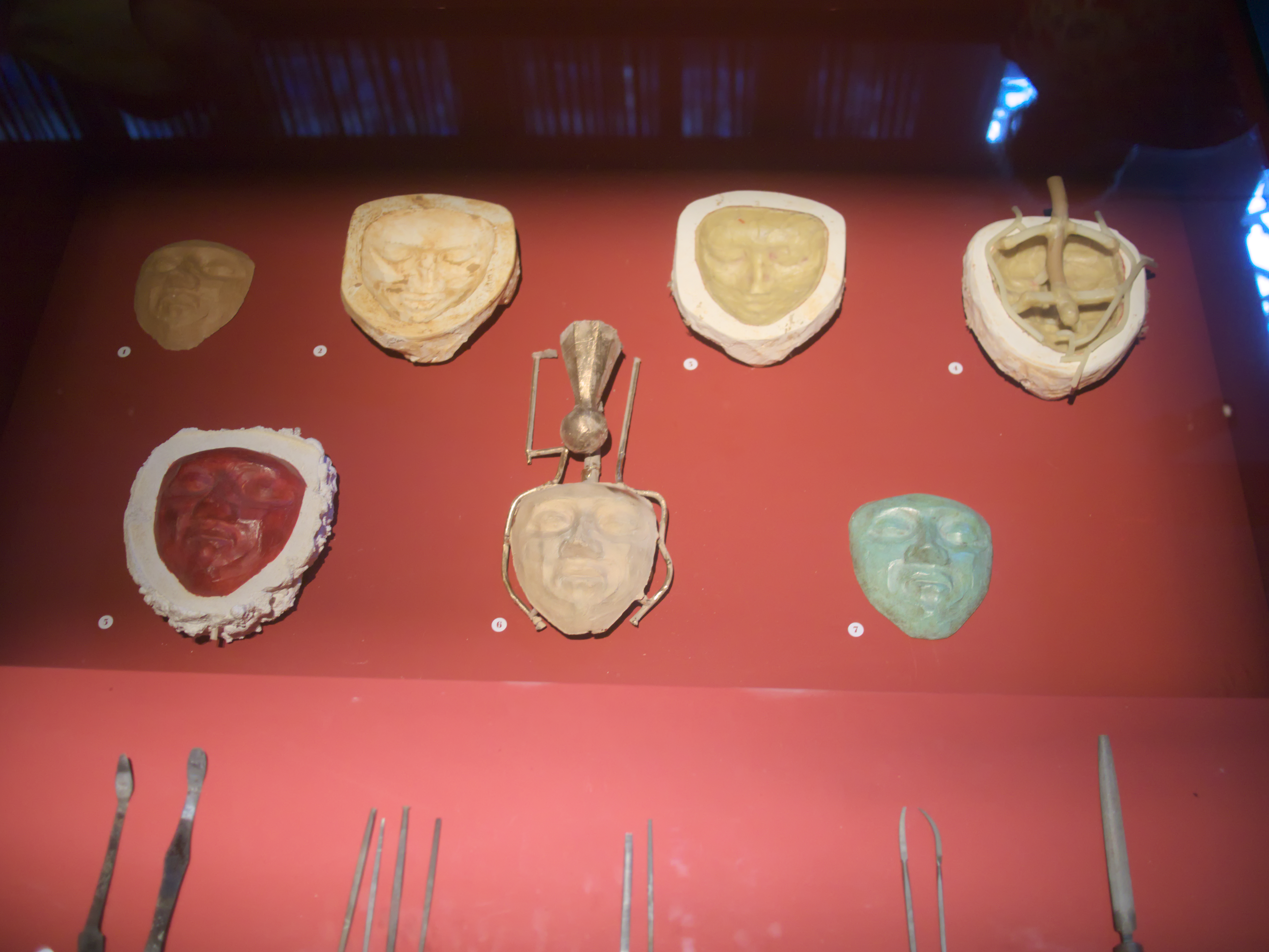
Représentation des différentes étapes de la fabrication d'une sculpture en Bronze - Exposition Splendeurs de Volubilis de 2014 au MUCEM.

Ces bronzes réalisés selon la technique de la cire perdue n'ont sans doute pas été réalisés à Volubilis, du fait de l'absence de vestiges importants d'ateliers de bronziers dans la ville même si des ateliers existaient. En outre, certains bronzes n'ont été qu'assemblés sur place.
Le lien avec la personnalité exceptionnelle de Juba II a été fait au moment de la découverte des bronzes, hypothèse écartée désormais au profit du goût des Romains et de l'« intense circulation des œuvres d'art dans l'espace globalisé de l'Empire » même si l'hellénisation était ici plus intense du fait de l'impulsion des souverains numides. La circulation des œuvres d'art peut être appréhendée par les bronzes retrouvés dans les épaves romaines, ainsi dans l'épave de Mahdia, car ce commerce était extrêmement lucratif. La présence des bronzes peut résulter aussi de l'évergétisme des classes dirigeantes en faisant don à leur cité, mais les œuvres sont aussi destinées à l'ornement des demeures des classes aisées. Celles retrouvées dans la cité semblent correspondre pour la plupart à cette dernière catégorie.

### Marbres
Le site a livré une tête de jeune Berbère de marbre blanc découverte en 1918 dans un bastion de la porte de Tanger. L'œuvre laisse transparaître une influence hellénistique mais aussi le classicisme de l'époque augustéenne et date de la fin du Ier siècle av. J.-C..

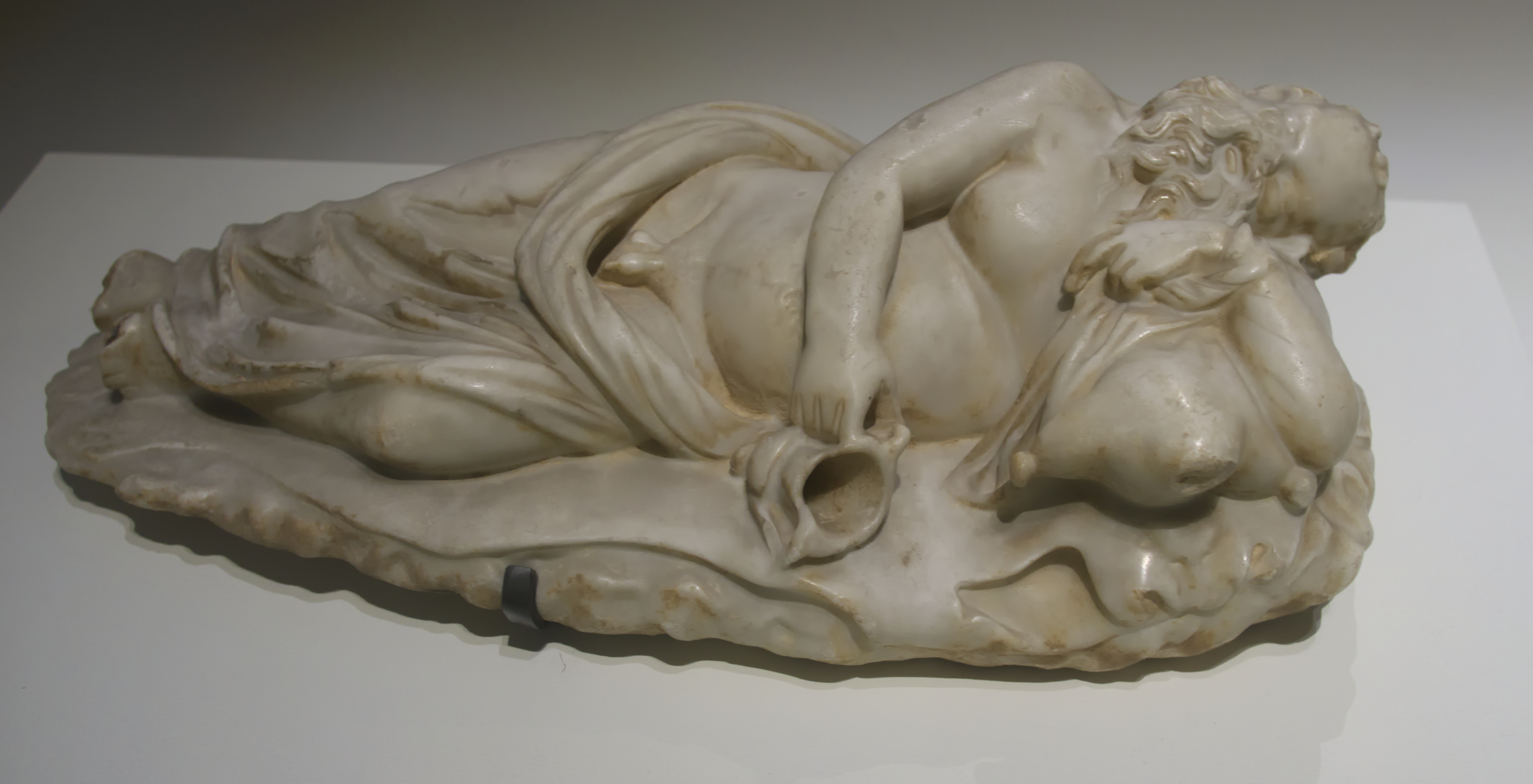
Papposilène endormi.

La statuette de Papposilène endormi est en marbre de Carrare et datée du IIe siècle (seconde moitié du Ier siècle av. J.-C. selon Burollet). Elle mesure environ 50 cm sur une vingtaine de centimètres, le silène étant plus petit que la plinthe sur laquelle il est situé. Papposilène est représenté ivre avec un canthare et une outre dont il a bu le vin. Allongé sur une peau de félin, le vêtement du silène qui appartient au cortège de Dionysos laisse apparaître son ventre rond et son sexe. La statuette a été dégagée en mai 1927 non loin de la maison à la mosaïque d'Orphée. L'œuvre, d'une grande qualité d'exécution et peut-être issue d'un atelier romain, ornait sans doute une fontaine, car l'outre était percée d'un tuyau.
La statue de la Bacchante au thyrse a également dû appartenir à une fontaine.

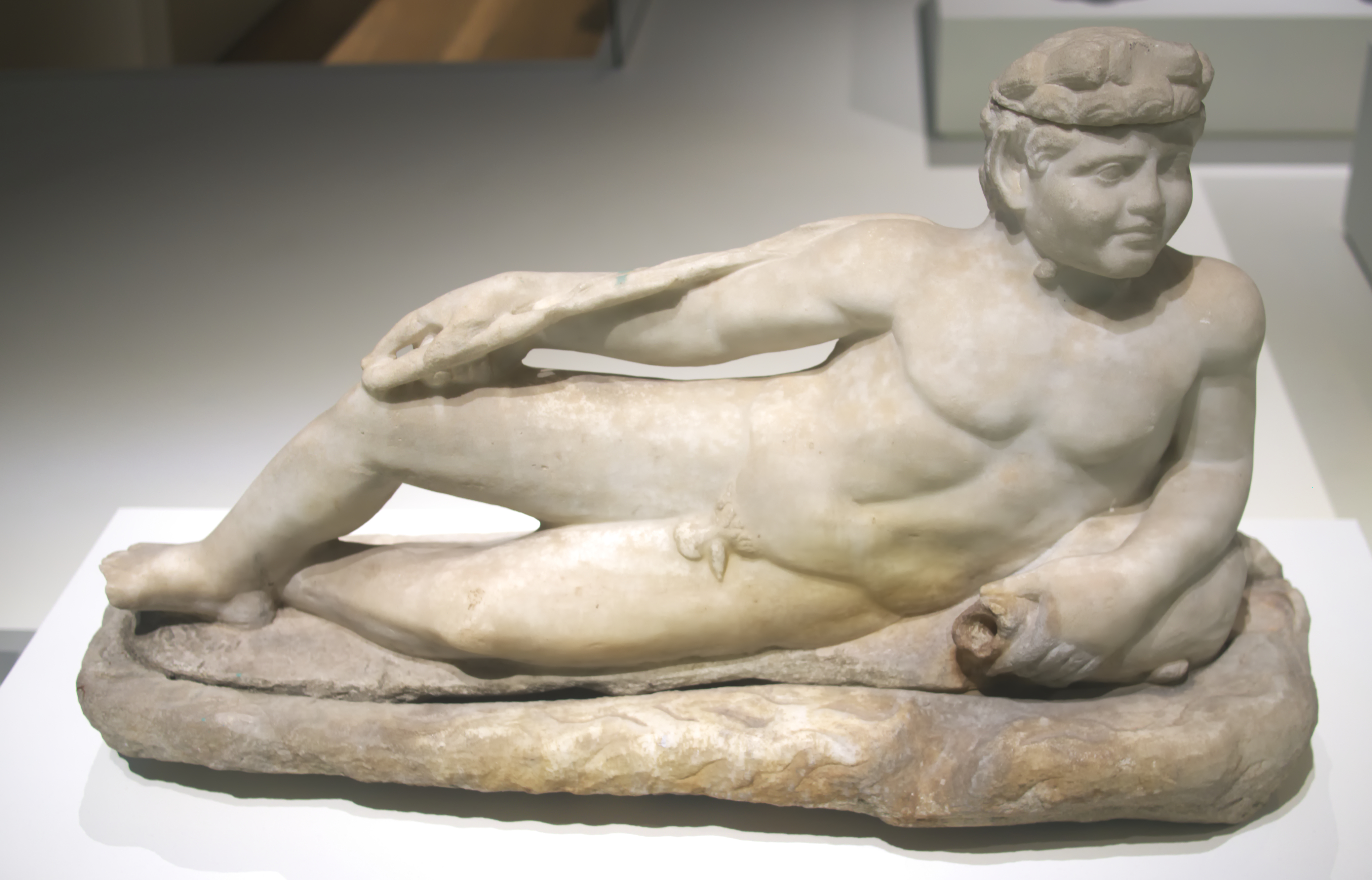
Faune couché. H 0.47 m L 0.75 m.

Le site a livré également une statue de marbre représentant un Faune couché des IIe – IIIe siècles dégagée en 1942 dans la Maison à la mosaïque de Vénus. Le faune est nu, allongé et tient une outre. Le personnage est identifié à un faune par la présence d'éléments végétaux. La statue appartenait à un décor de système d'alimentation en eau courante sans doute le bord d'un bassin et est d'un type courant à l'époque.
Une représentation d'Eros endormi fragmentaire a également été retrouvée. Datée des IIe – IIIe siècles, cette représentation de la divinité endormie sur une tête de lion a été réalisée dans un atelier local et constitue une adaptation d'un modèle grec.

## Expositions
- MuCEM de Marseille :  Splendeurs de Volubilis, Bronzes antiques du Maroc et de la Méditerranée 12 mars au 25 août 2014.

## Numéros d’inventaire au musée de l'histoire et des civilisations de Rabat
1. ↑  99.1.12.1340.
2. ↑  99.1.12.1344.
3. ↑  99.1.12.1341.
4. ↑  99.1.12.1343.
5. ↑  99.1.12.1345.
6. ↑  99.1.12.1342.
7. ↑  Vol.61.
8. ↑  99.1.12.1347.
9. ↑  99.1.12.1348.
10. ↑  Vol.82-545
11. ↑  PI89.1.1.5.
12. ↑  99.1.3.652.
13. ↑  99.1.12.898
14. ↑  99.1.12.904
15. ↑  PI.89.1.7.1.
16. ↑  PI.89.1.1.5.
17. ↑  PI.89.2.11.4.
18. ↑  PI.89.2.11.5.

#### Ouvrages généraux ou sur la Tingitane
- Néjat Brahmi et Jean-Louis Podvin, « Les témoignages isiaques et égyptisants en Maurétanie Tingitane », Bulletin d’Archéologie Marocaine, vol. 21,‎ 2009, p. 224-233 (lire en ligne, consulté le 10 mai 2020).
- Said El Bouzidi et Ali Ouahidi, « La frontière méridionale de la Maurétanie tingitane: contribution à la carte archéologique de la région de Volubilis », Dialogues d'histoire ancienne, vol. 40-1,‎ 2014, p. 97-108 (lire en ligne, consulté le 28 mai 2020).
- Thérèse Burollet, De l'empire romain aux villes impériales, 6000 ans d'art au Maroc, Paris, Musée du Petit Palais Paris Musées, 1990. .
- Jérôme Carcopino, Le Maroc antique, Paris, Gallimard, 1943.
- Louis Châtelain, Le Maroc des Romains : Étude sur les centres antiques de la Maurétanie occidentale, Paris, de Boccard, 1944.
- Jean-Claude Golvin, L’Antiquité retrouvée, Paris, Errance, 2003 (ISBN 287772266X). .
- Christophe Hugoniot, Rome en Afrique. De la chute de Carthage aux débuts de la conquête arabe, Paris, Flammarion, 2000 (ISBN 2080830031). .
- Edward Lipinski, Dictionnaire de la civilisation phénicienne et punique, Turnhout, Brepols, 1992 (ISBN 2503500331). .
- Françoise Prévot, Jean-Louis Voisin, Philippe Blaudeau et Leila Najar, L'Afrique romaine : 69-439, Atlande, collection Clefs concours, 2006 (ISBN 2350300021). .
- Ahmed Siraj, L'image de la Tingitane : L'historiographie arabe médiévale et l'Antiquité nord-africaine, Palais Farnèse, Collection de l'École française de Rome, 1995.
- Yvon Thébert, Thermes romains d'Afrique du Nord et leur contexte méditerranéen : études d'histoire et d'archéologie, Ecole française de Rome, 2003 (ISBN 2-7283-0398-3 et 978-2-7283-0398-4). .

#### Ouvrages sur la cité
- Néjat Brahmi, Volubilis - Approche religieuse d'une cité de Maurétanie tingitane, Université du Maine, coll. « (thèse de doctorat en Lettres, langues et sciences humaines) », 2008 (lire en ligne). .
- Robert Étienne, Le Quartier nord-est de Volubilis, Paris, Éditions de Boccard, 1960, 192 p. (BNF 33000452).
- Elizabeth Fentress (dir.) et Hassan Limane (dir.), Volubilis Après Rome : Les Fouilles UCL/INCAP, 2000-2005, Brill, 3 décembre 2018, 462 p. (lire en ligne). .
- Hassan Limane, René Rebuffat et Daniel Drocourt, Volubilis : De mosaïque à mosaïque, Casablanca/Aix-en-Provence, Eddif/Édisud, 1998, 93 p. (ISBN 9981090220). .
- Armand Luquet, Volubilis : Les Travaux et les Jours d'une cité du Maroc antique, Tanger, Éditions marocaines et internationales, 1972, 123 p. (BNF 35182662).
- Myriame Morel-Deledalle (dir.), Splendeurs de Volubilis : Bronzes antiques du Maroc et de Méditerranée, Marseille/Arles, Musée des civilisations de l'Europe et de la Méditerranée/Actes Sud, 2014, 185 p. (ISBN 9782330031374). .
- Jean-Luc Panetier et Hassan Limane, Volubilis : Une cité du Maroc antique, Paris/Casablanca, Maisonneuve et Larose/Malika, coll. « Civilisations arabe et islamique », 2002, 175 p. (ISBN 2706816120). .
- Raymond Thouvenot, Volubilis, Paris, Les Belles Lettres, coll. « Monde romain », 1949, 84 p. (BNF 37413923).

#### Autres ouvrages
- Henry de Castries, Moulay Ismail et Jacques II : une apologie de l'Islam par un sultan du Maroc, E. Leroux, 1903, 128 p. (lire en ligne). .

#### Liste partielle d'articles sur la cité
La ville fait l'objet de très nombreuses publications qu'il est impossible de recenser.
- Aomar Akerraz, « Les thermes du Capitole (Volubilis) », Bulletin d'archéologie marocaine, vol. XVI,‎ 1985-1986, p. 101-120 (lire en ligne, consulté le 2 juin 2020)
- Aomar Akerraz et Eliane Lenoir, « Volubilis et son territoire au Ier siècle de notre ère. », dans Aomar Akerraz, Éliane Lenoir et al., L'Afrique dans l'Occident romain (Ier siècle av. J.-C. - IVe siècle apr. J.-C. : Actes du colloque de Rome (3-5 décembre 1987, vol. 134, Rome, École française de Rome, coll. « Publications de l'École française de Rome », 1990 (lire en ligne), p. 213-229. .
- Aomar Akerraz, « Recherches sur les niveaux islamiques de Volubilis. », dans Patrice Cressier, Mercedes Garcia Arenal., Genèse de la ville islamique en Al-Andalus et au Maghreb occidental, Madrid, Casa de Velasquez, 1998 (lire en ligne), p. 295-304.
- Victoria Amoroz Ruiz et Abdallah Fiti, « La céramique des niveaux islamiques de Volubilis (Walila) d'après les fouilles de la mission maroco-anglaise », Mélanges de l'école française de Rome,‎ 2011, p. 23-47 (lire en ligne, consulté le 28 mai 2020).
- Rachid Arharbi et Abdelfattah Ichkhakh, « Nouvelles observations sur le mausolée préromain de Volubilis », Antiquités africaines, vol. 40-41,‎ 2004, p. 303-309 (lire en ligne, consulté le 28 mai 2020).
- Néjat Brahmi, « Genius et numen : deux manifestations du culte impérial à Volubilis », L’Africa Romana, Atti del XVI convegnio di studio, Mobilità delle persone e dei popoli, dinamiche migratorie, emigrazioni ed immigrazioni nelle province occidentali dell'impero romano, Rome,‎ 2006, p. 2183-2200 (lire en ligne, consulté le 27 mai 2020).
- Néjat Brahmi, « Les colloquia romano-baquates : patronage divin et intégration ? », étrangers dans la cité romaine, Actes du colloque « Habiter une autre patrie » : des incolae de la République aux peuples fédérés du Bas-Empire, Rennes,‎ 2007, p. 155-170 (lire en ligne, consulté le 27 mai 2020).
- Néjat Brahmi, « Les Cultores Domus Augustae et le temple du culte impérial à Volubilis (milieu IIe-fin IIe siècles) », dans L’Africa Romana, Atti del XVIII Convegno di studio, I luoghi e le forme dei mestieri e della produzione nelle province africane, Olbia, 10-13 dic. 2008, Rome, 2010 (lire en ligne), p. 1529-1541.
- Néjat Brahmi, « Volubilis, de la cité maurétanienne au municipe romain : les ruptures et continuités religieuses », Hommes, cultures et paysages de l'Antiquité à la période moderne, Mélanges offerts à Jean Peyras, Presses Universitaires de Rennes,‎ 2013, p. 79-92 (lire en ligne, consulté le 11 février 2017). .
- Néjat Brahmi, « Territorium, camps militaires et espace d’influence : les territoires du religieux à Volubilis », dans Centres de pouvoir et organisation de l’espace : Xe colloque international sur l’histoire et l’archéologie de l’Afrique du Nord préhistorique, antique et médiévale (Caen 2009), Caen, PUC, 2014 (lire en ligne), p. 543-556. .
- Véronique Brouquier-Reddé, Abdelaziz El Khayari et Abdelfettah Ichkakh, « Le temple B de Volubilis : nouvelles recherches », Antiquités africaines, vol. 34,‎ 1998, p. 65-72 (lire en ligne, consulté le 11 mai 2020).
- Abdelilah Dekayir, « Etude de la dégradation des mosaïques romaines de Volubilis (Maroc) », JMR, vol. I-2,‎ 2008, p. 33-38. .
- Claude Domergue, « L'Arc de triomphe de Caracalla à Volubilis. », École pratique des hautes études. 4e section, Sciences historiques et philologiques, vol. Annuaire 1963-1964,‎ 1963, p. 283-293 (DOI 10.3406/ephe.1963.4776, lire en ligne, consulté le 19 septembre 2016). .
- Abdelaziz El Khayari, « Les thermes extra-muros à Volubilis », dans L'Africa romana : Atti de IX convegno di studio Oristano,11-13 dicembre 1992, Sassari, 1994 (lire en ligne), p. 301-312.
- Abdallah Fili, Rachid Bouzidi et Abdelkader Chergui, « La céramique islamique à peinture rouge de Volubilis, étude préliminaire et révisions sur l’occupation islamique. », dans Actas del VIII Congreso Internacional de Cerámica Medieval. Ciudad Real-Almagro, del 27 de febrero al 3 de marzo de 2006, Asociación española de arqueología medieval, 2009 (ISBN 9788461362721), p. 533-556.
- Jacques Gascou, « La succession des bona vacantia et les tribus romaines de Volubilis », Antiquités africaines, vol. tome 12,‎ 1978, p. 109-124 (lire en ligne, consulté le 11 mai 2020).
- Jacques Gascou et Michel Christol, « Volubilis, cité fédérée ? », Mélanges de l'Ecole française de Rome. Antiquité, t. 92, no 1,‎ 1980, p. 329-345 (DOI 10.3406/mefr.1980.1236, lire en ligne, consulté le 19 septembre 2016).
- (en) Alaa el Habashi, Tarik Moujoud et Abdessalam Zizouni, « The conservation and reconstruction of the islamic baths at Volubilis, Morocco », The Journal of Fasti Online: Archaeological Conservation Series,‎ 2016 (lire en ligne, consulté le 28 mai 2020).
- Sabine Lefèvre, « Hommages publics et histoire sociale: les Caecelii Caeciliani et la vie municipale de Volubilis (Maurétanie Tingitane) », Mélanges de la Casa de Velasquez. Antiquité-Moyen Age, t. 28, no 1,‎ 1992, p. 19-36 (DOI 10.3406/casa.1992.2602, lire en ligne, consulté le 28 mai 2020).
- A. Luquet, « Volubilis: Restauration du Capitole », BAM, vol. V,‎ 1964, p. 351-356.
- Françoise Mayet, « Marques d'amphores de Maurétanie Tingitane (Banasa, Thamusida, Volubilis) », Mélanges de l'école française de Rome, vol. 90-1,‎ 1978, p. 357-406 (lire en ligne, consulté le 11 mai 2020)
- Frédérique Menulis, « Volubilis ville punique romanisée », L'archéologue - archéologie nouvelle, vol. 139,‎ 2016, p. 70-79. .
- Myriame Morel-Deledalle, « Splendeurs de Volubilis - Bronzes antiques du Maroc et de Méditerranée », Archéologia, vol. 522,‎ 2014, p. 42-49. .
- Pierre Wuilleumier, « Le municipe de Volubilis », Revue des Études Anciennes, t. 28, no 4,‎ 1926, p. 323-33 (lire en ligne, consulté le 24 mai 2020).